# Bahnstrecke Hürth-Kalscheuren–Ehrang
| | |                                                              |                                                        |
| Streckennummer (DB): | 2631 |                                                              |                                                        |
| Kursbuchstrecke (DB): | 474 |                                                              |                                                        |
| Kursbuchstrecke: | 248 (Kalscheuren – Kall 1946) 248g (Jünkerath – Lissendorf 1946)                                                                 |                                                              |                                                        |
| Streckenlänge: | 163,8 km |                                                              |                                                        |
| Spurweite: | 1435 mm (Normalspur) |                                                              |                                                        |
| Streckenklasse: | D4 |                                                              |                                                        |
| Stromsystem: | Geplant: 15 kV, 16,7 Hz ~ |                                                              |                                                        |
| Streckengeschwindigkeit: | 140 km/h |                                                              |                                                        |
| Zugbeeinflussung: | PZB |                                                              |                                                        |
| Zweigleisigkeit: | Hürth-Kalscheuren–Kall Nettersheim–Blankenh. (Wald) Schmidtheim–Lissendorf Bewingen–Gerolstein Birresborn–Densborn Kordel–Ehrang |                                                              |                                                        |
| | |                                                              |                                                        |
| Streckenverlauf \| \| \| von Köln Hbf \| \| \| \| 0,6 \| Hürth-Kalscheuren (Inselbhf.) \| 60 m \| \| \| \| Linke Rheinstrecke nach Bonn \| \| \| \| \| Villebahn \| \| \| \| \| Hürth-Fischenich (geplant) \| 75 m \| \| \| \| Vorgebirgsbahn Köln–Bonn \| \| \| \| 5,2 \| Brühl-Kierberg (zuvor Bf) \| 95 m \| \| \| \| Mödrath-Liblar-Brühler Eisenbahn \| \| \| \| 11,4 \| Erftstadt (bis 1990 Liblar) \| 130 m \| \| \| \| Strategischer Bahndamm nach Rech \| \| \| \| \| Euskirchener Kreisbahnen \| \| \| \| \| Bundesautobahn 553 \| \| \| \| 15,2 \| Bliesheim (Bk) \| Bliesheim (Bk) \| \| \| \| Bundesautobahn 61 \| \| \| \| \| \| \| \| \| 17,7 \| Weilerswist Industriestammgleis (Awanst) \| Weilerswist Industriestammgleis (Awanst) \| \| \| \| \| \| \| \| 18,3 \| Weilerswist \| 122 m \| \| \| 23,8 \| Weilerswist-Derkum \| 148 m \| \| \| 25,8 \| Euskirchen-Großbüllesheim \| 151 m \| \| \| 27,6 \| Kleinbüllesheim (Bk) \| Kleinbüllesheim (Bk) \| \| \| \| \| \| \| \| \| Voreifelbahn von Bonn Erfttalbahn von Bad Münstereifel \| \| \| \| \| \| \| \| \| 30,1 \| Euskirchen \| 166 m \| \| \| \| Euskirchen West (geplant) \| 166 m \| \| \| \| Bördebahn nach Düren \| \| \| \| 32,5 \| Becker (Awanst) \| Becker (Awanst) \| \| \| \| Verbindungskurve von der Bördebahn \| \| \| \| 32,6 \| Euenheim (Abzw) \| Euenheim (Abzw) \| \| \| 33,9 \| Wißkirchen (Bk) \| Wißkirchen (Bk) \| \| \| \| Bundesautobahn 1 \| \| \| \| 37,5 \| Satzvey \| 217 m \| \| \| \| Euskirchener Kreisbahnen \| \| \| \| 40,5 \| Katzvey (Bk) \| Katzvey (Bk) \| \| \| 44,2 \| Mechernich \| 300 m \| \| \| 47,0 \| Mechernich Mülldeponie (Awanst) \| Mechernich Mülldeponie (Awanst) \| \| \| 47,2 \| Strempt (Bk) \| Strempt (Bk) \| \| \| 47,4 \| Mechernich West (Awanst) \| Mechernich West (Awanst) \| \| \| 49,7 \| Scheven \| Scheven \| \| \| 51,1 \| Kaller Tunnel (472 m) \| Kaller Tunnel (472 m) \| \| \| \| Oleftalbahn von Hellenthal \| \| \| \| 53,3 \| Kall \| 377 m \| \| \| 55,0 \| Sötenich (Bk) \| Sötenich (Bk) \| \| \| 55,2 \| Kalkwerke Sötenich (Anst) \| Kalkwerke Sötenich (Anst) \| \| \| 57,5 \| Urft (Steinfeld) \| 410 m \| \| \| 59,4 \| Gronrechtsmühle (Bk) \| Gronrechtsmühle (Bk) \| \| \| 62,8 \| Nettersheim \| 452 m \| \| \| 66,4 \| Marmagen (Bk) \| Marmagen (Bk) \| \| \| 69,4 \| Blankenheim (Wald) \| 495 m \| \| \| \| ehem. nach Ahrdorf \| \| \| \| \| \| \| \| \| 73,9 \| Schmidtheim gepl. Kreuzung der Ourtalbahn Rheinbach-Crombach \| 550 m \| \| \| \| \| \| \| \| 77,4 \| Dahlem (Eifel) \| 495 m \| \| \| 78,0 \| Dahlem (Eifel) RWE (Anst) \| Dahlem (Eifel) RWE (Anst) \| \| \| 79,5 \| Landesgrenze NRW/Rheinland-Pfalz \| Landesgrenze NRW/Rheinland-Pfalz \| \| \| \| Abzw Glaadt \| \| \| \| \| nach Weywertz \| \| \| \| 82,4 \| Jünkerath \| 435 m \| \| \| 86,4 \| Lissendorf (Hp Üst, ehem. Bf) \| Lissendorf (Hp Üst, ehem. Bf) \| \| \| \| \| \| \| \| \| nach Dümpelfeld \| \| \| \| 91,4 \| Oberbettingen-Hillesheim \| Oberbettingen-Hillesheim \| \| \| 96,2 \| Bewingen \| Bewingen \| \| \| \| ehem. von Hillesheim \| \| \| \| \| Eifelquerbahn von Daun \| \| \| \| 101,4 \| Gerolstein \| 361 m \| \| \| \| Westeifelbahn nach Prüm \| \| \| \| 106,4 \| Gerolstein Basalt (Anst) \| Gerolstein Basalt (Anst) \| \| \| 108,4 \| Birresborn \| 340 m \| \| \| 112,4 \| Mürlenbach \| Mürlenbach \| \| \| 115,4 \| Densborn \| Densborn \| \| \| 117,4 \| Usch/Zendscheid \| Usch/Zendscheid \| \| \| 121,4 \| St. Thomas \| St. Thomas \| \| \| 124,4 \| Dechen-Tunnel (181 m) \| Dechen-Tunnel (181 m) \| \| \| 125,4 \| Kyllburg \| 285 m \| \| \| 125,7 \| Kyllburger Tunnel (218 m) \| Kyllburger Tunnel (218 m) \| \| \| \| Wilsecker Tunnel (1268 m) \| \| \| \| 131,4 \| Bitburg-Erdorf \| Bitburg-Erdorf \| \| \| \| Nims-Sauertalbahn nach Bitburg \| \| \| \| 133,3 \| Mettericher Tunnel (426 m) \| Mettericher Tunnel (426 m) \| \| \| 135,4 \| Hüttingen \| 220 m \| \| \| 139,2 \| Philippsheim \| Philippsheim \| \| \| 140,1 \| Philippsheimer Tunnel (268 m) \| Philippsheimer Tunnel (268 m) \| \| \| 140,9 \| Friedrich-Wilhelm-Tunnel (333 m) \| Friedrich-Wilhelm-Tunnel (333 m) \| \| \| 142,4 \| Speicher \| Speicher \| \| \| 142,7 \| Loskyller Tunnel (294 m) \| Loskyller Tunnel (294 m) \| \| \| 143,9 \| Heinzkyller Tunnel (201 m) \| Heinzkyller Tunnel (201 m) \| \| \| 145,4 \| Auw an der Kyll \| 170 m \| \| \| 148,9 \| Ittel (Kyll) \| Ittel (Kyll) \| \| \| 149,1 \| Kyller Tunnel (138 m) \| Kyller Tunnel (138 m) \| \| \| 152,2 \| Daufenbach \| Daufenbach \| \| \| 157,5 \| Kordel \| 150 m \| \| \| 159,7 \| Burg Ramstein (PV bis etwa 1985) \| Burg Ramstein (PV bis etwa 1985) \| \| \| 160,8 \| Kuckuckslay-Tunnel (450 m) \| Kuckuckslay-Tunnel (450 m) \| \| \| \| Moselstrecke von Koblenz \| \| \| \| 163,5 \| Ehrang (PV bis 2025) \| Ehrang (PV bis 2025) \| \| \| \| Trier Hafenstraße \| \| \| \| \| Ehrang Gbf \| \| \| \| \| Moselstrecke nach Trier \| \| \| \| \| Biewer (Strw, ehem. Abzw) \| \| \| \| \| Trierer Weststrecke nach Igel \| \| \| \| \| \| \| \| Quellen: [1][2] \| \| \| \| | |                                                              |                                                        |
| | | von Köln Hbf                                                 |                                                        |
| Bahnhof | 0,6 | Hürth-Kalscheuren (Inselbhf.)                                | 60 m                                                   |
| Abzweig geradeaus und nach links | | Linke Rheinstrecke nach Bonn                                 | Linke Rheinstrecke nach Bonn                           |
| Abzweig geradeaus und ehemals nach rechts | | Villebahn                                                    | Villebahn                                              |
| ehemaliger S-Bahn-Halt | | Hürth-Fischenich (geplant)                                   | 75 m                                                   |
| Kreuzung geradeaus oben | | Vorgebirgsbahn Köln–Bonn                                     | Vorgebirgsbahn Köln–Bonn                               |
| Haltepunkt / Haltestelle | 5,2 | Brühl-Kierberg (zuvor Bf)                                    | 95 m                                                   |
| Abzweig quer, von links und von rechts (Strecke außer Betrieb) · Kreuzung geradeaus oben (Querstrecke außer Betrieb) | | Mödrath-Liblar-Brühler Eisenbahn                             | Mödrath-Liblar-Brühler Eisenbahn                       |
| Kopfbahnhof Streckenende (Strecke außer Betrieb) · Bahnhof | 11,4 | Erftstadt (bis 1990 Liblar)                                  | 130 m                                                  |
| Abzweig geradeaus und ehemals nach links | | Strategischer Bahndamm nach Rech                             | Strategischer Bahndamm nach Rech                       |
| Kreuzung geradeaus oben (Querstrecke außer Betrieb) | | Euskirchener Kreisbahnen                                     | Euskirchener Kreisbahnen                               |
| Brücke | | Bundesautobahn 553                                           | Bundesautobahn 553                                     |
| ehemalige Blockstelle | 15,2 | Bliesheim (Bk)                                               | Bliesheim (Bk)                                         |
| Brücke | | Bundesautobahn 61                                            | Bundesautobahn 61                                      |
| | |                                                              |                                                        |
| ehemalige Blockstelle | 17,7 | Weilerswist Industriestammgleis (Awanst)                     | Weilerswist Industriestammgleis (Awanst)               |
| | |                                                              |                                                        |
| Haltepunkt / Haltestelle | 18,3 | Weilerswist                                                  | 122 m                                                  |
| Bahnhof | 23,8 | Weilerswist-Derkum                                           | 148 m                                                  |
| Haltepunkt / Haltestelle | 25,8 | Euskirchen-Großbüllesheim                                    | 151 m                                                  |
| ehemalige Blockstelle | 27,6 | Kleinbüllesheim (Bk)                                         | Kleinbüllesheim (Bk)                                   |
| | |                                                              |                                                        |
| Abzweig geradeaus und von links · Abzweig nach rechts und von halblinks | | Voreifelbahn von Bonn Erfttalbahn von Bad Münstereifel       | Voreifelbahn von Bonn Erfttalbahn von Bad Münstereifel |
| | |                                                              |                                                        |
| Bahnhof mit S-Bahn-Halt | 30,1 | Euskirchen                                                   | 166 m                                                  |
| ehemaliger Haltepunkt / Haltestelle | | Euskirchen West (geplant)                                    | 166 m                                                  |
| Abzweig geradeaus und nach rechts | | Bördebahn nach Düren                                         | Bördebahn nach Düren                                   |
| ehemalige Blockstelle | 32,5 | Becker (Awanst)                                              | Becker (Awanst)                                        |
| Abzweig geradeaus und ehemals von rechts | | Verbindungskurve von der Bördebahn                           | Verbindungskurve von der Bördebahn                     |
| ehemalige Blockstelle | 32,6 | Euenheim (Abzw)                                              | Euenheim (Abzw)                                        |
| ehemalige Blockstelle | 33,9 | Wißkirchen (Bk)                                              | Wißkirchen (Bk)                                        |
| Strecke mit Straßenbrücke | | Bundesautobahn 1                                             | Bundesautobahn 1                                       |
| Bahnhof | 37,5 | Satzvey                                                      | 217 m                                                  |
| Kreuzung (Querstrecke außer Betrieb) | | Euskirchener Kreisbahnen                                     | Euskirchener Kreisbahnen                               |
| ehemalige Blockstelle | 40,5 | Katzvey (Bk)                                                 | Katzvey (Bk)                                           |
| Bahnhof | 44,2 | Mechernich                                                   | 300 m                                                  |
| Blockstelle | 47,0 | Mechernich Mülldeponie (Awanst)                              | Mechernich Mülldeponie (Awanst)                        |
| ehemalige Blockstelle | 47,2 | Strempt (Bk)                                                 | Strempt (Bk)                                           |
| Blockstelle | 47,4 | Mechernich West (Awanst)                                     | Mechernich West (Awanst)                               |
| Haltepunkt / Haltestelle | 49,7 | Scheven                                                      | Scheven                                                |
| Tunnel | 51,1 | Kaller Tunnel (472 m)                                        | Kaller Tunnel (472 m)                                  |
| Abzweig geradeaus und von rechts | | Oleftalbahn von Hellenthal                                   | Oleftalbahn von Hellenthal                             |
| Bahnhof | 53,3 | Kall                                                         | 377 m                                                  |
| ehemalige Blockstelle | 55,0 | Sötenich (Bk)                                                | Sötenich (Bk)                                          |
| ehemalige Blockstelle | 55,2 | Kalkwerke Sötenich (Anst)                                    | Kalkwerke Sötenich (Anst)                              |
| Haltepunkt / Haltestelle | 57,5 | Urft (Steinfeld)                                             | 410 m                                                  |
| ehemalige Blockstelle | 59,4 | Gronrechtsmühle (Bk)                                         | Gronrechtsmühle (Bk)                                   |
| Bahnhof | 62,8 | Nettersheim                                                  | 452 m                                                  |
| ehemalige Blockstelle | 66,4 | Marmagen (Bk)                                                | Marmagen (Bk)                                          |
| Bahnhof | 69,4 | Blankenheim (Wald)                                           | 495 m                                                  |
| Abzweig geradeaus und ehemals nach links | | ehem. nach Ahrdorf                                           | ehem. nach Ahrdorf                                     |
| | |                                                              |                                                        |
| Bahnhof | 73,9 | Schmidtheim gepl. Kreuzung der Ourtalbahn Rheinbach-Crombach | 550 m                                                  |
| | |                                                              |                                                        |
| Haltepunkt / Haltestelle | 77,4 | Dahlem (Eifel)                                               | 495 m                                                  |
| ehemalige Blockstelle | 78,0 | Dahlem (Eifel) RWE (Anst)                                    | Dahlem (Eifel) RWE (Anst)                              |
| Grenze | 79,5 | Landesgrenze NRW/Rheinland-Pfalz                             | Landesgrenze NRW/Rheinland-Pfalz                       |
| ehemalige Blockstelle | | Abzw Glaadt                                                  | Abzw Glaadt                                            |
| Abzweig geradeaus, ehemals nach rechts und ehemals von rechts | | nach Weywertz                                                | nach Weywertz                                          |
| Bahnhof | 82,4 | Jünkerath                                                    | 435 m                                                  |
| Haltepunkt / Haltestelle | 86,4 | Lissendorf (Hp Üst, ehem. Bf)                                | Lissendorf (Hp Üst, ehem. Bf)                          |
| Überleitstelle / Spurwechsel | |                                                              |                                                        |
| Abzweig geradeaus und ehemals nach links | | nach Dümpelfeld                                              | nach Dümpelfeld                                        |
| Bahnhof | 91,4 | Oberbettingen-Hillesheim                                     | Oberbettingen-Hillesheim                               |
| Überleitstelle / Spurwechsel | 96,2 | Bewingen                                                     | Bewingen                                               |
| Abzweig geradeaus und ehemals von links | | ehem. von Hillesheim                                         | ehem. von Hillesheim                                   |
| Abzweig geradeaus und ehemals von links | | Eifelquerbahn von Daun                                       | Eifelquerbahn von Daun                                 |
| Bahnhof | 101,4 | Gerolstein                                                   | 361 m                                                  |
| Abzweig geradeaus und ehemals nach rechts | | Westeifelbahn nach Prüm                                      | Westeifelbahn nach Prüm                                |
| Blockstelle | 106,4 | Gerolstein Basalt (Anst)                                     | Gerolstein Basalt (Anst)                               |
| Bahnhof | 108,4 | Birresborn                                                   | 340 m                                                  |
| Haltepunkt / Haltestelle | 112,4 | Mürlenbach                                                   | Mürlenbach                                             |
| Bahnhof | 115,4 | Densborn                                                     | Densborn                                               |
| Haltepunkt / Haltestelle | 117,4 | Usch/Zendscheid                                              | Usch/Zendscheid                                        |
| Bahnhof | 121,4 | St. Thomas                                                   | St. Thomas                                             |
| Tunnel | 124,4 | Dechen-Tunnel (181 m)                                        | Dechen-Tunnel (181 m)                                  |
| Bahnhof | 125,4 | Kyllburg                                                     | 285 m                                                  |
| Tunnel | 125,7 | Kyllburger Tunnel (218 m)                                    | Kyllburger Tunnel (218 m)                              |
| Tunnel | | Wilsecker Tunnel (1268 m)                                    | Wilsecker Tunnel (1268 m)                              |
| Bahnhof | 131,4 | Bitburg-Erdorf                                               | Bitburg-Erdorf                                         |
| Abzweig geradeaus und nach rechts | | Nims-Sauertalbahn nach Bitburg                               | Nims-Sauertalbahn nach Bitburg                         |
| Tunnel | 133,3 | Mettericher Tunnel (426 m)                                   | Mettericher Tunnel (426 m)                             |
| Haltepunkt / Haltestelle | 135,4 | Hüttingen                                                    | 220 m                                                  |
| Bahnhof | 139,2 | Philippsheim                                                 | Philippsheim                                           |
| Tunnel | 140,1 | Philippsheimer Tunnel (268 m)                                | Philippsheimer Tunnel (268 m)                          |
| Tunnel | 140,9 | Friedrich-Wilhelm-Tunnel (333 m)                             | Friedrich-Wilhelm-Tunnel (333 m)                       |
| Bahnhof | 142,4 | Speicher                                                     | Speicher                                               |
| Tunnel | 142,7 | Loskyller Tunnel (294 m)                                     | Loskyller Tunnel (294 m)                               |
| Tunnel | 143,9 | Heinzkyller Tunnel (201 m)                                   | Heinzkyller Tunnel (201 m)                             |
| Bahnhof | 145,4 | Auw an der Kyll                                              | 170 m                                                  |
| ehemaliger Haltepunkt / Haltestelle | 148,9 | Ittel (Kyll)                                                 | Ittel (Kyll)                                           |
| Tunnel | 149,1 | Kyller Tunnel (138 m)                                        | Kyller Tunnel (138 m)                                  |
| Bahnhof | 152,2 | Daufenbach                                                   | Daufenbach                                             |
| Bahnhof | 157,5 | Kordel                                                       | 150 m                                                  |
| ehemaliger Haltepunkt / Haltestelle | 159,7 | Burg Ramstein (PV bis etwa 1985)                             | Burg Ramstein (PV bis etwa 1985)                       |
| Tunnel | 160,8 | Kuckuckslay-Tunnel (450 m)                                   | Kuckuckslay-Tunnel (450 m)                             |
| Abzweig geradeaus, ehemals nach links und von links · Abzweig quer, von links und ehemals von rechts | | Moselstrecke von Koblenz                                     | Moselstrecke von Koblenz                               |
| Dienststation / Betriebs- oder Güterbahnhof · Strecke | 163,5 | Ehrang (PV bis 2025)                                         | Ehrang (PV bis 2025)                                   |
| Haltepunkt / Haltestelle · Strecke | | Trier Hafenstraße                                            | Trier Hafenstraße                                      |
| Strecke · Dienststation / Betriebs- oder Güterbahnhof | | Ehrang Gbf                                                   | Ehrang Gbf                                             |
| Abzweig ehemals geradeaus und nach links · Kreuzung geradeaus unten und links | | Moselstrecke nach Trier                                      | Moselstrecke nach Trier                                |
| Abzweig ehemals geradeaus und von links · Strecke nach rechts | | Biewer (Strw, ehem. Abzw)                                    | Biewer (Strw, ehem. Abzw)                              |
| | | Trierer Weststrecke nach Igel                                |                                                        |
| | |                                                              |                                                        |
| Quellen: | |                                                              |                                                        |

Die Bahnstrecke Hürth-Kalscheuren–Ehrang – häufig auch Eifelstrecke oder Eifelbahn genannt – ist eine nicht elektrifizierte Eisenbahnhauptstrecke in Nordrhein-Westfalen und Rheinland-Pfalz von Hürth-Kalscheuren über Euskirchen, Kall und Gerolstein nach Trier-Ehrang.
Die Strecke ist nördlich von Densborn und südlich von Kordel überwiegend zweigleisig. Sie wird heute im Schienenpersonennahverkehr mit Durchbindung über die linke Rheinstrecke nach Köln Messe/Deutz und über die Moselstrecke nach Trier Hauptbahnhof bedient.
Teile der Eifelstrecke wurden während des Hochwassers in West- und Mitteleuropa 2021 sowohl in Nordrhein-Westfalen als auch im Streckenabschnitt in Rheinland-Pfalz erheblich beschädigt oder zerstört, weshalb der Zugbetrieb abschnittsweise seit 15. Juli 2021 unterbrochen war. Mit der Wiederherstellung des letzten fehlenden Abschnittes zwischen Kall und Gerolstein kann die Strecke seit 16. Juni 2025 zwar durchgängig befahren werden, praktisch ist sie aber wegen Arbeiten zur Elektrifizierung weiterhin unterbrochen.

## Geschichte
| Eröffnungsdatum   | Streckenabschnitt      |
| ----------------- | ---------------------- |
| 01. Oktober 1875  | Kalscheuren–Euskirchen |
| 01. Juli 1865     | Euskirchen–Mechernich  |
| 01. November 1867 | Mechernich–Kall        |
| 19. Juni 1868     | Kall–Sötenich          |
| 15. November 1870 | Sötenich–Gerolstein    |
| 15. Juli 1871     | Gerolstein–Trier West  |

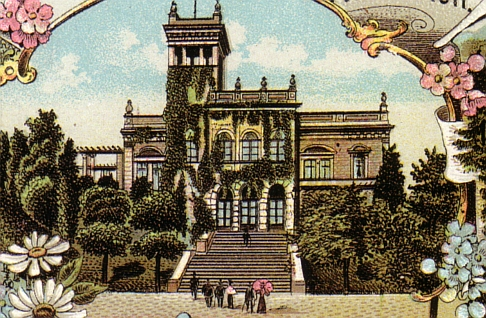
Kaiserbahnhof Brühl-Kierberg (19. Jahrhundert)

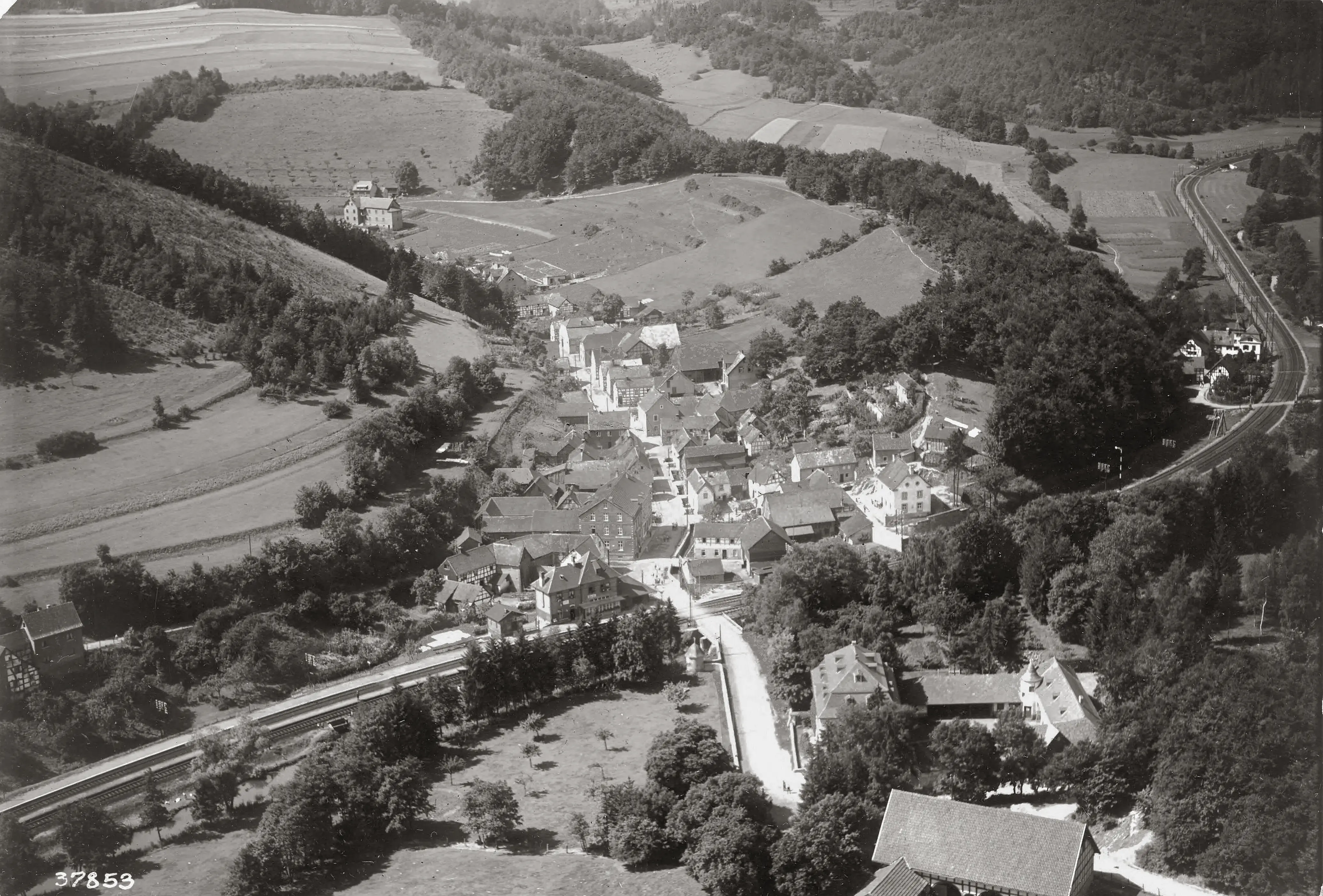
Bahnhof Urft 1932

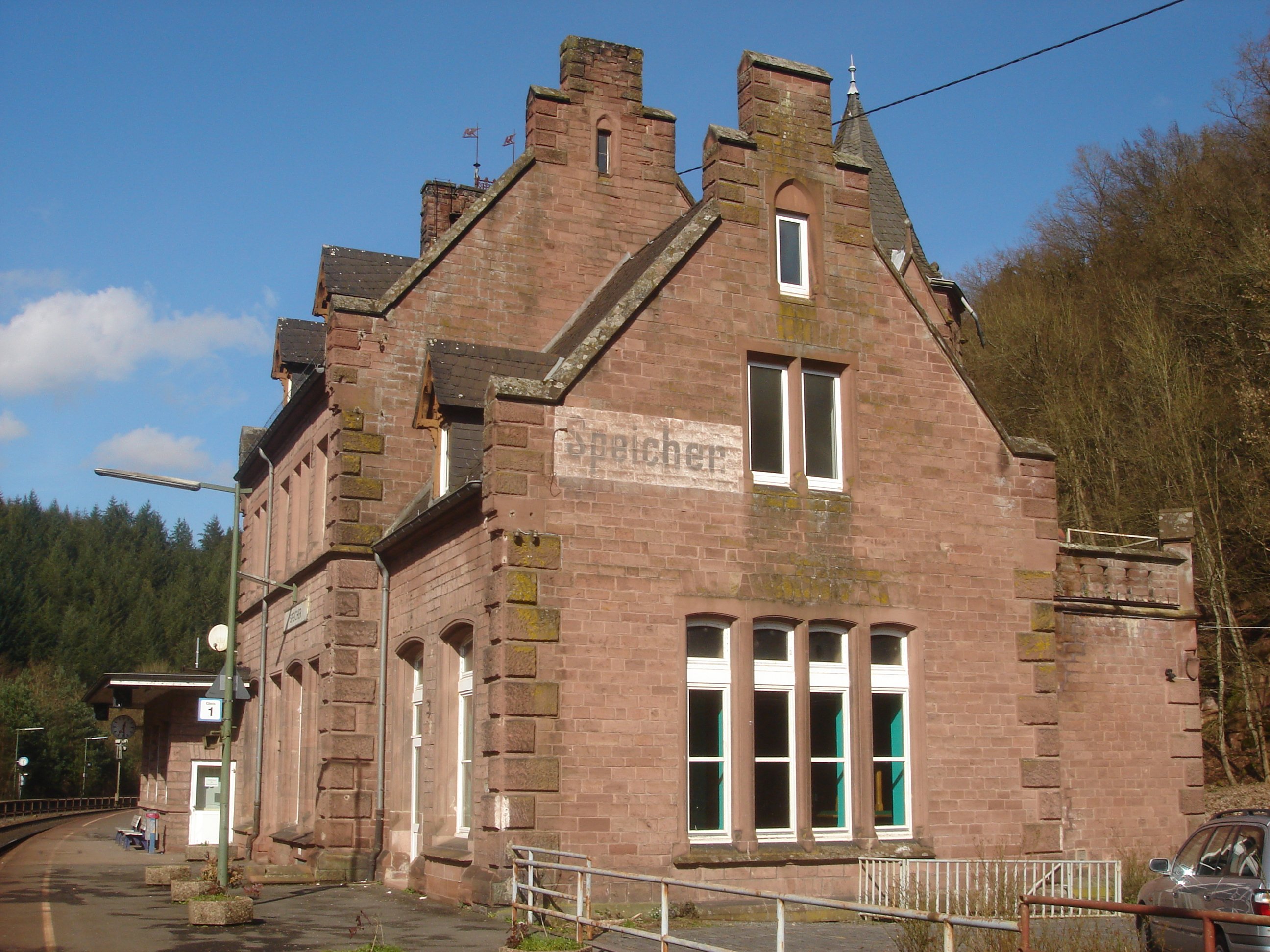
Bahnhof Speicher

Nachdem die Rheinische Eisenbahn-Gesellschaft 1841 ihre erste Strecke Aachen – Düren – Köln eröffnet hatte, begann sie 1864 mit dem Bau ihrer „Eifelbahn“ von Düren über Euskirchen und Gerolstein nach Trier, um die Erzvorkommen der Eifel mit den Industriebetrieben des Aachener Gebiets zu verbinden. Wegen der anspruchsvollen Trassierung in den engen Tälern der Eifel erfolgte der Bau in Teilabschnitten; die Eröffnungsdaten sind der obigen Tabelle zu entnehmen. Der südlichste Teilabschnitt bis Trier ging erst im Juli 1871 in den Regelbetrieb, konnte allerdings schon während des Deutsch-Französischen Krieges in den ersten Monaten des Jahres 1871 für Militärtransporte benutzt werden.
Zur Komplettierung folgte am 1. Oktober 1875 von Euskirchen eine direkte Verbindung nach (Hürth-) Kalscheuren an der linken Rheinstrecke bei Köln. Den Abschnitt Kalscheuren – Köln hatte die Bonn-Cölner Eisenbahn-Gesellschaft bereits 1844 erbaut (mit anderer Trassierung innerhalb Kölns); 1857 hatte ihn die Rheinische Eisenbahn übernommen. Die Strecke war durchgehend zweigleisig ausgebaut. Nach Fertigstellung des Teilstücks (Köln –) Kalscheuren – Euskirchen verlagerte sich der Begriff „Eifelbahn“ immer mehr auf die Verbindung Köln – Trier statt Düren – Trier. Der Abschnitt Düren – Euskirchen wird inzwischen als Bördebahn bezeichnet, was seinen Charakter zutreffend beschreibt.
Vor dem Ersten Weltkrieg plante die preußische Eisenbahnverwaltung, die Eifelstrecke als eine der ersten Bahnstrecken in Deutschland zu elektrifizieren. Doch scheiterte dies am Einspruch der Militärs, weil die Strecke zu nah an der deutsch-französischen Grenze lag. Auch war eine Verbindung der Eifelstrecke mit der Strecke Bonn–Koblenz bei Sechtem geplant, die ebenfalls nicht mehr realisiert werden konnte.
Eine weitere Planung betraf die Ruhr-Mosel-Strecke, auch Strategische Bahn genannt. Sie sollte die Strecke Köln–Trier in Liblar kreuzen. Sie kam von Neuß über Mödrath und sollte über Rheinbach ins Ahrtal führen und sowohl bei Rech als auch bei Bodendorf in die Ahrtalbahn einmünden. Wegen des Vertrages von Versailles wurde der Bau bis etwa 1930 nur eingleisig fortgesetzt, danach das Streckenmaterial abgebaut. Unter anderem in Weilerswist-Metternich, nahe Am blauen Stein, sowie bei Wormersdorf und in Ringen waren Bahnhöfe geplant. Die Bundesautobahn 61 verläuft von Weilerswist bis Ringen fast vollständig auf der ehemaligen Bahntrasse.
Vom 11. August 1895 bis 31. Dezember 1965 kreuzte in Satzvey die so genannte Eifelstrecke der Euskirchener Kreisbahnen die Köln-Trierer Bahn.
Gegen Ende des Zweiten Weltkrieges war der Kaller Tunnel zerstört, 13 Brücken mussten neu gebaut werden. Daher konnte der durchgehende Zugverkehr erst Weihnachten 1947 aufgenommen werden. Auf Anordnung der französischen Besatzungsmacht wurde das zweite Streckengleis kurz nach Kriegsende in ihrer Besatzungszone weitgehend aufgrund Reparationsforderungen abgebaut. Das Gleismaterial wurde nach Frankreich gebracht.
Im Nordabschnitt (britische Zone) verblieb das zweite Gleis fast auf der ganzen Länge. Im südlichen Bereich wurde die Strecke nicht wieder zweigleisig aufgebaut. Der Raum des zweiten Gleises wurde an einigen Stellen anderen Nutzungen zugeführt.

### Eisenbahnunglücke
Im Rahmen der Reparatur der Kriegsschäden war die Eifelstrecke von Urft bis Nettersheim für 5,3 km nur eingleisig ausgebaut worden. Ein 1,7 km langer zweigleisiger Begegnungsabschnitt mit der Blockstelle Gronrechtsmühle (GRM, km 59,4) ermöglichte das Überholen oder Begegnen von Zügen. Dort gab es weder Schutzweichen noch die Induktive Zugbeeinflussung (Indusi) als Sicherheitseinrichtungen.
- Am Sonntag, dem 27. November 1949, gegen 1:30 Uhr übersah das Personal des Richtung Köln fahrenden Durchgangsgüterzuges Dg 7823 das haltzeigende Signal. Der Zug hatte eine Masse von rund 1400 Tonnen und war mit einer Lokomotive der Baureihe 44 bespannt. Der Zug fuhr die folgende Weiche auf und stieß nahe dem Bahnübergang in Urft mit einem entgegenkommenden Güterzug zusammen. Dieser Ganzzug war mit Koks aus Alsdorf beladen. Er wog etwa 1800 Tonnen, war mit zwei Lokomotiven der Baureihe 58 bespannt und wurde von einer der Reihe 50 nachgeschoben. Ein Lokführer des Ganzzuges wurde getötet, das weitere Lokpersonal der Züge verletzt. Bis Sonntagmittag war der Bahnübergang freigeräumt, am Dienstag wurde die Bahnstrecke für den Verkehr wieder freigegeben.[9]
- Am Mittwoch, dem 24. September 1958, war eine Dampflokomotive, Baureihe 23 des Bw Krefeld auf der Fahrt nach Trier. Dabei übersah das Lokpersonal mindestens drei Haltesignale und stieß gegen 6 Uhr bei km 60,8 mit einem entgegenkommenden Personenzug zusammen. Es war der Frühzug P 3515 von Jünkerath nach Köln, bespannt mit einer Dampflokomotive der Baureihe 38.10-40. Das Lokpersonal und sieben Reisende wurden getötet. Zwei der etwa 25 Reisenden wurden schwer, fünf leicht verletzt. Auch das Personal der 23er fand den Tod.[10]
- Am Freitag, dem 1. Juni 2018 fuhr ein Regionalzug in den frühen Morgenstunden am südlichen Portal des eingleisigen Wilsecker Tunnels bei der Tunnelausfahrt gegen eine Geröllhalde und entgleiste. Das Geröll war durch ein schweres Gewitter in der Nacht vom Wilsecker Bach auf die Gleise vor dem Tunnelportal gespült worden. Nach Presseberichten war der Zug nur mit dem Triebfahrzeugführer besetzt, der nicht verletzt wurde.[11] Nur eine Woche später, am 9. Juni 2018, wurde die gleiche Stelle erneut durch eine Schlammlawine infolge eines starken Gewitters verschüttet.[12] Der am 1. Juni verunfallte Zug war bereits geborgen und im Betriebsbahnhof Köln-Deutzerfeld abgestellt worden. Da die Unfallstelle sehr abgelegen ist, war es zunächst nicht möglich, schweres Gerät zum Aufräumen heranzubringen und das vor allem beim zweiten Gewitter stark verschüttete Innere des Tunnels zu räumen. Deshalb musste die Deutsche Bahn die Strecke auf zunächst unbestimmte Zeit sperren und den Zugbetrieb zwischen Kyllburg und Trier einstellen. Zwischen Trier und Philippsheim wurden ein Notbetrieb und zwischen Trier und Kyllburg eine Direktverbindung als Schienenersatzverkehr eingerichtet.[13] Die Wiederinbetriebnahme der Strecke erfolgte nach mehreren Verzögerungen[14] erst am 25. Juli 2018.[15]

### Hochwasser im Juli 2021

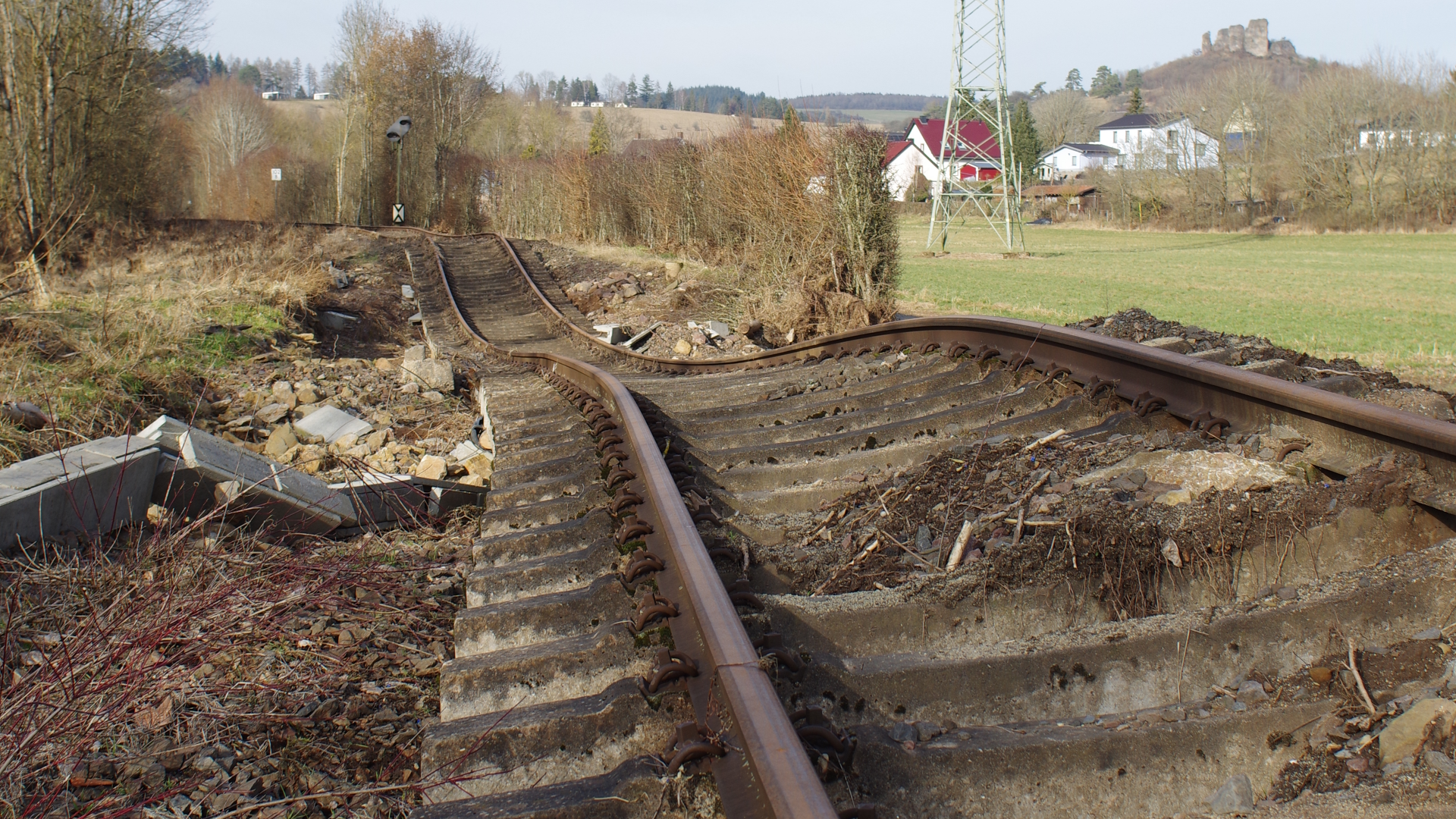
Die Strecke in Höhe der Burg Lissingen (Stadt Gerolstein) ein halbes Jahr nach dem Hochwasser.

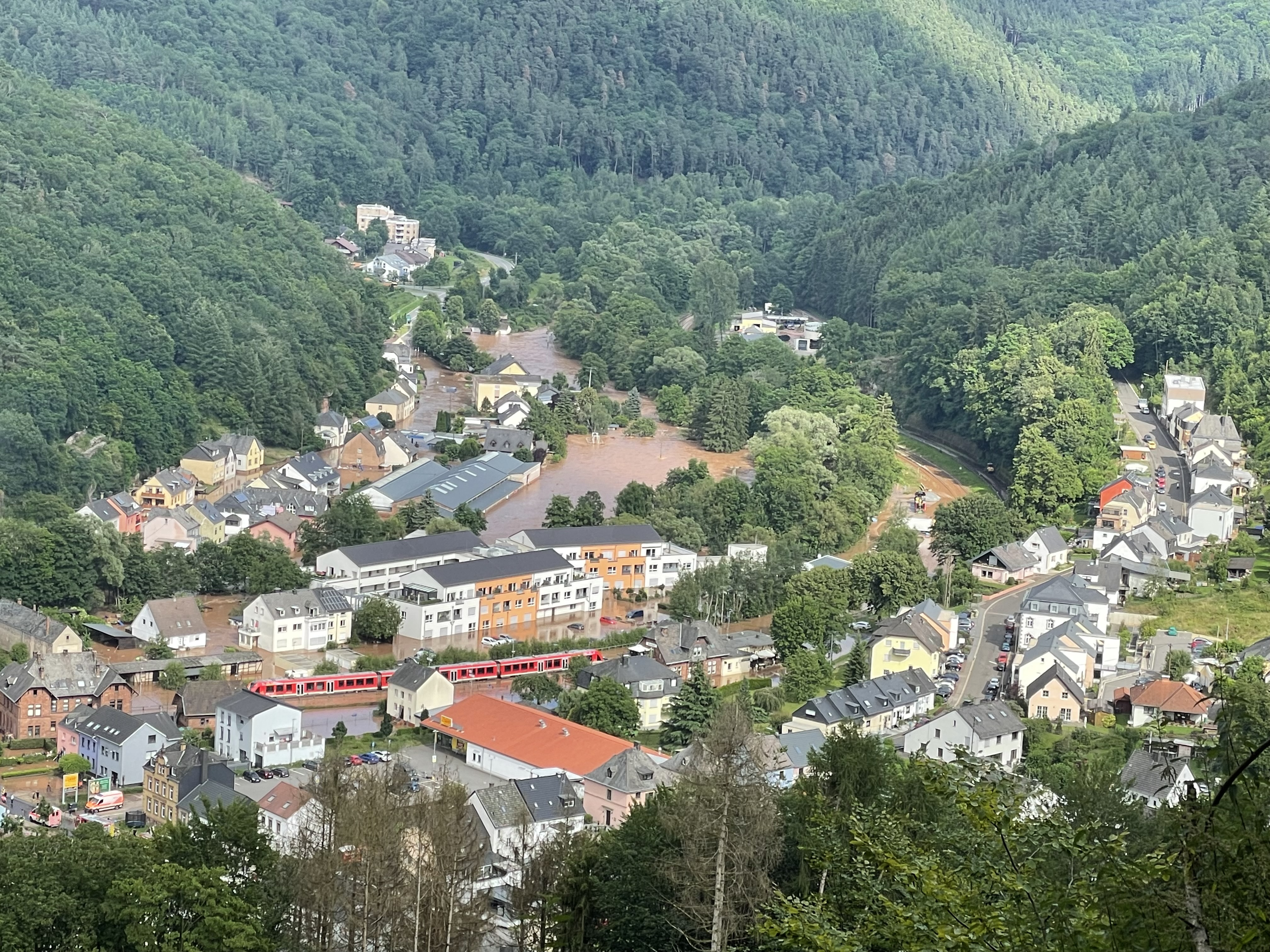
Die überflutete Eifelstrecke in Kordel, 15. Juli 2021.

#### Schäden an der Strecke

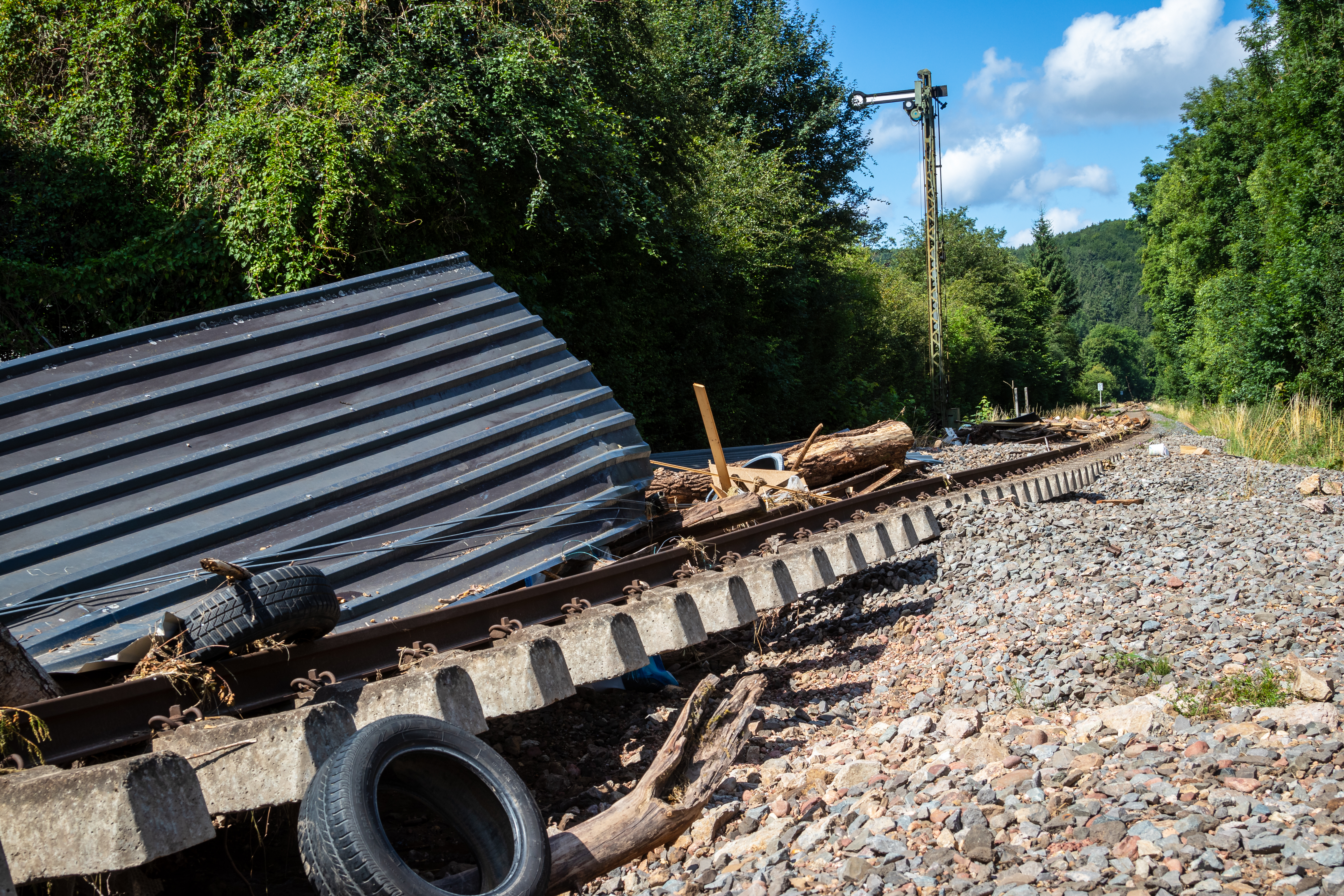
Unterspülte Strecke bei Urft im Juli 2021

Bei den Überschwemmungen in der Nacht zwischen dem 14. und dem 15. Juli 2021 traten die Flüsse Kyll und Urft derart über die Ufer, dass erhebliche Teile der Eifelstrecke beschädigt oder zerstört wurden. Dabei kam es zu Überflutungen von Bahnanlagen, zu Hang- und Dammrutschen sowie zu Unterspülungen des Gleiskörpers, was zur Beschädigung oder Zerstörung von Gleisen, Stationen und anderer Infrastruktur führte. In Gerolstein, Philippsheim und Kordel standen zudem Triebwagen im Hochwasser. Der Zugverkehr zwischen Hürth-Kalscheuren und Trier-Ehrang war seitdem eingestellt.
Gemeinsam mit den ebenfalls betroffenen Strecken Ahrtalbahn, Erfttalbahn und Voreifelbahn waren mehr als 50 Brücken, 180 Bahnübergänge, fast 40 Stellwerke, mehr als 1000 Leitungs- und Signalmasten, Energieanlagen sowie Aufzüge und Beleuchtungsanlagen in den Bahnhöfen betroffen. Eine erste Schätzung über die betroffenen Strecken in der Eifel ergab eine Schadenshöhe von rund 1,3 Milliarden Euro sowie eine längere Wiederaufbauzeit mindestens bis ins Jahr 2022.
Seit die Schäden genauer untersucht werden konnten und eine erste Planung der erforderlichen Arbeiten vorliegt, ging die Deutsche Bahn davon aus, dass die Strecke  im Sommer 2024 wieder durchgängig in Betrieb gehen könne.

#### Wiederinbetriebnahme von Teilstrecken

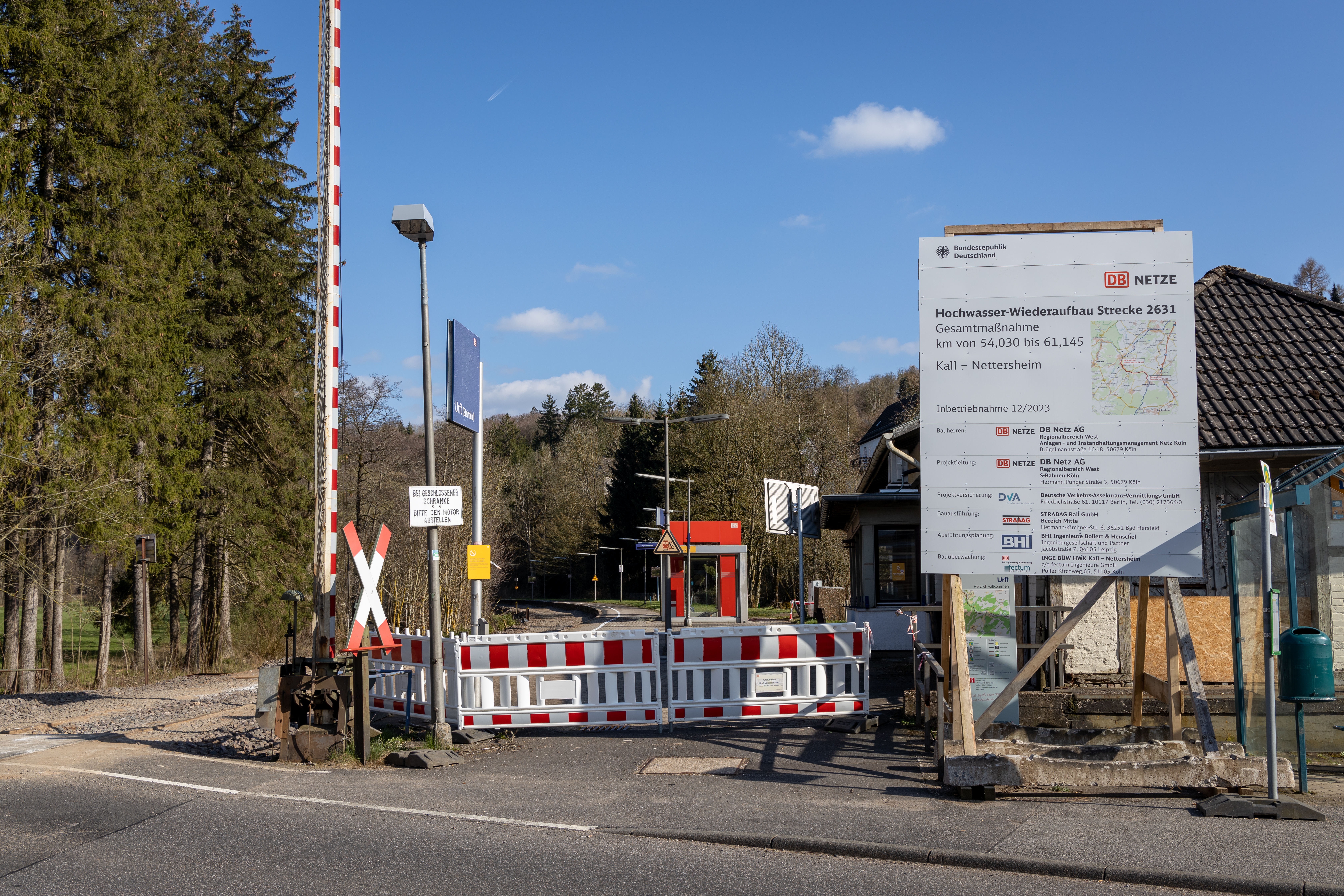
Zustand am Haltepunkt Urft im April 2023: Der teils zerstörte Gleiskörper entlang der Urft ist entfernt, ein Baustellenschild weist auf die am Wiederaufbau beteiligten Büros und Unternehmen hin

Bereits wenige Wochen nach der Flut konnte der wenig betroffene Streckenabschnitt Hürth-Kalscheuren–Euskirchen mit reduzierter Höchstgeschwindigkeit wieder in Betrieb genommen werden. Da weite Teile der Strecke, insbesondere entlang der Urft und Kyll jedoch erheblich stärker betroffen sind, erfolgten weitere Inbetriebnahmen erst mehr als ein halbes Jahr nach der Flut im Februar 2022. Die hierzu erforderlichen Bauarbeiten an der Strecke sowie im Bahnhof Satzvey begannen im Dezember 2021. Im Bahnhof Gerolstein waren zudem mehr als 20 Fahrzeuge von DB Regio und Vulkan-Eifel-Bahn eingeschlossen. Die dort beginnende, stillgelegte Eifelquerbahn, die vom Unwetter verschont geblieben war, konnte provisorisch wieder durchgängig befahrbar gemacht und die betroffenen Fahrzeuge so überführt werden.
Die Reparatur der Strecke ist mit der Freigabe des Abschnitts Kall–Gerolstein  am 16. Juni 2025 abgeschlossen, wobei die Befahrbarkeit der gesamten Strecke wegen der Arbeiten zur Elektrifizierung weiterhin nicht gegeben ist.
| Wiederinbetriebnahme | Streckenabschnitt              |
| -------------------- | ------------------------------ |
| 7. September 2021    | Hürth-Kalscheuren–Euskirchen   |
| 23. April 2022       | Euskirchen–Mechernich          |
| 12. Juni 2022        | Mechernich–Kall                |
| 16. Juni 2025        | Kall–Gerolstein                |
| 17. April 2023       | Gerolstein–Kyllburg            |
| 21. Juni 2022        | Kyllburg–Bitburg-Erdorf        |
| 28. Mai 2022         | Bitburg-Erdorf–Auw an der Kyll |
| 5. Februar 2022      | Auw an der Kyll–Trier-Ehrang   |

#### Weitere Planungen
Im Zuge des Wiederaufbaus wurden die schon vorher bestehenden Planungen zur Elektrifizierung der Strecke vorgezogen und auf die Streckenabschnitte südlich von Kall erweitert.
Für den Streckenteil von Hürth-Kalscheuren bis zur Landesgrenze von Rheinland-Pfalz bei Jünkerath wurde am 10. Februar 2022 die Finanzierungsvereinbarung für eine Modernisierung und Elektrifizierung unterzeichnet, zudem prüft der NVR einen zweigleisigen Ausbau der Abschnitte Kall–Nettersheim und Blankenheim (Wald)–Schmidtheim mit zusätzlichen, noch zu errichtenden Außenbahnsteigen in Kall-Urft und Schmidtheim.
Im Oktober 2023 gab die DB Netz AG anlässlich des Startschusses für die Elektrifizierung der Eifelstrecken in Nordrhein-Westfalen bekannt, die Elektrifizierung des Abschnittes Hürth-Kalscheuren–Nettersheim solle „im Rekordtempo von nur drei Jahren“ erfolgen.
Für Rheinland-Pfalz gab Bahnvorstand Ronald Pofalla anlässlich der Wiederinbetriebnahme des Abschnitts Trier–Auw an der Kyll 2022 bekannt, dass die Verhandlungen über die Finanzierung liefen und fünf Jahre danach die Strecke durchgängig auch mit elektrischen Triebfahrzeugen befahren werden könne. Ein weiteres Ziel sei, die Strecke weitgehend zweigleisig auszubauen.
Die rheinland-pfälzischen Ministerien für Verkehr und für Mobilität planten, bis Ende Februar 2022 beim Bund einen gemeinsamen Förderantrag für eine Förderung bei der Finanzierung und Elektrifizierung des in Rheinland-Pfalz gelegenen Streckenabschnitts zu stellen. Am 27. Mai 2024 haben die Elektrifizierungsarbeiten begonnen, die noch mindestens bis 2026 andauern werden.

### Güterverkehr
Aufgrund der fehlenden Elektrifizierung und der topographisch bedingt kurvenreichen Führung ist die Strecke für Güterverkehre vom Ruhrgebiet zur Saar bzw. weiter nach Lothringen weniger attraktiv als die Fahrt auf der die Rhein- und Moselstrecke über Koblenz. Am 28. Dezember 2001 befuhr der letzte Güterzug von DB Cargo die Eifelstrecke.
Der regionale Güterverkehr in der Eifel wurde anschließend von den nichtbundeseigenen Eisenbahnen EBM Cargo und der Vulkan-Eifel-Bahn Betriebsgesellschaft (VEB) übernommen. DB Cargo befördert dabei die Güterzüge von Gremberg zunächst bis Euskirchen. Von dort aus werden die Ladungen weiter verteilt. Während DB Cargo die Bedienung von Weilerswist-Derkum und Euskirchen übernimmt, werden Gerolstein und Bitburg-Erdorf mit Übergabegüterzügen bedient. Zunächst war dafür die EBM Cargo in wirtschaftlicher Eigenverantwortung zuständig. Seit der Insolvenz der EBM Cargo ist die Vulkan-Eifel-Bahn (VEB) aus Gerolstein für die Übergabegüterzüge zuständig. Größtes Transportgut ist dabei Langholz in Ganzzügen. Die Ladestraße in Blankenheim (Wald) wird dafür seit 2012 durch die VEB wieder regelmäßig bedient.
Seit Sommer 2013 erfolgt die Übergabe der Ladungen an DB Cargo nicht mehr in Euskirchen, sondern in Trier-Ehrang. Grund ist die Topografie der Eifelstrecke. Seit dem 2. Juli 2013 erfolgt die Bedienung des neu angelegten Gleisanschlusses in Birresborn, von wo aus Gleisbauschotter ebenfalls in Richtung Trier-Ehrang transportiert wird.
Stand 2020 werden Güterverkehre selten von der VEB von den Verladestellen in Gerolstein und Blankenheim (Wald) für Holztransporte und der oben erklärten Bedienung des Gleisanschlusses in Birresborn durchgeführt. Meistens gehen diese nach Trier, da bei einem Verkehr über Euskirchen aufgrund von Steigungen höhere Anforderungen und Kosten gestellt werden müssten.

### Personenverkehr
Im Schienenpersonenfernverkehr wurde die Strecke von Schnellzügen befahren, die von Saarbrücken kommend ab Trier entweder über die Eifelbahn oder die Moselstrecke via Koblenz nach Köln verkehrten, bisweilen darüber hinaus nach Münster (Westf). Nach Elektrifizierung der Moselstrecke 1974 zeigte sich eine deutliche Bevorzugung der Verbindung via Cochem. Über die Eifelbahn verkehrten meist nur noch Eilzüge. Ab 1982 fuhren sie wegen des Einsatzes von Schnellzugwagen als zuschlagfreie Schnellzüge mit vierstelliger Zugnummer.
Im Nahverkehr wurde auf der Eifelbahn 1991 der Stundentakt mit einer Verdichtung nördlich von Gerolstein bzw. Jünkerath eingeführt. Ungefähr alle zwei Stunden fuhren zudem Eilzüge bzw. Regional-Express-Verbindungen zwischen Köln und Trier. Nachfolgend gab es Bestrebungen, ein landesweites Regionalschnellbahn-Konzept mit Neigezügen einzuführen. Teil dieser Planungen war eine Linie Köln–Saarbrücken über die Eifel- und Saarbahn. 1996 wurde die Strecke für bogenschnelles Fahren ertüchtigt und es sollten statt der RE-Züge Saarbrücken – Trier – Koblenz Triebzüge der Baureihe 611 von der Eifelbahn nach Saarbrücken verlängert werden. Ein Rückruf der Triebwagen dieser Baureihe wegen technischer Probleme auf anderen Strecken verzögerte die Inbetriebnahme der Linie. Die Linie RE 20 mit dem Namen Eifel-Saar-Express wurde 1998 zwischen Köln und Saarbrücken eingeführt und verband beide Städte im Zweistundentakt in etwa dreieinhalb Stunden. Wegen Mängeln an den Fahrzeugen verfügte das Eisenbahn-Bundesamt wenige Monate nach Inbetriebnahme der Linie eine Abschaltung der Neigetechnik und eine Reduzierung der Höchstgeschwindigkeit auf 120 km/h. Der Fahrplan auf der teils eingleisigen Eifelstrecke geriet durch diese Maßnahme völlig durcheinander, weswegen die Linie im Abschnitt Trier–Saarbrücken eingestellt und ein geänderter Fahrplan mit längeren Fahrzeiten eingeführt wurde. Die RE-Züge von Saarbrücken verkehren seitdem wieder nach Koblenz mit Anschluss in Trier an die Eifelstrecke nach Köln. Da mit dem konventionellen Wagenmaterial nicht die Fahrzeiten der Neigezüge erreicht werden konnte, war auch die kürzere Reisezeit zwischen Köln und Saarbrücken durch die Eifel nicht realisierbar. Die Züge der beiden Regionalexpresslinien verpassten sich in Trier um zwanzig Minuten, obwohl die Ankunfts- und Abfahrtszeiten in Saarbrücken und Köln gleich blieben. Weitere Versuche zur Wiedereinführung der schnellen RE-Linie gab es nicht, womit das Ersatzkonzept bis zum Fahrplanwechsel im Dezember 2014 erhalten blieb.
Mit Einführung des Rheinland-Pfalz-Takts 2015 zum Fahrplanwechsel im Dezember 2014 wurde das Angebot auf der Eifelstrecke neu konzipiert. Die Züge der früheren RB 83 Trier–Gerolstein wurden mit denen der Linie RE 22 Gerolstein–Köln verbunden und stellen nun als Linie RE 22 (ab Gerolstein RB 22) das stündliche Grundangebot im Nahverkehr in Rheinland-Pfalz auf der Strecke dar. Durch Infrastrukturmaßnahmen und die Reduzierung von Standzeiten konnte die Fahrzeit soweit angepasst werden, dass die Linie optimal in den integralen Anschlussknoten in Trier zur Minute 30 und den bestehenden Anschlussknoten in Euskirchen zur vollen Stunde eingebunden werden konnte. Die Linie RE 12 wurde auf wenige Zugpaare reduziert und erhielt eine neue Fahrplanlage.

### Fahrzeuge
Bis Mitte der 1960er Jahre beherrschten die Dampflokomotiven der Baureihen 39 und 01 den Schnellzugverkehr, während im Güterverkehr alle preußischen Güterzuglokomotiven zum Einsatz kamen, in der Reichsbahn-Zeit auch die schweren der Reihe 44. Sie wurden nach und nach durch Dampflokomotiven der Baureihen 50 und 86 verdrängt. Hinzu kamen ab den 1950er Jahren im Personennahverkehr Lokomotiven der Baureihe 23.
Nachdem bis in die 1950er Jahre preußische Abteilwagen das Erscheinungsbild im Nahverkehr bestimmten, setzten sich danach drei- und vierachsige Umbauwagen durch. Mit einsetzender Verdieselung der Strecke waren Lokomotiven der Baureihen 211 und 216 üblich. Zudem fuhren von 1964 bis 1980 Triebwagen der Reihe 624 des Bahnbetriebswerkes Trier die Strecke.
Die Umbauwagen wurden ab den 1970er Jahren von n-Wagen mit Bespannung durch Diesellokomotiven der Baureihe 215 abgelöst. Ab 1997 verkehrten auf der Eifelstrecke Triebwagen der Baureihe 611 mit Neigetechnik. Mit der Baureihe 610 und der Neigetechnik machte die Bahn gute Erfahrungen, so dass sie sich entschied, daran festzuhalten. Adtranz machte ein günstigeres Angebot zum Bau der 611 als eine Wiederbeschaffung der Baureihe 610. So bestellte die Bahn 50 Triebwagen. Adtranz und einige Zulieferer konnten jedoch die Liefertermine kaum einhalten, sodass die Einheiten der Baureihe 611 fast ohne Tests übergeben wurde, was auf der Eifelstrecke reihenweise zu Verspätungen und Zugausfällen führte. Rund 50 % der Züge waren verspätet oder mussten durch Ersatzzüge gefahren werden. Als Folge kam es Ende des Jahres 1998 zu einem Rückruf der Baureihe 611.
Ab Ende 1998 verkehrten die Triebwagen der Baureihe 644 Talent. Die Expresszüge Trier–Köln wurden wieder mit n-Wagen-Garnituren gefahren. 2001 wurden die Maschinen die Baureihe 215 durch die Reihe 218 ersetzt, die in verkehrsroter Lackierung neben den Dieseltriebwagen der Baureihe 644 bis 2009 das Bild der Regionalzüge auf der Eifelstrecke bestimmten. Einzelne Züge wurden in dieser Zeit mit Triebwagen der Baureihen 612 und 628 gefahren. Seit dem Fahrplanwechsel im Dezember 2009 sind auch die Einsätze der Baureihe 218 beendet. Stattdessen verkehrten nun Triebwagen der Baureihe 628. Im Dezember 2011 endeten dann die Einsätze der Baureihe 612.
Ab Dezember 2013 sollten bereits Triebwagen des Typs LINT 54 zum Einsatz kommen. Aufgrund erheblicher Verzögerungen infolge zahlreicher Fertigungsmängel im Bereich der Software und der Zuverlässigkeit der Funktion der Trittstufen erfolgte die Einführung stufenweise erst in der zweiten Jahreshälfte 2014. Zwischen den Fahrplanwechseln Dezember 2015 und Juni 2020 waren auf der Gesamtstrecke überwiegend LINT 54 und LINT 81 im Einsatz. Einzelne Fahrten wurden außerplanmäßig durch Talent-Triebwagen ersetzt.
Seit Juni 2020 bis zur Flutkatastrophe 2021 wurden auch planmäßig wieder Triebzüge der Bauart Talent eingesetzt, vor allem jedoch auf der Strecke Euskirchen-Bad Münstereifel als RB23, ebenfalls im vareo-Design. Die absolute Mehrheit der verkehrenden Züge auf der Eifelstrecke sind jedoch die LINT-Züge des Kölner Dieselnetzes.
Beim Schnellzugverkehr kamen die jeweils zeitgenössischen Wagen zum Einsatz. Von den Bauarten der DRG ging man schon sehr früh auf die DB-Standardwagen der UIC-Bauart über.

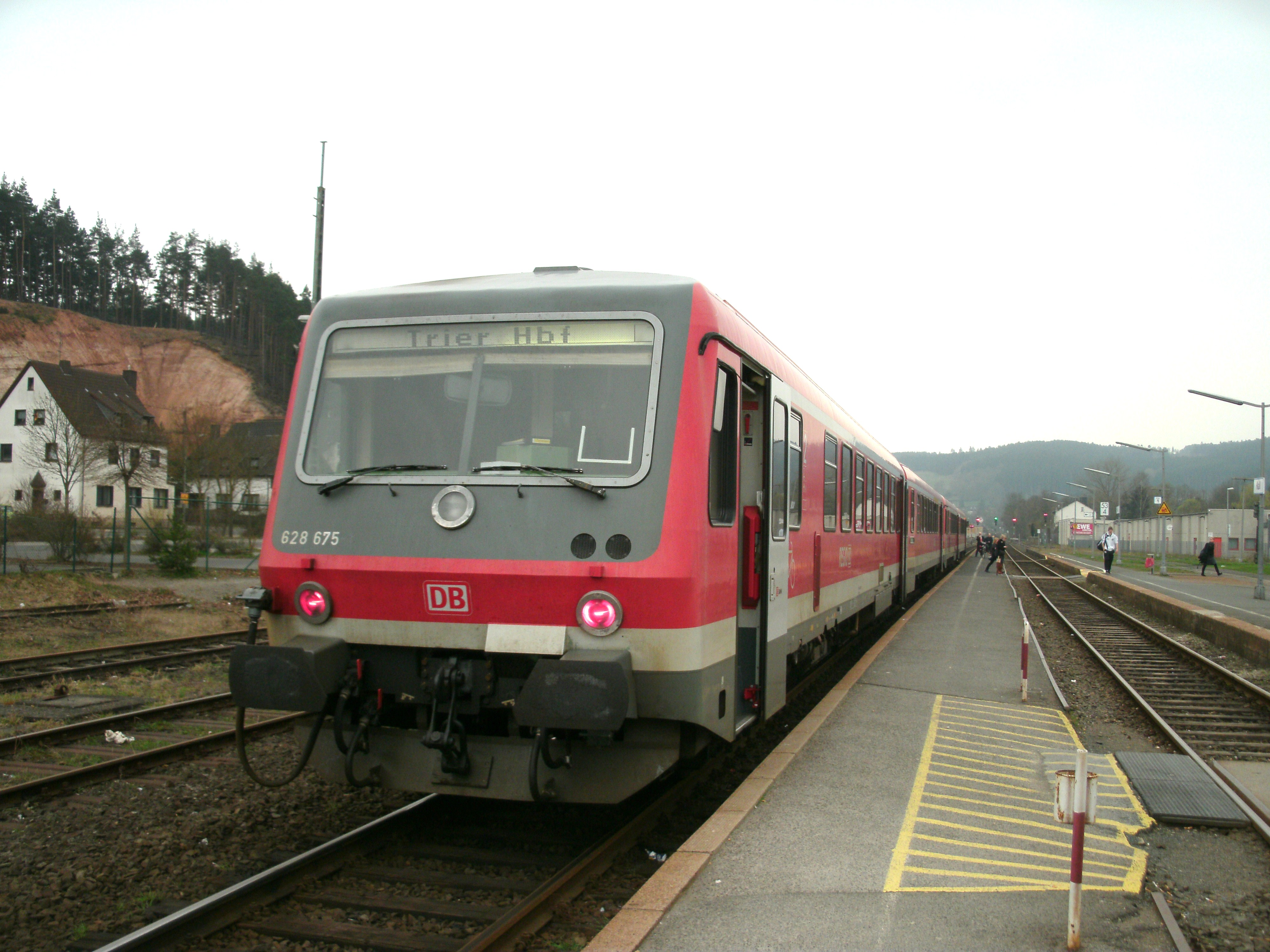
Baureihe 628 als Eifel-Express (RE 12) in Kall (2011)
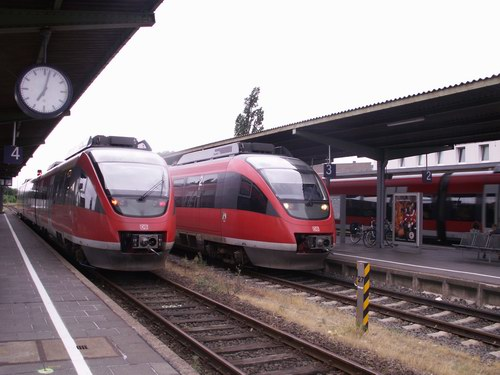
Baureihe 644 in Euskirchen (2006)
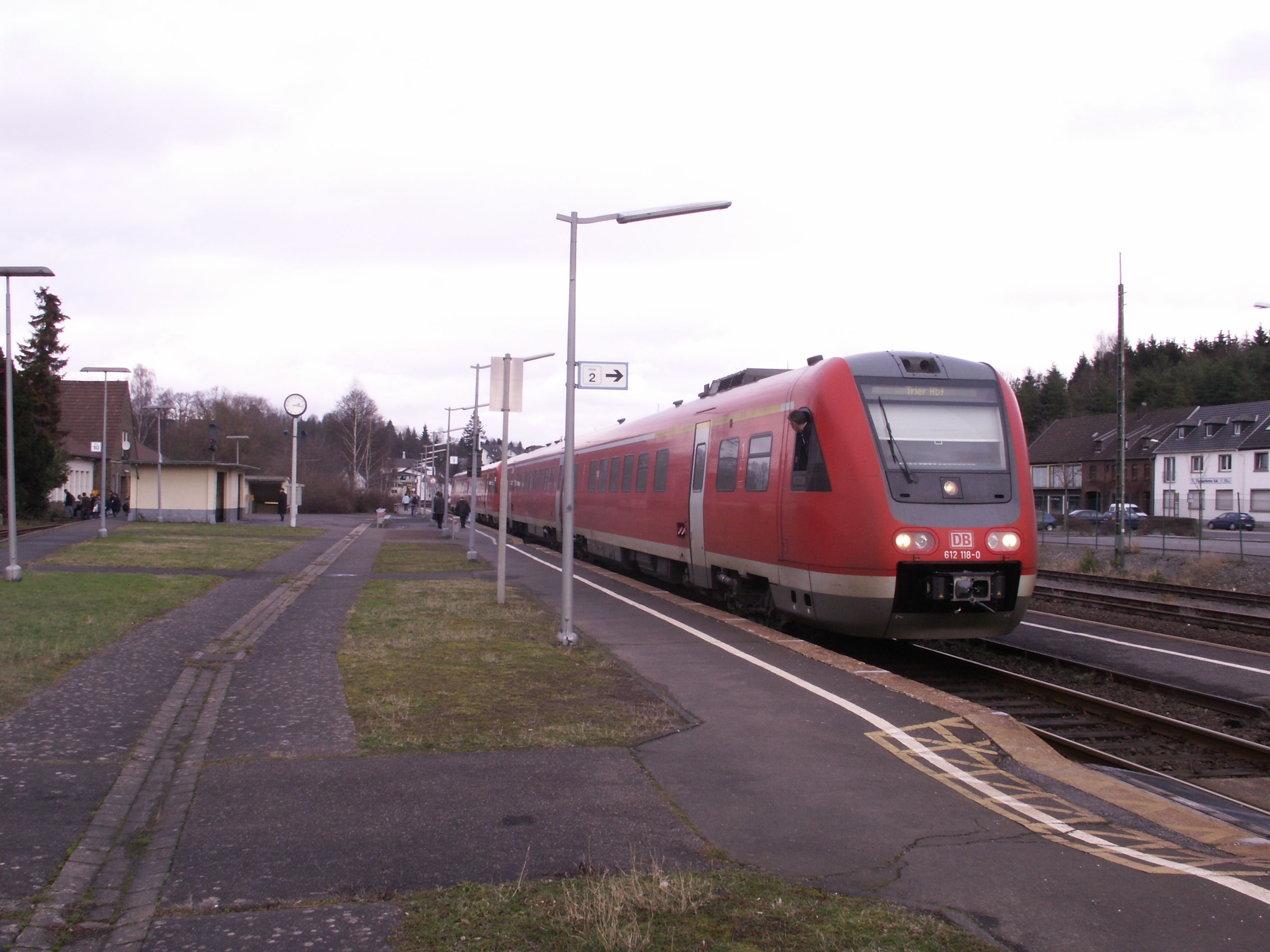
Eifel-Mosel-Express mit Baureihe 612 in Kall (2007)
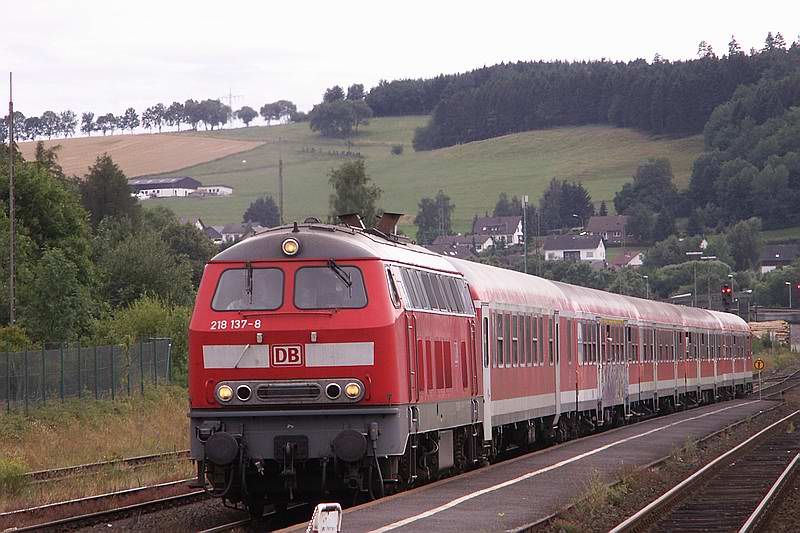
Eifel-Mosel-Express mit Baureihe 218 in Kall (2006)
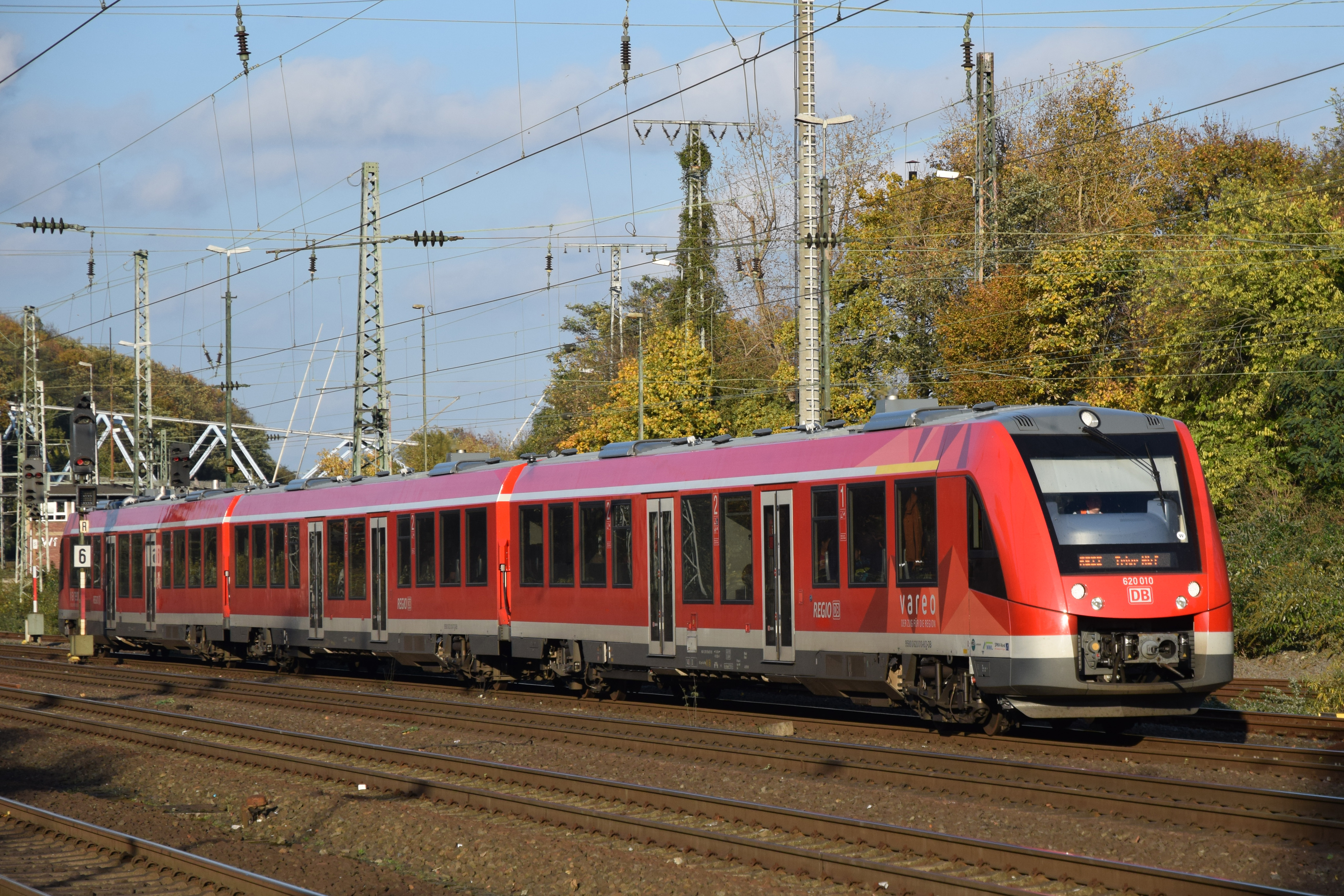
LINT 81 in Köln West (2014)

## Bedienung

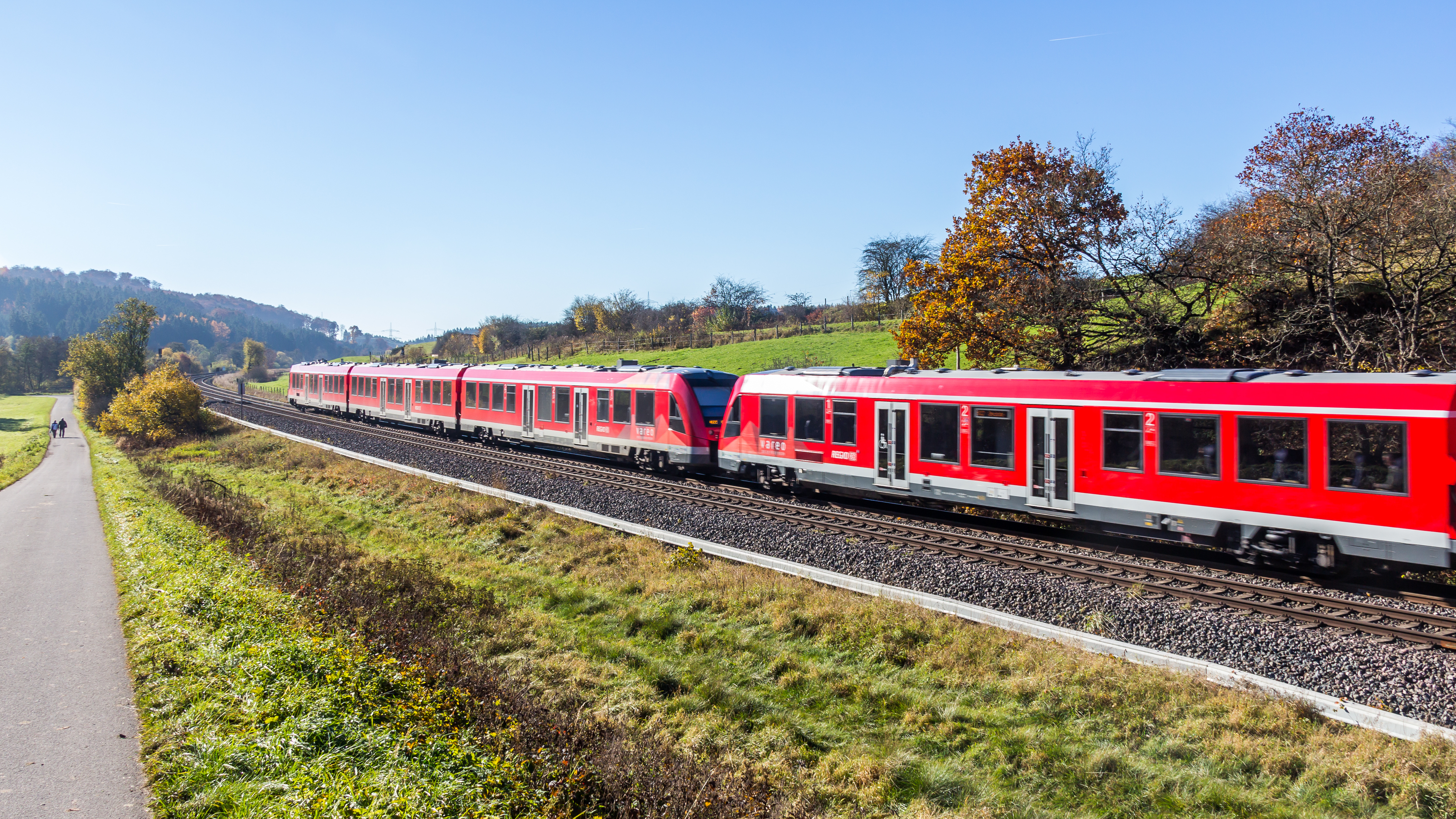
Regionalzug auf der Eifelstrecke, südlich von Nettersheim (2015)

Auf der Eifelstrecke wird derzeit lediglich Schienenpersonennahverkehr zwischen Köln Messe/Deutz und Trier Hauptbahnhof angeboten. Nach der letzten Ausschreibung (für den Betrieb seit Fahrplanwechsel im Dezember 2013) wird der Personenverkehr ausschließlich von DB Regio NRW im Rahmen des vareo-Netzes betrieben. Das Angebot wurde dabei neu geordnet. Nach dem Hochwasser 2021 musste die Strecke gesperrt werden. Inzwischen konnte der Zugverkehr auf der Gesamtstrecke wieder aufgenommen werden, aufgrund der Bauarbeiten zur Elektrifizierung besteht jedoch abschnittsweise weiterhin Schienenersatzverkehr. 
Der RE 22 (Eifel-Express) verkehrt stündlich zwischen Köln und Trier, zwischen Kall und Trier als RB 22, und hält ab Kall auf allen Unterwegsbahnhöfen. Die RB 24 (Eifel-Bahn) verdichtet zwischen Köln und Kall stündlich, in der Hauptverkehrszeit bis Gerolstein. Die Verstärkerzüge der bisherigen RB 83 (Eifel-Bahn) (Jünkerath –) Gerolstein – Trier verkehren nun ebenfalls als RB 22. Aufgrund verkürzter Bahnsteige können im Abschnitt von Gerolstein bis Ehrang LINT 54 und Dieseltriebwagen der Baureihe 644 in Doppeltraktion entweder nicht an allen Stationen halten oder der hintere Zugteil muss in Gerolstein verbleiben.
Als schnelle Züge verbleiben drei so genannte Sprinter-Züge der Linie RE 12 (Eifel-Mosel-Express) Köln – Euskirchen – Gerolstein – Trier, so dass sich die Fahrtzeit im Durchschnitt verlängert.
Um Trier besser an die Metropolregion Rhein-Ruhr anzubinden, bestanden Planungen, die durchgehenden Verbindungen Trier–Köln bis Lüdenscheid durchzubinden. Die entsprechenden Planungen aus dem Nahverkehrsplan des Zweckverband Nahverkehr Rheinland sind mittlerweile überholt, da selbiger eine Machbarkeitsstudie zum Ausbau des Nahverkehrs zwischen Köln und Lüdenscheid in Auftrag gegeben hat, die einen solchen Regionalexpress für wirtschaftlich nicht umsetzbar hält.
Das Großherzogtum Luxemburg plant bereits länger eine Durchbindung von Köln nach Luxemburg über die Eifelstrecke, die bisher nur über einen Umstieg in Trier erreichbar ist. Eine Direktverbindung durch die Eifel wäre die zurzeit kürzeste mögliche Strecke. Voraussetzung dafür ist jedoch die Elektrifizierung der Strecke.

### Tarif
Für den öffentlichen Schienenpersonennahverkehr auf der Eifelstrecke gilt von Köln bis Gerolstein der Tarif des Verkehrsverbundes Rhein-Sieg (VRS) und für Pauschaltickets der NRW-Tarif. Von Jünkerath bis Trier kommt der Tarif des Verkehrsverbundes Region Trier (VRT) zur Anwendung, zwischen Jünkerath und Gerolstein gelten also beide Verbundtarife. Auf dem rheinland-pfälzischen Abschnitt zwischen Jünkerath und Trier ist darüber hinaus das Rheinland-Pfalz-Ticket gültig.

## Streckenausbau und zukünftiger Fahrplan
Planungen vor der Hochwasserkatastrophe 2021

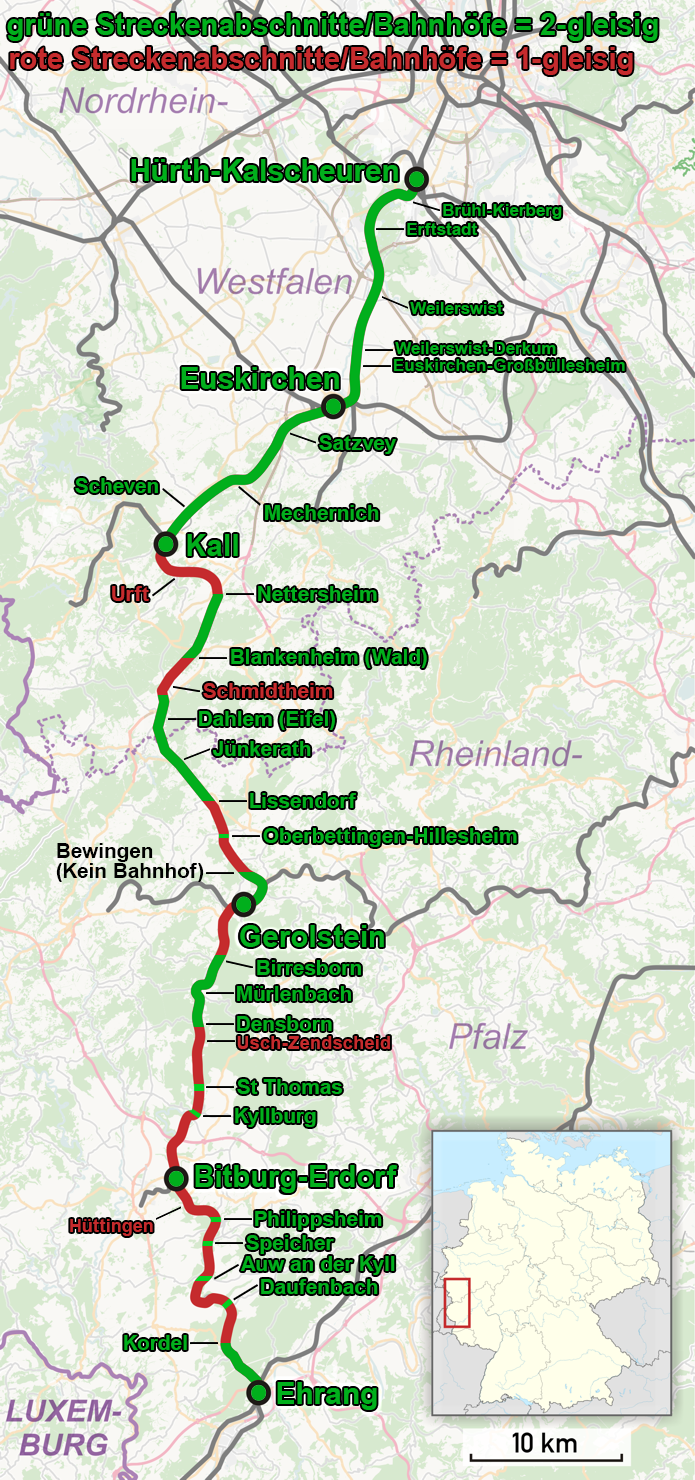
Aktuelle Zweigleisigkeit der Eifelstrecke (Stand Februar 2023)

Die Landesregierung Rheinland-Pfalz hatte den zweigleisigen Ausbau der Strecke und die gleichzeitige Elektrifizierung für den Bundesverkehrswegeplan 2015 angemeldet. Das Projekt wurde jedoch nicht aufgenommen.
Im August 2018 sprach sich der für den dortigen Abschnitt zuständige Zweckverband SPNV-Nord jedoch erneut dafür aus, die gesamte Strecke zu elektrifizieren.
Der Zweckverband Nahverkehr Rheinland stellte im November 2019 eine Machbarkeitsstudie zur Elektrifizierung und zum Angebotsausbau vor. Mit Hilfe des Infrastrukturausbaus soll eine Linie der S-Bahn Köln im 20-Minuten-Takt bis Kall realisiert werden. Ergänzt wird die S-Bahn durch die zwei stündlichen Regionalexpresslinien RE 12 und RE 22. Im Rahmen einer Kosten-Nutzen-Untersuchung wurden zwei Planfälle bewertet, die sich durch die Haltekonzeption der RE-Linien, den Ausbau des Haltes Schmidtheim und einen zusätzlichen Halt in Euskirchen West unterscheiden. Den höchsten volkswirtschaftlichen Nutzen mit einem Nutzen-Kosten-Indikator von 2,8 erzielte der Planfall, der keinen zusätzlichen Halt in Euskirchen West vorsieht und einen Verzicht auf die Halte der Regionalexpresslinien in Weilerswist und Mechernich. Die Linie RE 22 wird gegenüber dem heutigen Fahrplan um drei Minuten beschleunigt. Die Fahrzeit der S-Bahn zwischen Köln und Kall reduziert sich gegenüber der RB 24 um drei Minuten, obwohl fünf zusätzliche Halte bedient werden. Durch die Maßnahme werden 6800 zusätzliche Fahrgäste für den ÖPNV gewonnen. Für den Infrastrukturausbau werden Kosten in Höhe von 100 Millionen Euro kalkuliert.
Der Zweckverband Schienenpersonennahverkehr Rheinland-Pfalz Nord (SPNV Nord) bereitet die Beauftragung einer Studie zur Eifelstrecke im Bereich Kall–Trier vor. Mit Hilfe der Studie soll ein Zielkonzept für den Rheinland-Pfalz-Takt 2030 erarbeitet sowie notwendige Infrastrukturanpassungen und betriebliche Konzepte mit emissionsarmen Antriebstechnologien in Betracht gezogen werden. Bereits in den Zielfahrplan des Deutschlandstaktes 2030 hatte der Zweckverband SPNV Nord einen Fahrplanentwurf eingebracht, der für die Linien RE 12 und RE 22 kürzere Fahrzeiten zwischen Gerolstein und Trier Hbf vorsieht. Hierdurch soll die dann zweistündliche Linie RE 12 kurze Anschlüsse in Trier zu den RE-Linien nach Saarbrücken und Luxemburg erhalten. Diese Übergänge werden im derzeitigen Fahrplankonzept um wenige Minuten verpasst.
Planungen nach der Hochwasserkatastrophe 2021
Am 10. Februar 2022 unterzeichneten Infrastrukturvorstand Ronald Pofalla von der Bahn AG und Geschäftsführer Norbert Reinkorber des Nahverkehr Rheinland (heute go.Rheinland) und NRW-Verkehrsministerin Ina Brandes eine Vereinbarung zur Finanzierung der Modernisierung und Elektrifizierung mehrerer Bahnstrecken im Bereich der Eifel, darunter auch der Streckenabschnitt Hürth-Kalscheuren bis Jünkerath. Am 15. Juni 2022 unterzeichnete Katrin Eder (Ministerin für Klimaschutz, Umwelt, Energie und Mobilität in Rheinland-Pfalz) den Finanzierungsvertrag für die Elektrifizierung der Eifelstrecke im restlichen Streckenabschnitt von der Landesgrenze RLP/NRW bis Trier-Ehrang.

### Fahrplankonzept (mit Schwerpunkt auf den rheinland-pfälzischen Streckenabschnitt)
In seiner 69. Verbandsversammlung am 23. September 2022 beschloss der Zweckverband SPNV-Nord das zukünftige Angebotskonzept des Nahverkehrs auf der Eifelstrecke. Das Verkehrsangebot gliedert sich demnach in drei verschiedene Zeitscheiben bis ins Jahr 2038.
Zwischenkonzept (Zeitraum zwischen der Fertigstellung der Elektrifizierung 2028 und dem Ende des aktuellen Vareo-Verkehrsvertrages 12/2033):
- Elektrifizierung
- Zweigleisiger Ausbau nördlich Oberbettingen-Hillesheim
- Zweigleisiger Ausbau südlich Usch-Zendscheid – St Thomas
- Zweigleisiger Ausbau Wilsecker Tunnel Südportal – Bitburg-Erdorf
- Zweigleisiger Ausbau südlich Hüttingen – Philippsheim
- Zweigleisiger Ausbau Kyller Tunnel Südportal – Daufenbach
- ESTW (Elektronisches Stellwerk) mit Möglichkeit gleichzeitiger Einfahrten in diverse Bahnhöfe
- Geschwindigkeitsoptimierungen Kreuzungsbahnhöfe

- Zweistündlich verkehrende Regional-Expresse (RE), die von/nach Luxemburg durchgebunden sind und zwischen Kall und Köln als Regionalbahn (RB) verkehren
- Die Regionalbahn (RB 22) fährt stündlich zwischen Trier und Köln und wird in Kall zum RE
- Der RE und die RB haben einen Fahrtzeitunterschied von sieben Minuten zwischen Kall und Köln
- Weitere Verdichterfahrten sind zwischen Trier und Gerolstein/Jünkerath in der Hauptverkehrszeit möglich
- Der RE wird in den 30er-Knoten in Trier eingebunden und soll alle zwei Stunden nach Luxemburg weitergeführt werden. Dabei sollen die aus dem heutigen Süwex (RE 11) bekannten Stadler KISS–Fahrzeuge der CFL zum Einsatz kommen
- Für die vollständige Einbindung in den 30er-Knoten in Trier sind die genannten Infrastrukturmaßnahmen notwendig
- Im Kölner Raum finden insgesamt mehr Fahrten statt, da dort ein sehr deutlich höheres Reisendenaufkommen vorhanden ist
- Der genaue Fahrzeugeinsatz befindet sich noch in der Klärung

Ausschreibungskonzept (Zeitraum des neuen Verkehrsvertrages ab 12/2033 bis ca. 2038):
Zielkonzept (Ab ca. 2038):
- Fast vollständige Zweigleisigkeit (außerhalb der Tunnelbereiche)
- Zusätzliche Infrastrukturausbauten im Raum Hürth / Köln

- Die Regionalbahnzüge (RB) fahren im Stundentakt zwischen Trier und Köln
- In Gerolstein entsteht ein RE/FV-Knoten zur Minute 30 und ein RB/Bus-Knoten zur Minute 00. In Trier werden die RE/FV-Fahrten voll in den sog. 30er-Knoten eingebunden und haben somit Anschlüsse an die RE von/nach Koblenz, Saarbrücken und Luxemburg
- Die Linie RB 22 wird in Kall zur RE 22, analog der heutigen Regelung
- Bis zu drei Personenzüge pro Stunde sind zwischen Trier und Gerolstein möglich. Die dritte Taktfahrt bedient in Trier den 00er-Knoten mit Anschlüssen an die Saar-RB (RB 71) sowie den RE von/nach Metz. Eine stündliche Bestellung dieser Leistung hängt von der Finanzierung sowie einem entsprechenden Infrastrukturausbau ab
- Nördlich von Gerolstein ist bei entsprechender Bestellung sogar ein 15-Min-Takt möglich
- Zu beachten ist, dass die neue, schnelle RE/FV-Linie bisher noch keinen Halt in Jünkerath enthält, da die Einbindung in die Knoten Trier, Gerolstein, Euskirchen und Köln in diesem Rahmen nicht darstellbar ist. Eine Lösung wird weiterhin gesucht
- Die Züge der Voreifelbahn könnten über Euskirchen nach Gerolstein durchgebunden werden. Dies ist zurzeit nur in der Hauptverkehrszeit vorgesehen
- Fernverkehrsverbindungen auf der Eifelstrecke Richtung Nordsee und Frankreich.

Der Fahrplan der Eifelstrecke, speziell im RE-Verkehr, soll besser als jener vor dem Hochwasser werden. Das geplante Fahrplanprogramm der Eifelstrecke würde das Leistungsvolumen im Vergleich
zum Referenzjahr 2021 (vor der Flut) um ca. 24 % im rheinland-pfälzischen Teil der Strecke steigern. Dies geht vor allem auf den von den heutigen Einzelfahrten zu einem vollwertigen Zweistundentakt erweiterten Betrieb der RE-Sprinter zurück. Die Voraussetzung für das Zielkonzept ist der nahezu komplette zweigleisige Ausbau der Eifelstrecke. Die Finanzierung hierfür ist noch offen.

### Fahrplankonzept (mit Schwerpunkt auf den nordrhein-westfälischen Streckenabschnitt)
Am 7. Dezember 2022 beschloss die Verbandsversammlung des Zweckverband Nahverkehr Rheinland, wie der zukünftige Fahrplan auf der Eifelstrecke aussehen soll. Zusammen mit dem Zweckverband SPNV-Nord ließ man durch ein Ingenieursbüro prüfen, wie der Fahrplan auf der Eifelstrecke zukünftig aussehen könnte.
Erste Stufe des Betriebskonzepts (2027–2033):
- Die Linie RE 12 verkehrt stündlich zwischen Köln und Gerolstein (alle zwei Stunden Durchbindung bis Trier, vielleicht sogar weiter Richtung Luxemburg)
- Die Linie RB 22 verkehrt stündlich zwischen Köln und Euskirchen und soll dazwischen alle Haltestellen bedienen. Durch eine halbstündliche Zeitversetzung zur Linie RE 12 besteht zwischen Köln und Euskirchen ein grundsätzlicher Halbstundentakt
- Zwischen Euskirchen und Kall sollen die Züge der Linie RE 12 nur einen zusätzlichen Halt in Mechernich erhalten
- Die Linie RE 24 soll neu eingeführt werden, sie ergänzt zwischen Mechernich und Köln die Linien RE 12 und RB 22
- Es soll Fahrten der S23 von Kall Richtung Bonn ohne Umstieg geben
- Für das bisher aufgelistete Nahverkehrsangebot ist die Elektrifizierung der Strecke zwingend erforderlich

Weitere Verbesserungen ab Mitte der 2030er Jahre:
- Weitere Abschnitte der Eifelstrecke müssen zweigleisig ausgebaut werden
- Im nördlichen Teil des Bahnhofs Euskirchen müssen die Eifelstrecke und die Voreifelbahn durch zusätzliche Weichenverbindungen entflechtet werden
- Für den zukünftigen S-Bahn Verkehr bekommt der Bahnhof Kall einen neuen barrierefreien Mittelbahnsteig sowie eine neue Wendeanlage
- Erstmals soll es eine direkte Verbindung zwischen der Eifelstrecke und der Erfttalbahn geben, hierzu werden die Züge aus Köln in Euskirchen geteilt. Ein Zugteil fährt dann weiter Richtung Trier, der andere nach einem Fahrtrichtungswechsel als RE 22 weiter nach Bad-Münstereifel
- Eine weitere Fahrt, die normalerweise in Rheinbach endet, soll weiter über Euskirchen bis nach Gerolstein verlängert werden. Anders als ursprünglich geplant war, wird Gerolstein dadurch doch an das S-Bahn Netz von Köln angebunden

Das Zielkonzept nach Fertigstellung der Westspange:
- Fertigstellung von neuen Eisenbahnbrücken in Hürth-Kalscheuren
- Die Linie S15 der S-Bahn Köln kann ihren Betrieb aufnehmen. Sie wird im 20-Minuten-Takt verkehren und alle Haltestellen zwischen Kall und Köln bedienen. Zusätzlich werden dafür die neuen Haltepunkte Hürth-Fischenich und Euskirchen-West gebaut. Perspektivisch soll die S15 weiter bis nach Marienheide verkehren.
- Weiterhin sollen stündlich zwei schnelle RE-Linien verkehren, die RE 12 (alle zwei Stunden wäre eine Verlängerung nach Luxemburg oder Saarbrücken möglich) und die RE 22 Köln–Trier
- Zwischen Kall und Gerolstein soll in der Hauptverkehrszeit die RB 24 verkehren, die zusammen mit den Linien RE 22 und S23 einen 20-Minuten-Takt ermöglicht

Nächster Schritt: weitere Überprüfung der Fahrplanstudie:
Das Betriebskonzept wird in den NRW-Nahverkehrsplan sowie in die Zielnetzgrafiken NRW 2032 und 2040 vom Zweckverband go.Rheinland eingearbeitet. Die Ergebnisse des Betriebskonzepts müssen der DB Netz AG als Infrastrukturbetreiber zur weiteren Prüfung vorgelegt werden. Der Zweckverband go.Rheinland und der Zweckverband SPNV-Nord befinden sich bereits im Gespräch mit DB Regio NRW, dem aktuellen Betreiber der Eifelstrecke. Dabei geht es vor allem um die passende Fahrzeugbeschaffung für den elektrischen Betrieb ab 2027.

### Entwicklung der Reisezeit zwischen Trier und Köln
- 1941 (Schnellzug Köln-Saarbrücken): 3 Stunden 23 Minuten[57]
- 1998 RE 20 Köln – Saarbrücken mit Neigetechnik: 2 Stunden, 20 Minuten[58]
- Vor Hochwasser (RE 22 via Eifelstrecke): 3 Stunden, 4 Minuten
- Vor Hochwasser (RE 12 via Eifelstrecke): 2 Stunden, 35 Minuten
- Zum Vergleich via Koblenz (Süwex & Rhein-Ruhr-Express): 2 Stunden, 57 Minuten
- Zwischenkonzept: 2 Stunden, 38 Minuten (2h-Takt des RE-Eifel-Sprinters)
- Ausschreibungskonzept: 2 Stunden, 34 Minuten (2h-Takt des RE-Eifel-Sprinters)
- Zielkonzept: 2 Stunden, 19 Minuten (1h-Takt des RE-Eifel-Sprinters)

Durch den Ausbau würde sich die Möglichkeit ergeben die Fahrtzeit zwischen Trier und Köln gegenüber den schnellsten Zügen vor dem Hochwasser um ca. 15 Minuten zu verkürzen und diese schnellen Fahrten in einem regelmäßigen Takt anzubieten. Durch die Fahrzeitverkürzung kann in Trier der Anschlussknoten zur Minute 30 mit schnellen RE-Zügen nach Luxemburg, Saarbrücken und Koblenz erreicht werden.
Im September 2024 war der zweigleisige Ausbau auf 10 Kilometern Strecke, die für dieses Fahrplankonzept notwendig sind, weiterhin offen. Um für dieses Vorhaben Fördermittel einstreichen zu können, wurde eine Nutzen-Kosten-Untersuchung beauftragt. Mit dem SPNV Nord ist es zu Diskussionen gekommen, da Oberleitungsmasten der im Herbst 2024 startenden Elektrifizierungsmaßnahmen in das Planum des zweiten Gleis in den auszubauenden Abschnitten geplant wurden. Die Oberleitung des Abschnittes in Rheinland-Pfalz soll im Dezember 2026 in Betrieb genommen werden. In NRW ist dies erst nach 2026 möglich.

## Streckenbeschreibung

### Nordrhein-Westfalen

#### Bahnhof Hürth-Kalscheuren

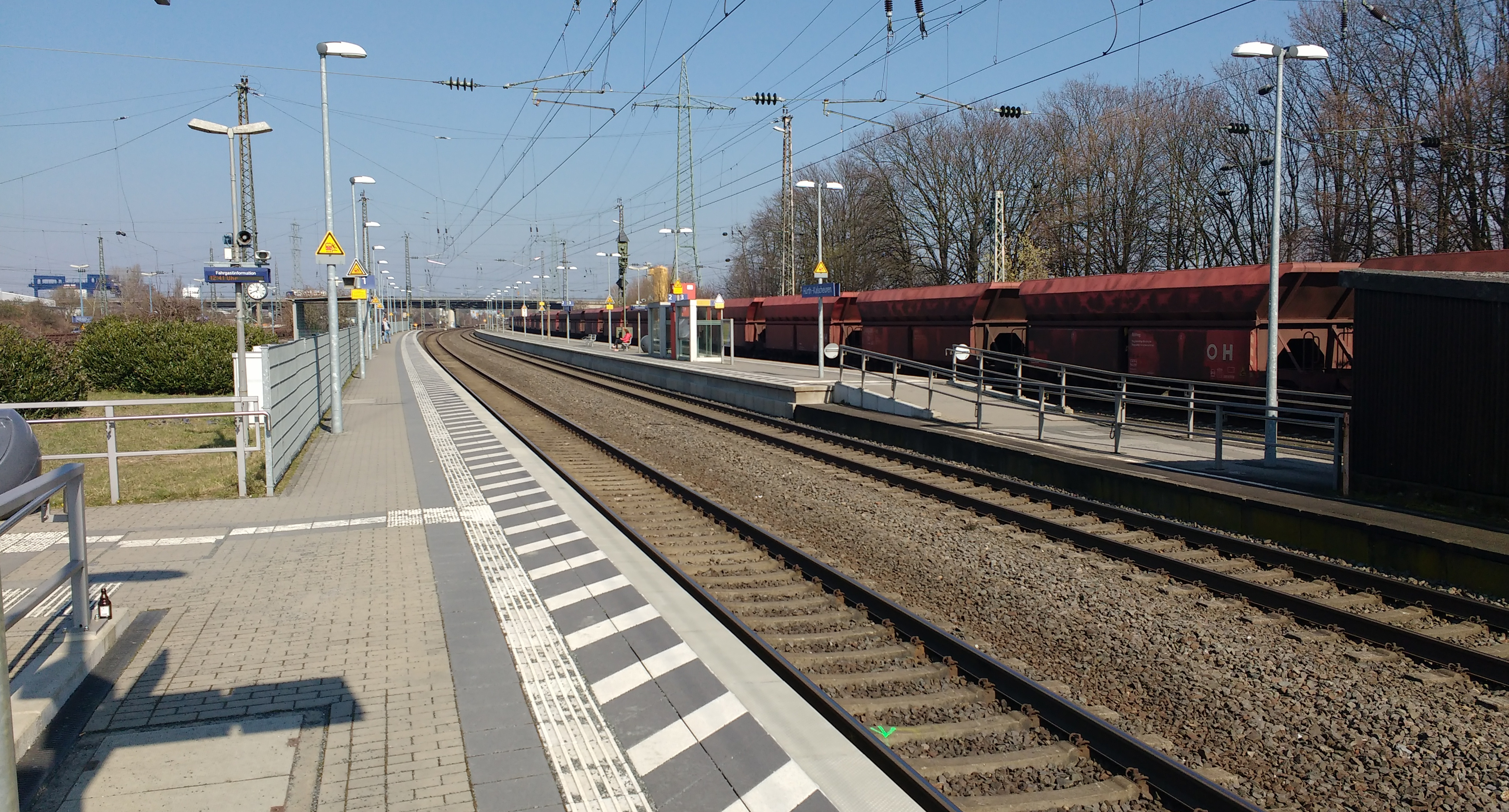
Bahnsteige der linken Rheinstrecke in Blickrichtung Köln

1844 wurde der Bahnhof Hürth-Kalscheuren am Streckenkilometer 0,7 gebaut und in Betrieb genommen. 1859 kam ein Empfangsgebäude auf der westlichen, Hermülheimer Seite hinzu. In der Nähe lag der Hof Kalscheuren mit 52 Einwohnern. Das Bahnhofsgebäude setzte sich aus einem parallel und zwei quer zum Gleis stehenden Gebäuden zusammen. Das 1859 gebaute Empfangsgebäude wurde 1961 abgerissen. Der Bahnhof mit der Preisklasse 4 liegt seitdem als Inselbahnhof an der Abzweigung der Eifelstrecke von der linken Rheinstrecke. Heute befindet sich der Bahnhof am östlichen Rand von Hürth im Stadtteil Kalscheuren im Rhein-Erft-Kreis. In unmittelbarer Nähe der Station liegen heute die TV-Studios der privaten Fernsehsender RTL und ProSiebenSat.1-Mediengruppe. Direkt nördlich des Bahnhofs befindet sich das Containerterminal des Güterbahnhofs Köln Eifeltor.
Nach dem Abzweig von der linken Rheinstrecke nähert sich die Strecke dem Hürther Stadtteil Fischenich und damit der Vorgebirgsbahn, auf der heute die Stadtbahn Köln fährt. Während diese in Fischenich einen Bahnhof besitzt, halten die Züge der Eifelstrecke hier noch nicht, im Zuge des S-Bahn-Ausbaus ist ein Haltepunkt zur Verknüpfung mit der Stadtbahn geplant. Nach einer kurzen Parallelfahrt überquert die Eifelstrecke die Vorgebirgsbahn und nähert sich dem Brühler Stadtteil Vochem, den sie ebenfalls ohne Halt durchquert.

#### Haltepunkt Brühl-Kierberg

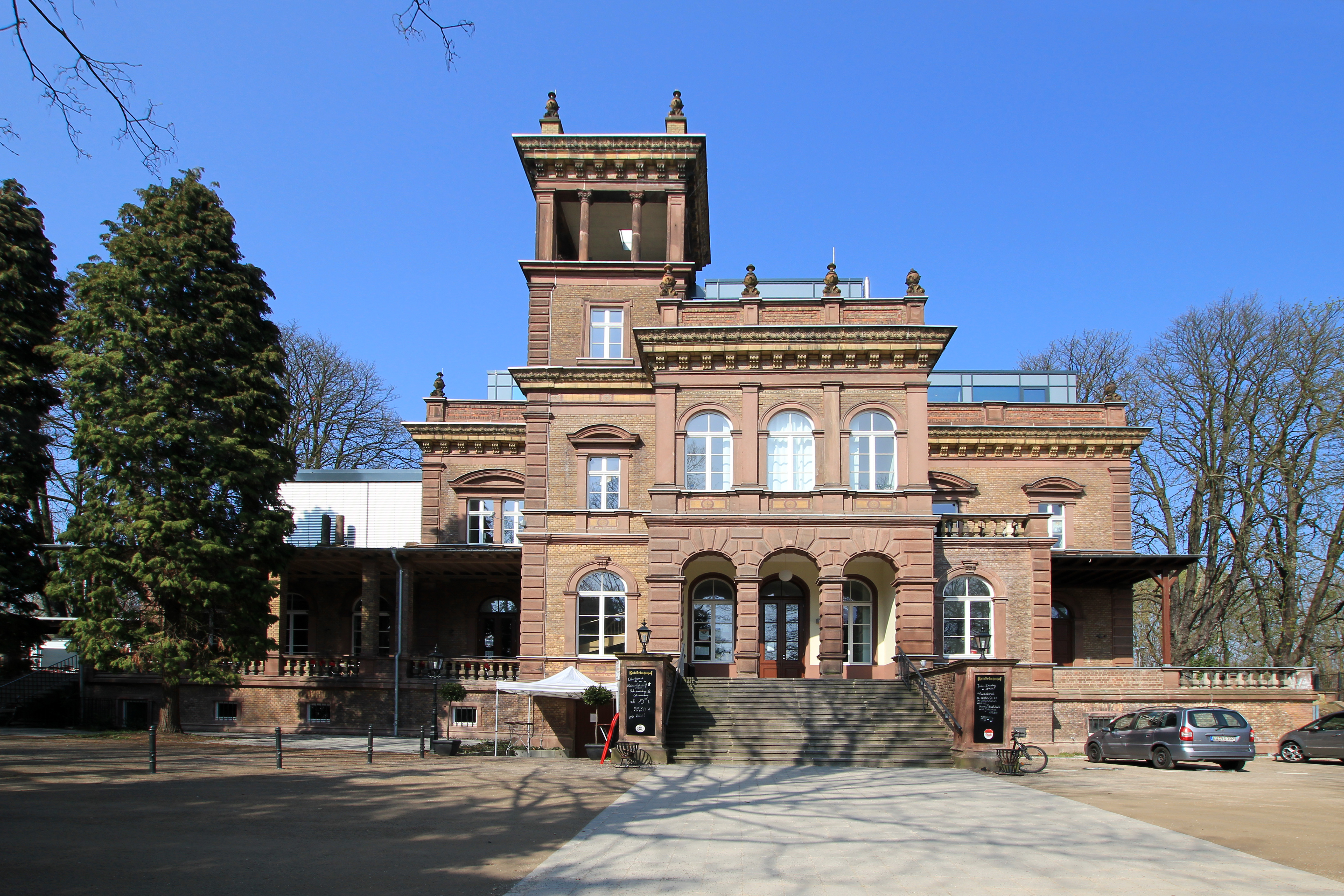
Ehemaliges, denkmalgeschütztes Empfangsgebäude

Der ehemalige Bahnhof Kierberg im Brühler Stadtteil Kierberg ist heute ein Haltepunkt. Der Bahnhof wurde speziell für den deutschen Kaiser gebaut und 1875 in Betrieb genommen. Er liegt am Streckenkilometer 5,2 und gehört der Preisklasse 5 an.
Das Empfangsgebäude des einstigen „Kaiserbahnhofs“ dient seit den 1980er Jahren als Restaurant. Der Haltepunkt wurde zuletzt von Dezember 2006 bis zum 13. März 2008 modernisiert. Dabei wurde ein Mittelbahnsteig gebaut.
Hinter Kierberg entfernt sich die Strecke vom Brühler Stadtgebiet und fährt zwischen dem Stadtteil Heide und dem Bleibtreusee durch die Villewälder in Richtung Liblar. Die Streckenführung hier ist nicht mehr die ursprüngliche, da 1955 die Strecke wegen mehreren Braunkohletagebauen verlegt werden musste.

#### Bahnhof Erftstadt

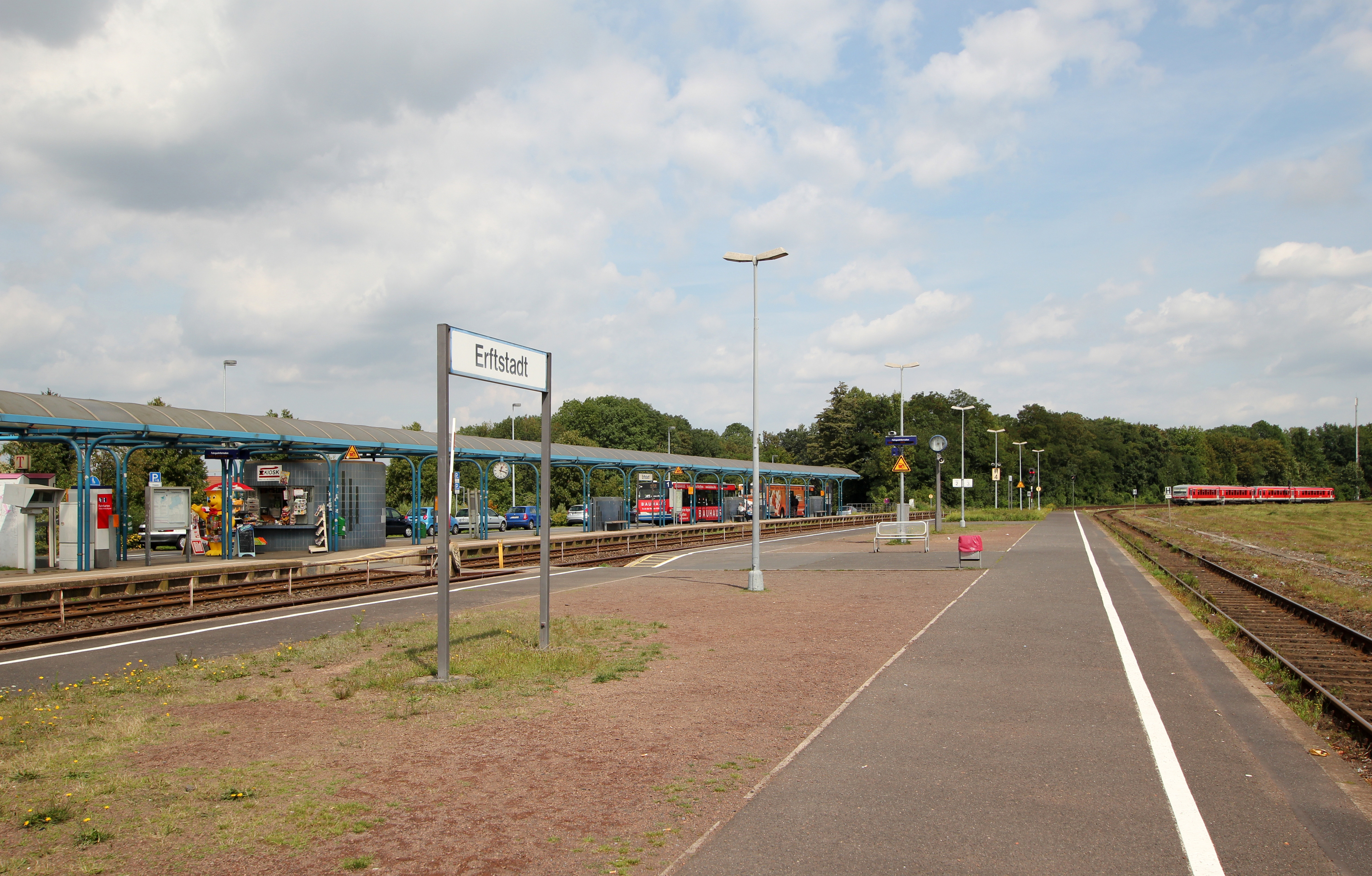
Bahnhof Erftstadt vor der Modernisierung (2011)

1874 baute die Rheinische Eisenbahn-Gesellschaft im damals eigenständigen Liblar den Bahnhof am Streckenkilometer 11,4. Durch die Kohleförderung und Brikettproduktion entwickelte sich auch der Bahnhof Liblar zu einem großen Güterbahnhof mit über 70 Gleisen, sieben Stellwerken, einem Ausbesserungswerk mit bis 1930 einem eigenen Bahnbetriebswerk und zwei Wassertürmen. Der Bahnhof hatte zwei Empfangsgebäude, weil er Verkehrsknotenpunkt dreier Bahnstrecken war: der Eifelstrecke, der Bahnstrecke Mödrath–Liblar, der Erftstrecke der Euskirchener Kreisbahnen und der nie fertig gestellten strategischen Bahn. Mit der Auskohlung der Tagebaue verlor der Bahnhof Liblar an Bedeutung. Er wurde massiv zurückgebaut, 1984 den neuen Erfordernissen angepasst und 1990 in Erftstadt umbenannt. Er ist der Preisklasse 4 zugeordnet. Hinter dem Bahnhof führt die Strecke östlich am Stadtteil Bliesheim vorbei und überquert die A 553, die Swist und die A 61, bevor sie sich Weilerswist nähert.

#### Haltepunkt Weilerswist

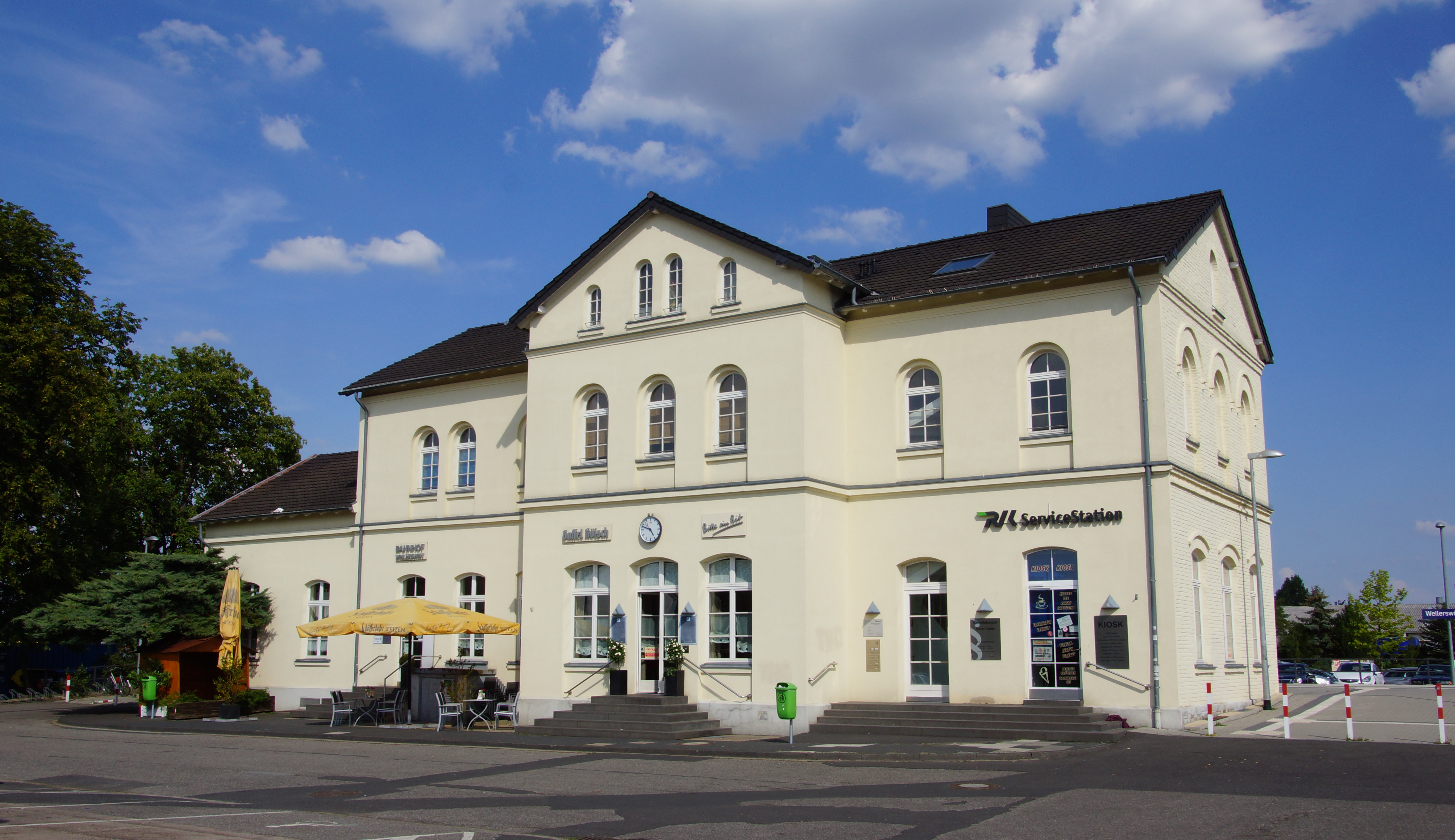
Empfangsgebäude Weilerswist (2015)

Gebaut wurde der Bahnhof 1874 zusammen mit einem Empfangsgebäude am Streckenkilometer 18,3 und 1875 wie die anderen Bahnhöfe in Betrieb genommen. In dem unter Denkmalschutz stehenden Gebäude befindet sich ein Restaurant.
Bis Ende 2016 wurde Weilerswist zum Haltepunkt zurückgebaut, dabei wurden sämtliche Weichen sowie die Formsignale abgebaut und durch je ein Blocksignal pro Richtung ersetzt. Der heutige Haltepunkt Weilerswist ist in die Preisklasse 6 eingestuft. Im Oktober 2017 brannte ein verlassenes Bahnwärterhäuschen an der Strecke aus.

#### Bahnhof Weilerswist-Derkum

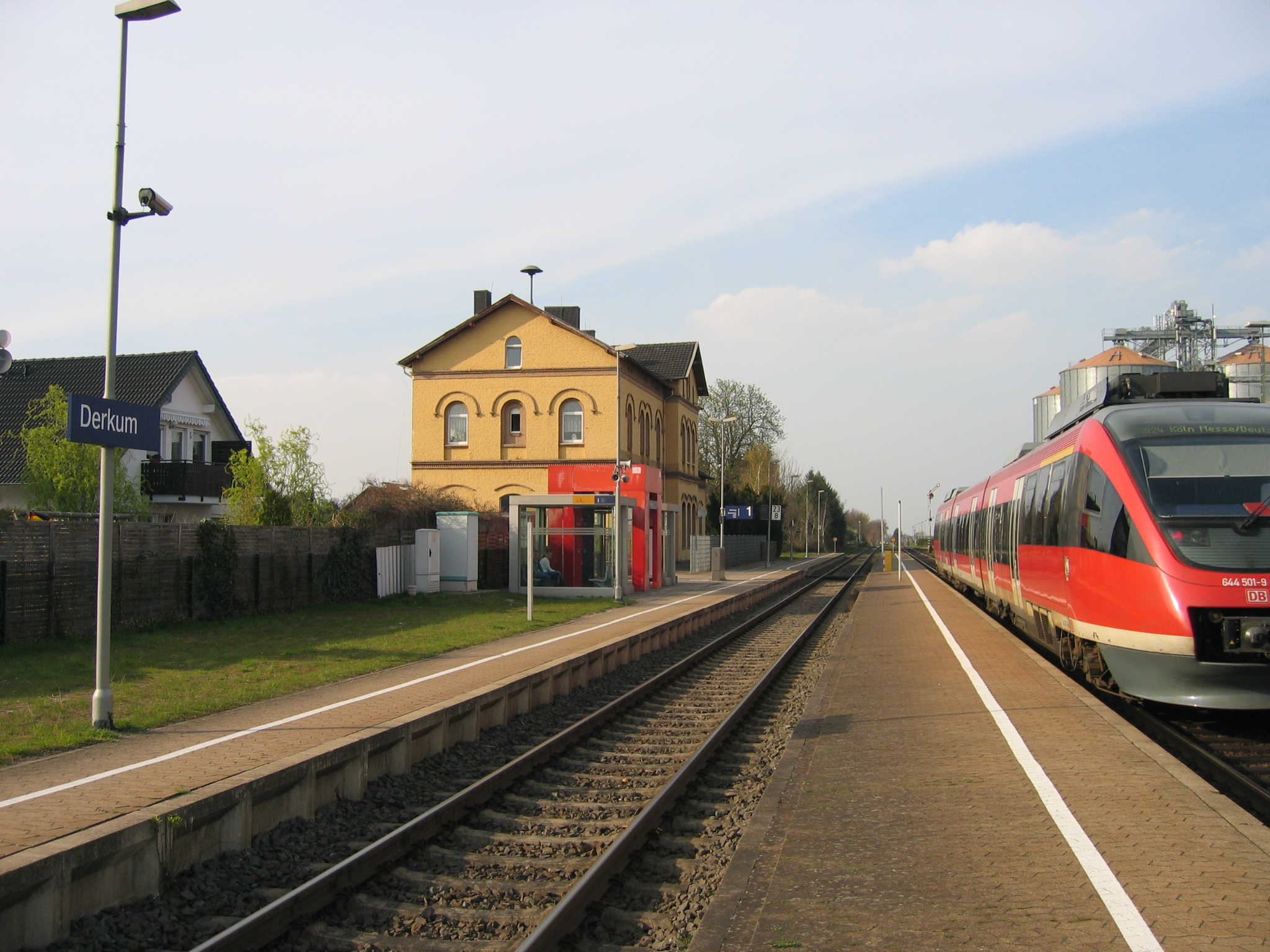
Bahnhof Derkum (2007)

Der Bahnhof Derkum wurde 1875 eröffnet und am Streckenkilometer 23,8 gebaut. Der Bahnhof weist eine große Ähnlichkeit zu dem zeitgleich erbauten Bahnhof Weilerswist auf. Der Bahnhof befindet sich im Ortsteil Ottenheim, nicht in Derkum selbst. Beim Bau gab es den Ort Ottenheim noch nicht. Das Empfangsgebäude des Bahnhofs steht unter Denkmalschutz.
Der Bahnhof Weilerswist-Derkum ist in die Preisklasse 6 eingestuft und wird nur von der RB 24 (Eifel-Bahn) täglich im Stundentakt bedient. Derkum hat drei Gleise, vom Überholgleis aus findet die Bedienung der Ausweichanschlussstelle Procter & Gamble statt. Seit Ende 2016 wird der Bahnhof vom Estw Euskirchen ferngesteuert.

#### Haltepunkt Euskirchen-Großbüllesheim

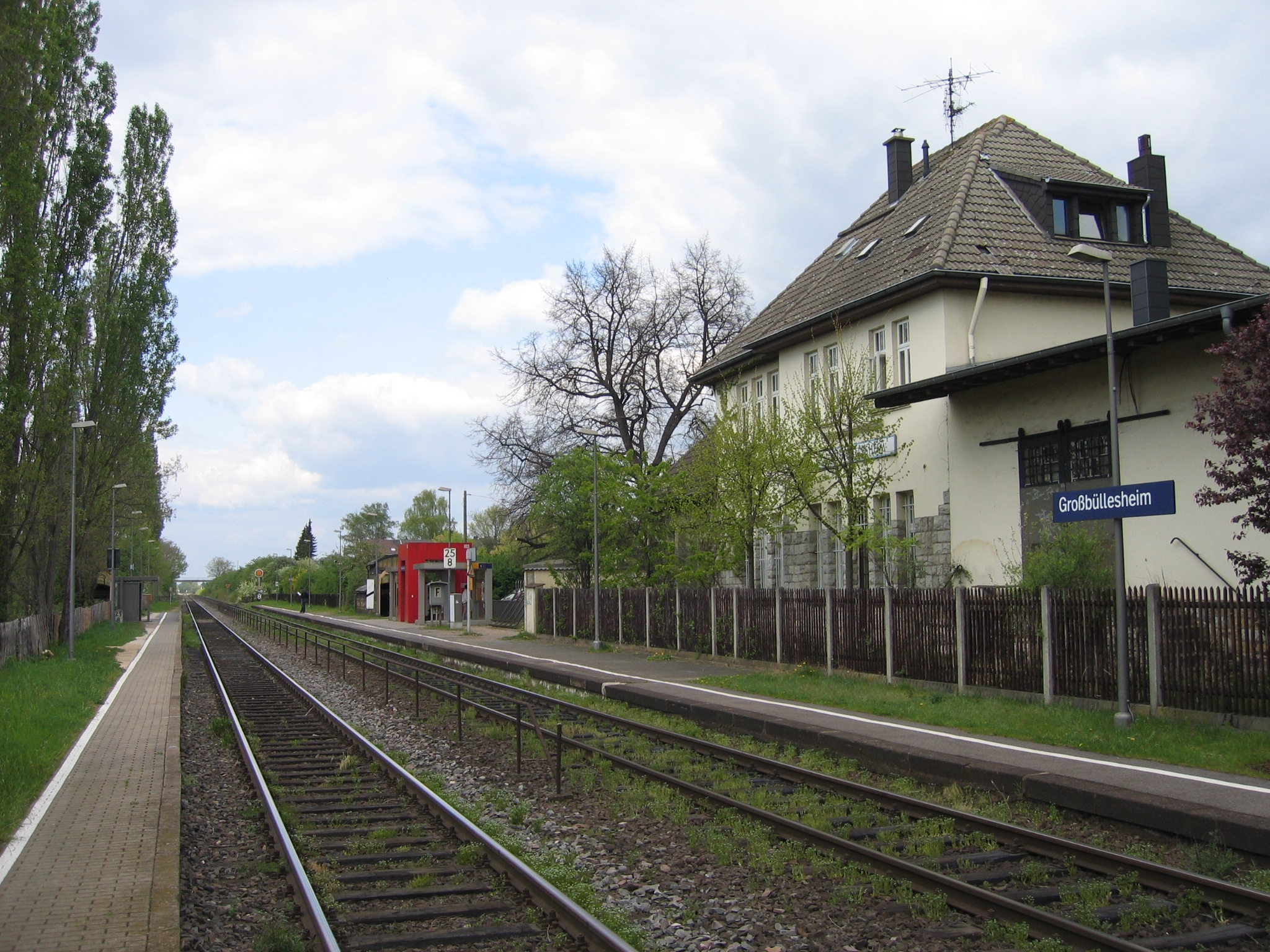
Haltepunkt Großbüllesheim (2007)

In Großbüllesheim liegt der gleichnamige Haltepunkt am Streckenkilometer 25,8. Die Station wurde erst von 1914 bis 1917 zusammen mit dem Empfangsgebäude gebaut und hatte nie den Status eines Bahnhofs. Er wird nur von der Regionalbahnlinie RB 24 bedient.
Das Empfangsgebäude befindet sich heute in Privatbesitz. Bis 1981 gab es die Blockstelle Kleinbüllesheim am km 27,6.

#### Bahnhof Euskirchen

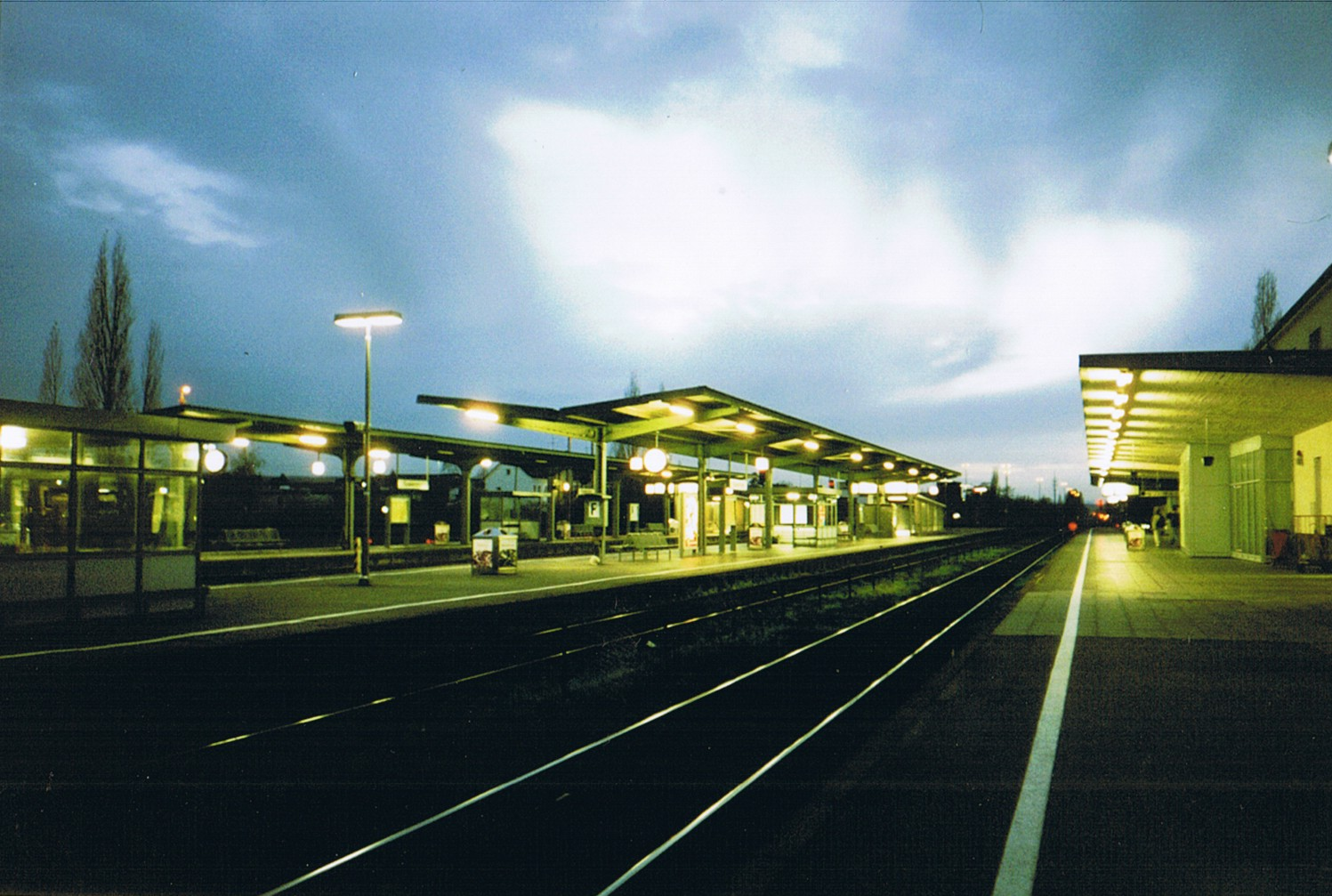
Bahnhof Euskirchen bei Nacht, Zustand vor der Modernisierung (2006)

Der Bahnhof Euskirchen ist ein 1846 gebauter Knotenpunkt mehrerer Bahnstrecken in der Region. Der als Durchgangsbahnhof angelegte Bahnhof weist heute sechs Bahnsteiggleise auf, an denen die Züge der Eifelstrecke (Köln–Euskirchen–Trier), Voreifelbahn, Erfttalbahn und der Bördebahn verkehren. Die Station liegt an Streckenkilometer 30,0 der Eifelstrecke und gehört der Preisklasse 3 an. Der Bahnhof Euskirchen wurde seit seiner Errichtung wiederholt (insbesondere nach dem Zweiten Weltkrieg) erweitert, aus- und umgebaut, die Strecken jedoch nie elektrifiziert. Die Bahnanlage beherbergte einen Wasserturm, Güter- und Lokschuppen, Drehscheibe und fünf Stellwerke. Bis 1977 gab es am Streckenkilometer 32,9 die Blockstelle Wißkirchen. Hinter Euskirchen führt die Strecke geradlinig vorbei an den Orten Euenheim und Wißkirchen, unterquert die A 1. Östlich von ihr befindet sich der Billiger Wald, westlich die Burg Veynau und der Mechernicher Stadtteil Obergartzem.

#### Bahnhof Satzvey

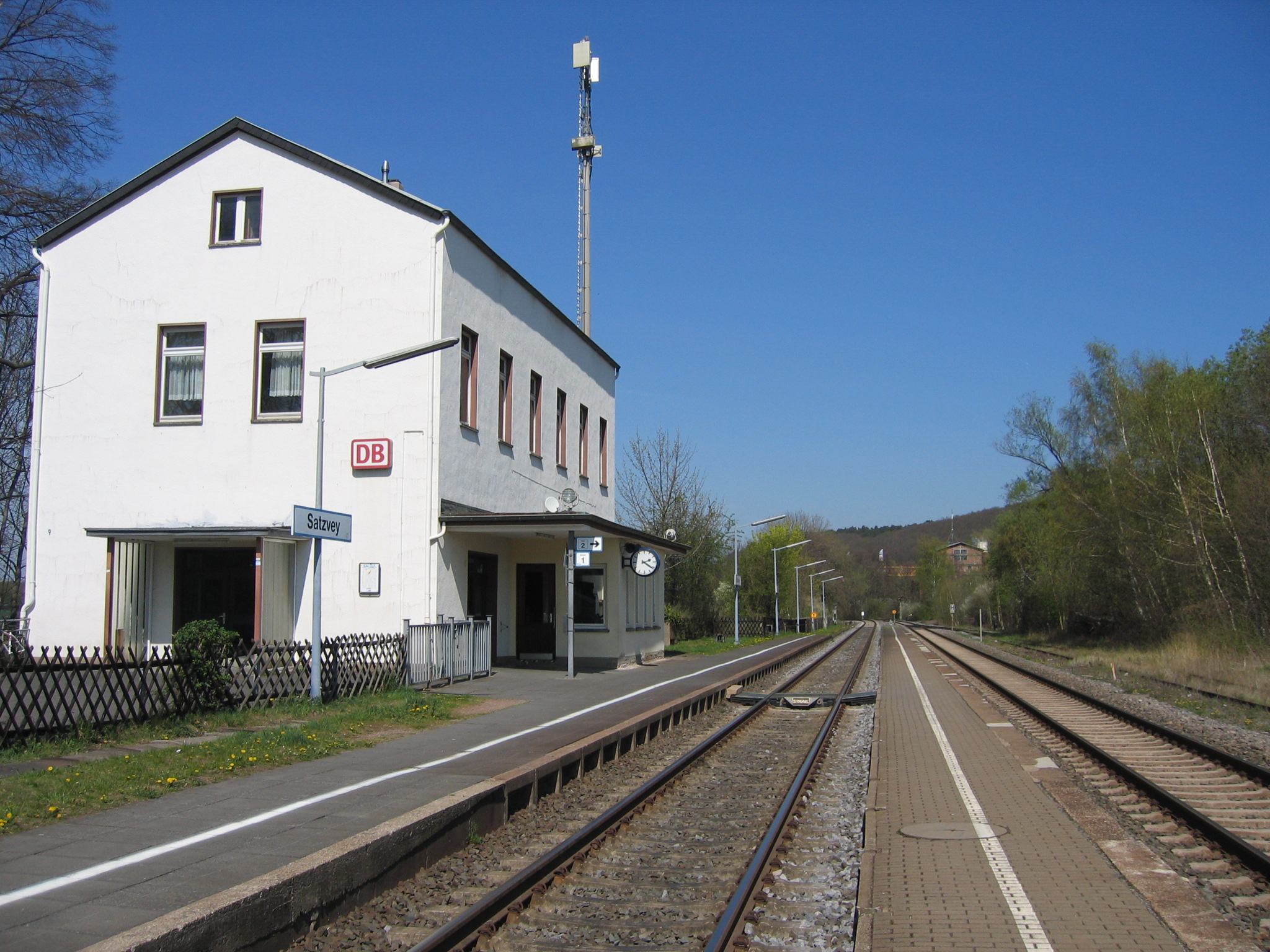
Bahnhof Satzvey (2007): Ein häufiges Fotomotiv

Der Bahnhof Satzvey ist der erste Bahnhof auf Mechernicher Stadtgebiet. Er ging 1865 mit der Streckeneröffnung in Betrieb. Er liegt am Streckenkilometer 37,5. Vom 11. August 1895 bis zum 31. Dezember 1965 führte durch Satzvey die so genannte Eifelstrecke der Euskirchener Kreisbahnen, welche dort die Hauptstrecke Köln – Trier höhengleich kreuzte.
Das Empfangsgebäude wird noch heute von der DB Netz AG genutzt, gehört allerdings einem Privatbesitzer. Der Bahnhof hat nach wie vor die alten Formsignale und ein mechanisches Stellwerk. Vorzufinden sind ein intakter Warteraum und eine ehemalige Laderampe am stillgelegten Gleis 3.
Ferner bestand bei Satzvey von 1944 bis 1984 die Blockstelle Katzvey am Streckenkilometer 40,5.
Hinter Satzvey führt die Strecke vorbei an der Schavener Heide und dem Hochwildpark Rheinland in Richtung Mechernich, dessen Hauptort sie erst komplett durchquert, bis sie zum Bahnhof Mechernich gelangt.

#### Bahnhof Mechernich

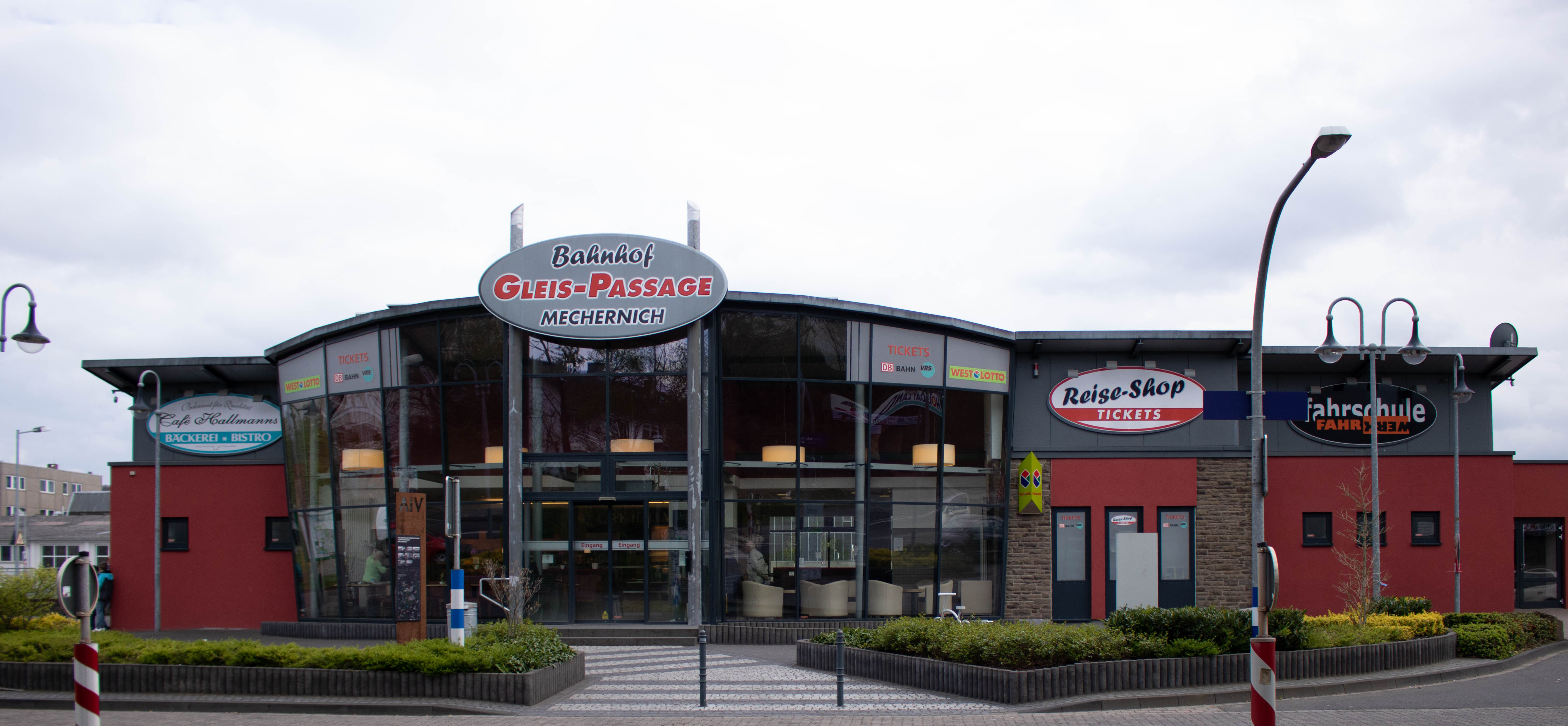
Bahnhof Mechernich (2017)

Der Bahnhof Mechernich ging 1865 mit der Streckeneröffnung zwischen Euskirchen und Mechernich in Betrieb, bis zur Inbetriebnahme des Abschnitts nach Kall zwei Jahre später diente er vorübergehend als Endbahnhof. Er liegt am Streckenkilometer 44,1 und gehört zur Preisklasse 5. Das Stellwerk Mf (Mechernich Fahrdienstleiter) ist heute noch in Betrieb. Zeitweilig war im Empfangsgebäude ein Restaurant untergebracht. Im Jahr 2010 wurde das alte Bahnhofsgebäude abgerissen und durch einen Neubau ersetzt. Im Dezember 2014 wurde die Bahnstrecke unmittelbar vor und hinter dem Bahnhof für eine Straßen- und eine Fußgängerunterführung untertunnelt. Mechernich hat noch am Streckenkilometer 47,2 die Blockstelle Strempt und eine Anschlussstelle zur Mülldeponie beim Kilometerpunkt 47,1.
Nach dem Bahnhof Mechernich durchquert die Strecke die Mechernicher Ortsteile Strempt und Kalenberg ohne Halt. Erst kurz hinter der Stadtgrenze zu Kall befindet sich der nächste Haltepunkt.

#### Haltepunkt Scheven

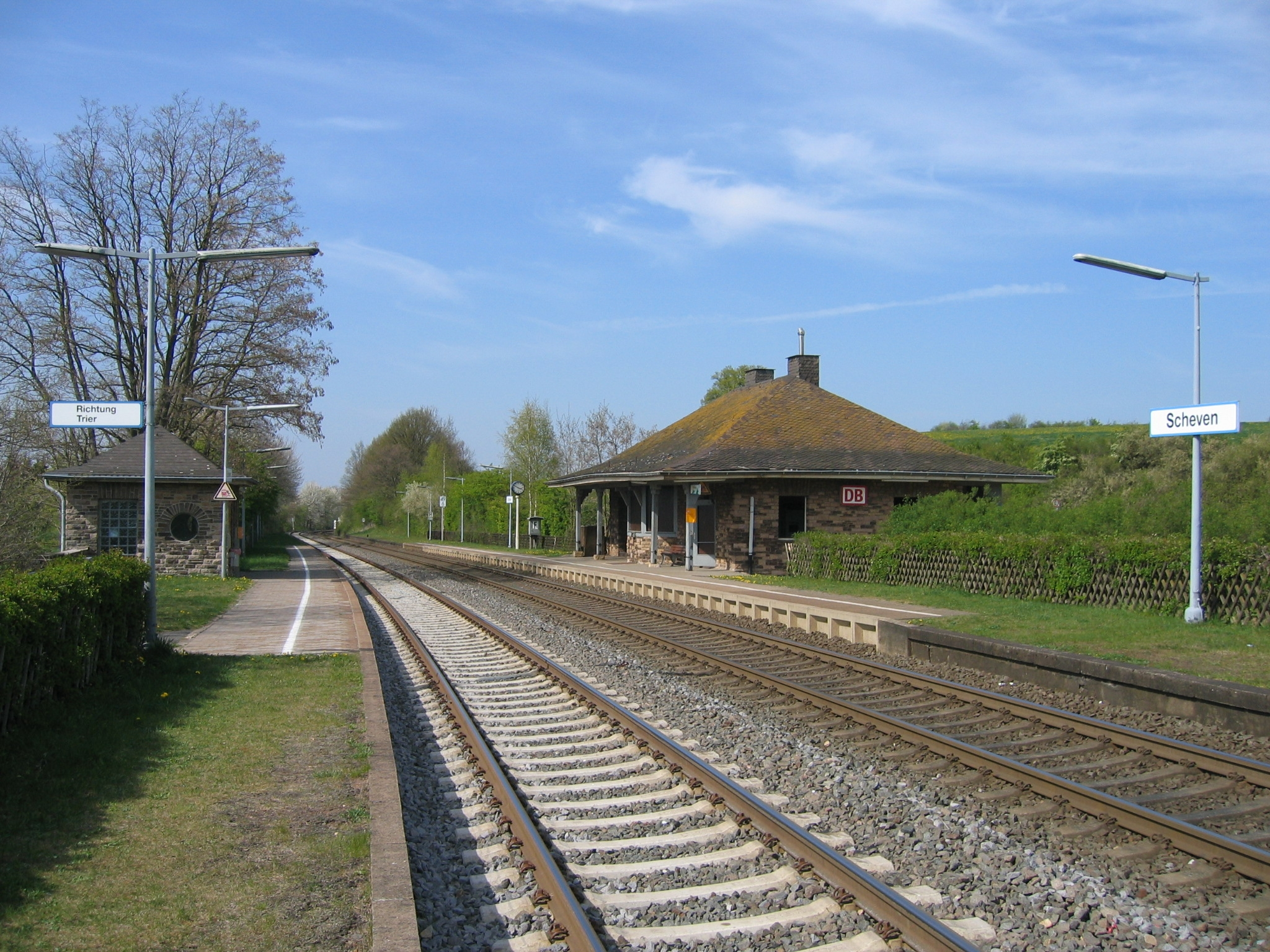
Haltepunkt Scheven (2007)

Gebaut wurde der Haltepunkt im Kaller Ortsteil Scheven 1905 am Streckenkilometer 49,7. Er hat zwei Gleise und ein denkmalgeschütztes Empfangsgebäude, welches sich heute in Privatbesitz befindet. Der Haltepunkt fungiert zugleich als Blockstelle. Vor dem Erreichen des Bahnhofs Kall durchfährt die Strecke den 472 m langen Kaller Tunnel.

#### Bahnhof Kall

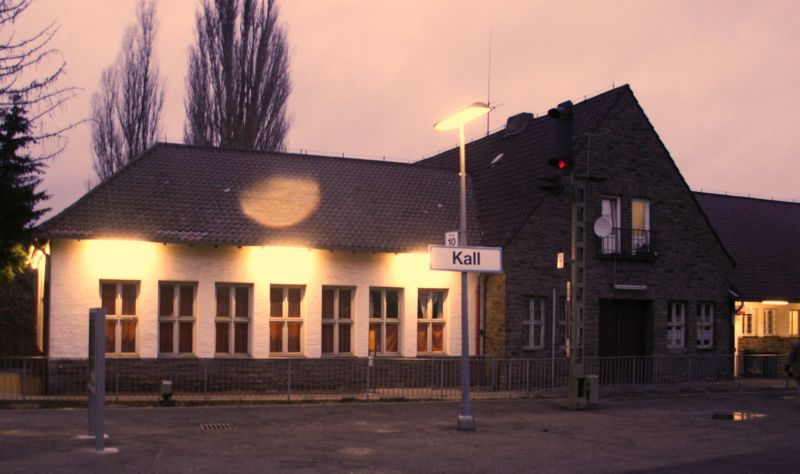
Empfangsgebäude des Bahnhofs Kall (2007)

Der Bahnhof Kall wurde 1867 gebaut, liegt am Streckenkilometer 53,3 und ist der Preisklasse 5 zugeordnet. Er beherbergt darüber hinaus seit einer Renovierung im Jahr 2009 ein Kundencenter der RVK mit einem Infocenter zum Nationalpark Eifel.
Am Kaller Bahnhof zweigt in spitzem Winkel die Oleftalbahn nach Hellenthal ab, die bis zum Unwetter im Juli 2021 nur noch im Museumsbahnverkehr und von einzelnen Güterzügen befahren wurde. Darüber hinaus ist Kall Endpunkt der Regionalbahnlinie RB 24 aus Köln.
Von Kall bis Nettersheim ist die Eifelstrecke eingleisig. Die Streckenführung wird hier kurvenreicher und führt durch Sötenich in Richtung Urft.

#### Haltepunkt Urft (Steinfeld)

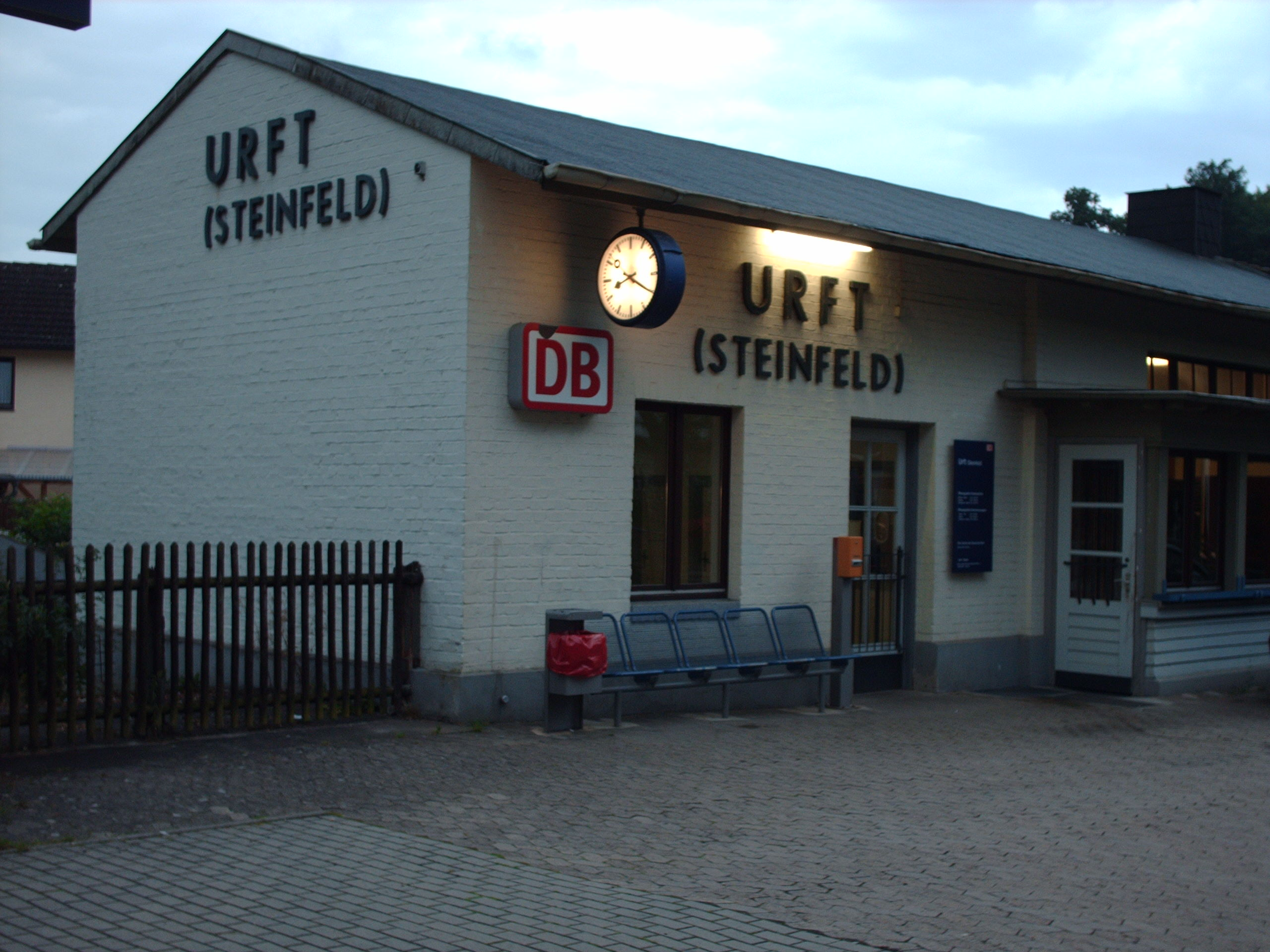
Empfangsgebäude von Urft (Steinfeld) (2007)

Der Haltepunkt Urft (Steinfeld) wurde 1875 am Streckenkilometer 57,5 gebaut. Ein Empfangsgebäude im Besitz der Deutschen Bahn, Formsignale und die Funktion als Blockstelle kennzeichnen die Station. Er befindet sich im mittlerweile zu Kall gehörenden Urft, der Zusatz „(Steinfeld)“ bezieht sich auf den südwestlichen Nachbarort. Eine Umbenennung zu „Kall-Urft“ war vom VRS geplant, hat aber bisher nicht stattgefunden.
Bei Sötenich am Streckenkilometer 55 gab es bis 1973 eine weitere Blockstelle. Urft hat noch eine Anschlussstelle am Streckenkilometer 55,2 zu den Kalkwerken Sötenich.
Durch das Tal des gleichnamigen Flusses Urft geht es nun in einem großen Bogen in Richtung Nettersheim.

#### Bahnhof Nettersheim

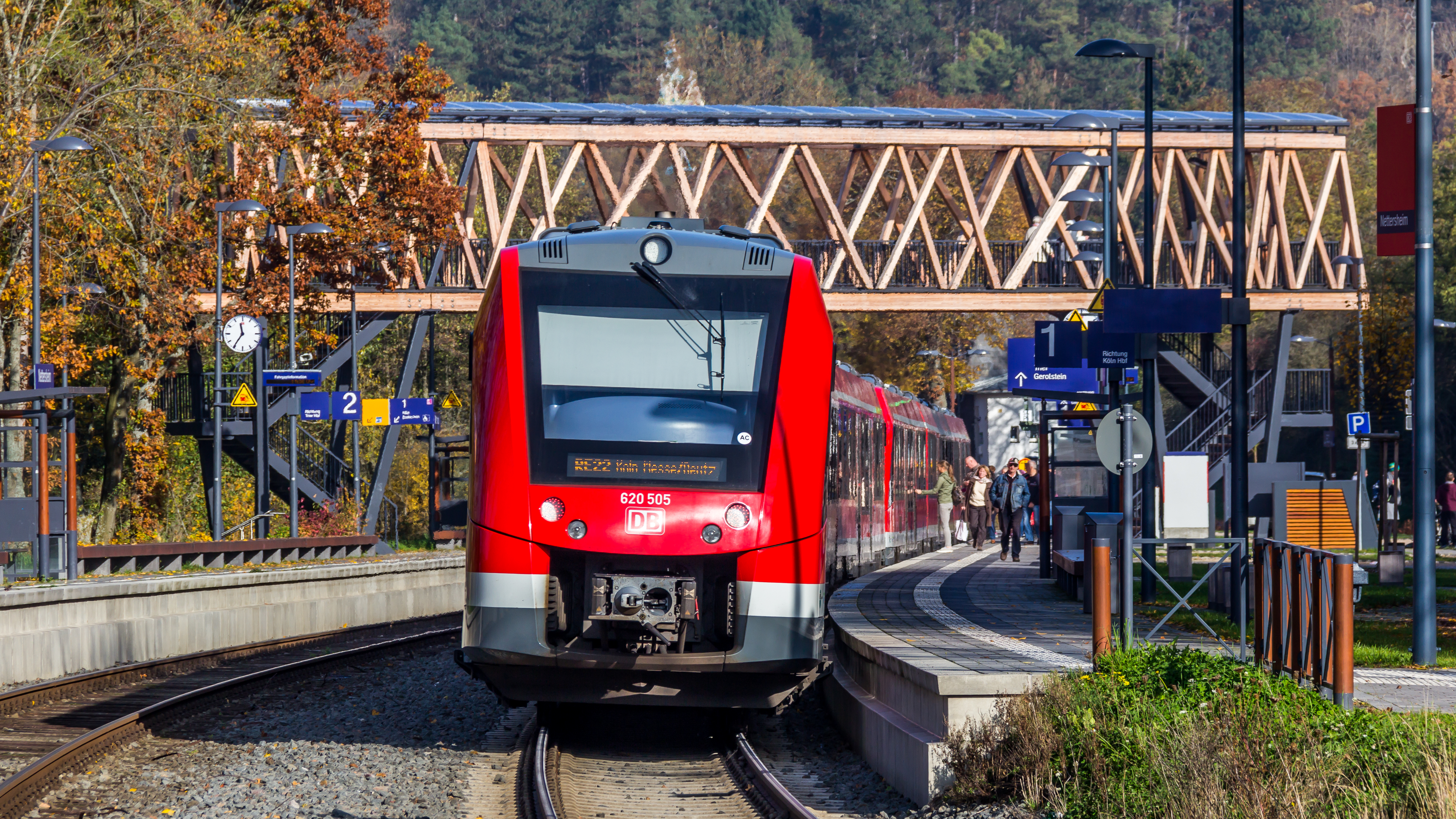
Regionalzug im Bahnhof Nettersheim (2015)

Der Bahnhof Nettersheim liegt zentral im Ort, wurde 1875 am Streckenkilometer 62,8 gebaut und in Betrieb genommen. Er besitzt die Preisklasse 6.
Am 26. März 2010 wurden aufgrund von Rationalisierungen das mechanische Stellwerk geschlossen und die Bahnhofsanlagen an das bereits im Januar 2006 erbaute elektronische Stellwerk in Gerolstein angebunden.
Am Streckenkilometer 66,4 lag bis 1944 die Blockstelle Marmagen. Die Strecke folgt weiterhin der Urft und führt abgelegen an Marmagen vorbei durch den Wald.

#### Bahnhof Blankenheim (Wald)

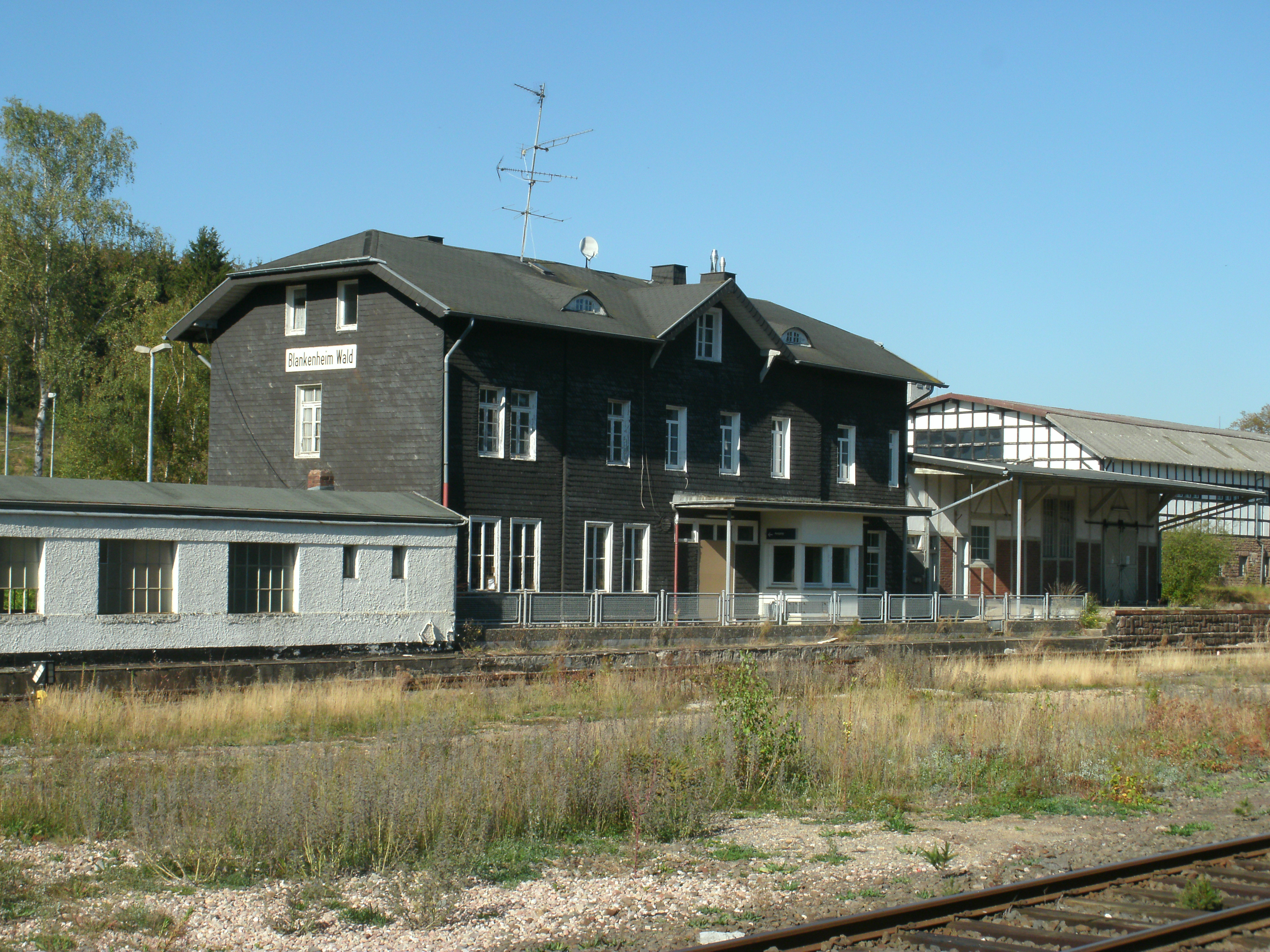
Bahnhof Blankenheim (Wald)

Ebenfalls abseits der eigentlichen Ortschaft befindet sich der Bahnhof Blankenheim (Wald). Er liegt am Streckenkilometer 69,4 und wurde 1875 gebaut. Er hat die Preisklasse 6. Hier zweigte die Bahnstrecke nach Ahrdorf ab, die bis 1958 im Personenverkehr befahren wurde. Seit Stilllegung dieser Verbindung ist er der einzige Bahnhof auf Gemeindegebiet. Vom ESTW Blankenheim (Wald) werden die Bahnhöfe Dahlem (Eifel), Nettersheim und Schmidtheim gesteuert. Hinter Blankenheim verlässt die Strecke das Tal der Urft und nähert sich Dahlem.

#### Haltestelle Schmidtheim
Wie viele Bahnhöfe und Haltepunkte an der Eifelstrecke wurde auch der Bahnhof im heute zu Dahlem gehörenden Schmidtheim 1875 gebaut und in Betrieb genommen. Er liegt bei Streckenkilometer 73,9 und ist ebenfalls in die Preisklasse 6 eingeordnet. Der Bahnhof Schmidtheim war mit 570 m ü. NHN der höchstgelegene Bahnhof in Nordrhein-Westfalen. Heute ist Schmidtheim nur noch eine Haltestelle.

#### Haltepunkt Dahlem (Eifel)

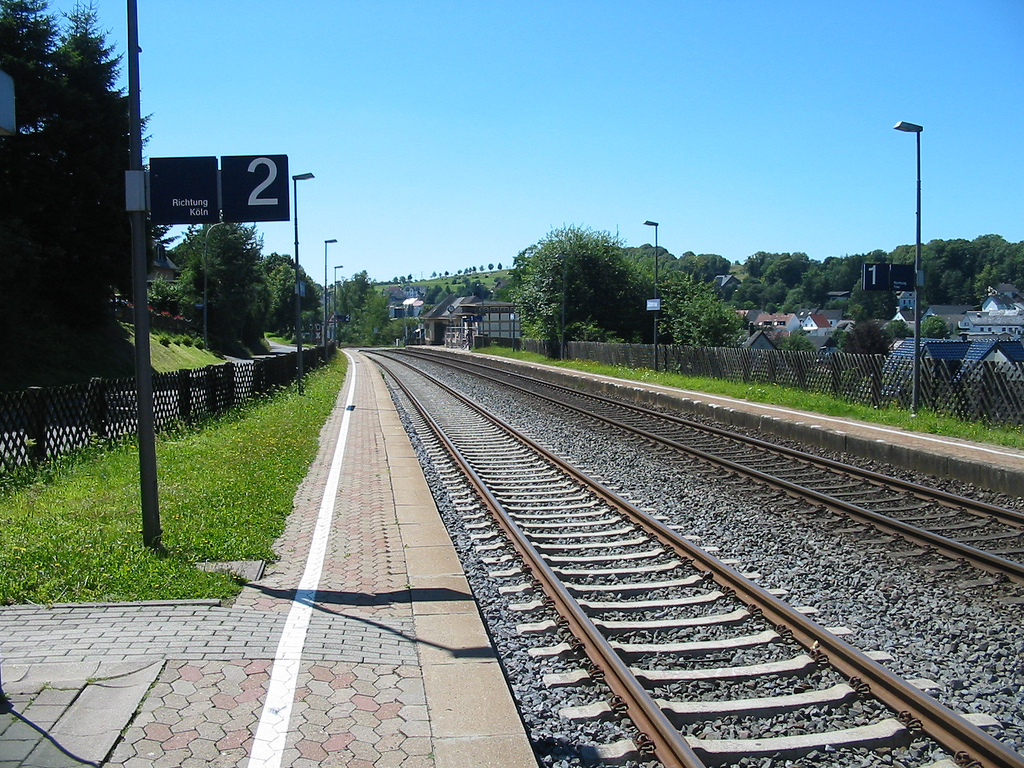
Haltepunkt Dahlem (Eifel) (2007)

Der Haltepunkt Dahlem (Eifel) wurde erst 1925 am Streckenkilometer 77,4 eingerichtet. Er gehört zur Bahnhofsklasse 6.

### Rheinland-Pfalz

#### Bahnhof Jünkerath

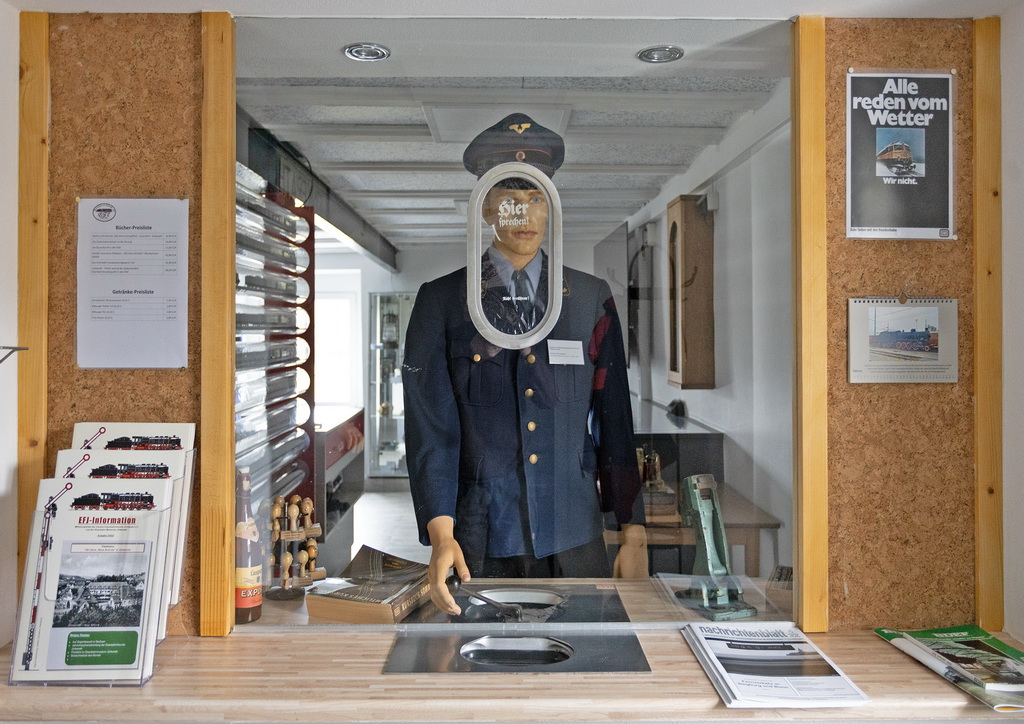
Eisenbahnmuseum Jünkerath

Der Bahnhof Jünkerath wurde im November 1870 am Streckenkilometer 82,4 in Betrieb genommen. Hier zweigte die stillgelegte und 2004 abgebaute Vennquerbahn über Losheim ins belgische Malmedy ab. Er ist der erste Bahnhof der Eifelstrecke in Rheinland-Pfalz. Ursprünglich war geplant, dass ein Bahnhof in Stadtkyll der erste in Rheinland-Pfalz sein sollte. Aufgrund einer Entscheidung des damaligen Gemeinderats, sowie einer veränderten Streckenplanung nicht über Schleiden-Stadtkyll, wurde jedoch von dieser Streckenführung abgesehen und die Strecke deshalb über den damals noch nicht existierenden Ort Jünkerath gelegt. Der Bahnhof trug deshalb erst den Namen Jünkerath-Stadtkyll, der anders als bei den anderen Halten auf der Eifelstrecke nicht bis heute übernommen wurde.
Die Bahntrasse der Vennquerbahn ist heute ein Wander- und Radverkehrsweg mit Verbindung zum Vennbahn-Radweg und zum übrigen deutschen Radwegenetz.

#### Haltestelle Lissendorf
Der Bahnhof Lissendorf wurde im November 1870 am Streckenkilometer 86,4 in Betrieb genommen. Von hier führte bis 1973 die „mittlere Ahrtalbahn“ Jünkerath – Lissendorf – Hillesheim – Ahrdorf nach Dümpelfeld. Ab hier ist die Eifelstrecke wieder eingleisig.
Nach massiven Rückbauten und Streckenstilllegungen wurde er zur Haltestelle zurückgestuft. In Lissendorf steht ein unter Denkmalschutz stehendes altes Stellwerk.
Das dortige elektronische Stellwerk befindet sich in einem Betoncontainer und wird von Gerolstein aus bedient. In Gerolstein wird für den Bahnhof und für Birresborn als Technik ein Spurplan-Drucktastenstellwerk vom Typ Lorenz Sp Dr L30 eingesetzt. Der Abschnitt zwischen Gerolstein und Jünkerath wird seit der Inbetriebnahme am 29. Januar 2006 durch das ESTW gesteuert. So sind in diesem Abschnitt Ks-Signale vorzufinden.

#### Bahnhof Oberbettingen-Hillesheim

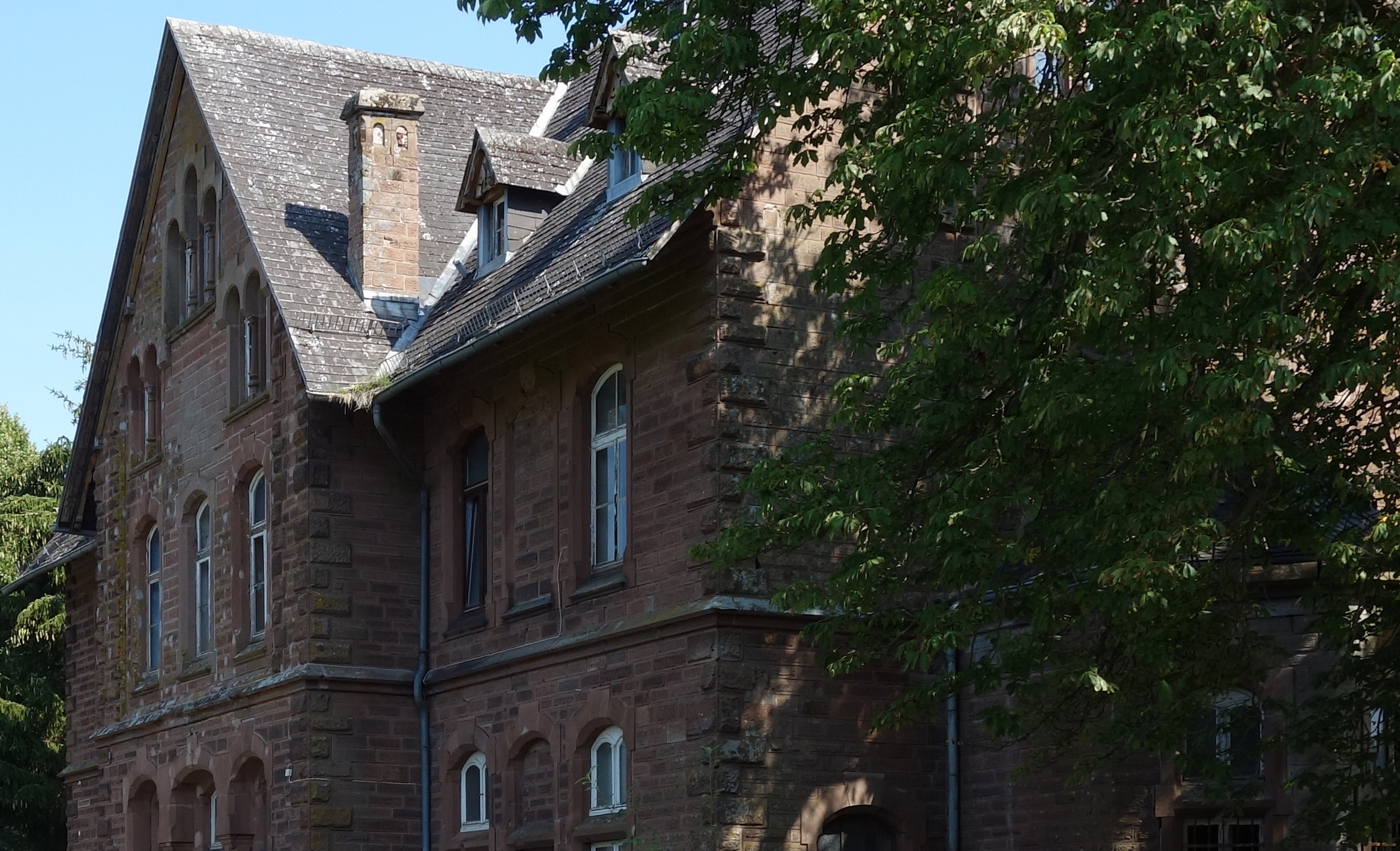
Bahnhof Oberbettingen-Hillesheim

Der Bahnhof Oberbettingen-Hillesheim ging im November 1870 am Streckenkilometer 91,4 in Betrieb.
Im Zweiten Weltkrieg wurde der Bahnhof durch massive Luftangriffe fast zerstört. Die Kriegsschäden waren 1946 weitgehend repariert. Nur das beim Rückzug der Wehrmacht 1945 gesprengte Bogenviadukt der Bahnstrecke Hillesheim–Gerolstein wurde nicht wieder instand gesetzt.
Hinter Oberbettingen werden die Orte Bewingen, dessen Bahnhof aufgegeben wurde, und Pelm (das ehemals einen Haltepunkt an der Eifelquerbahn besaß) passiert. Kurz vor Bewingen wird die Strecke wieder zweigleisig, hinter Gerolstein verläuft sie weiter eingleisig.

#### Bahnhof Gerolstein

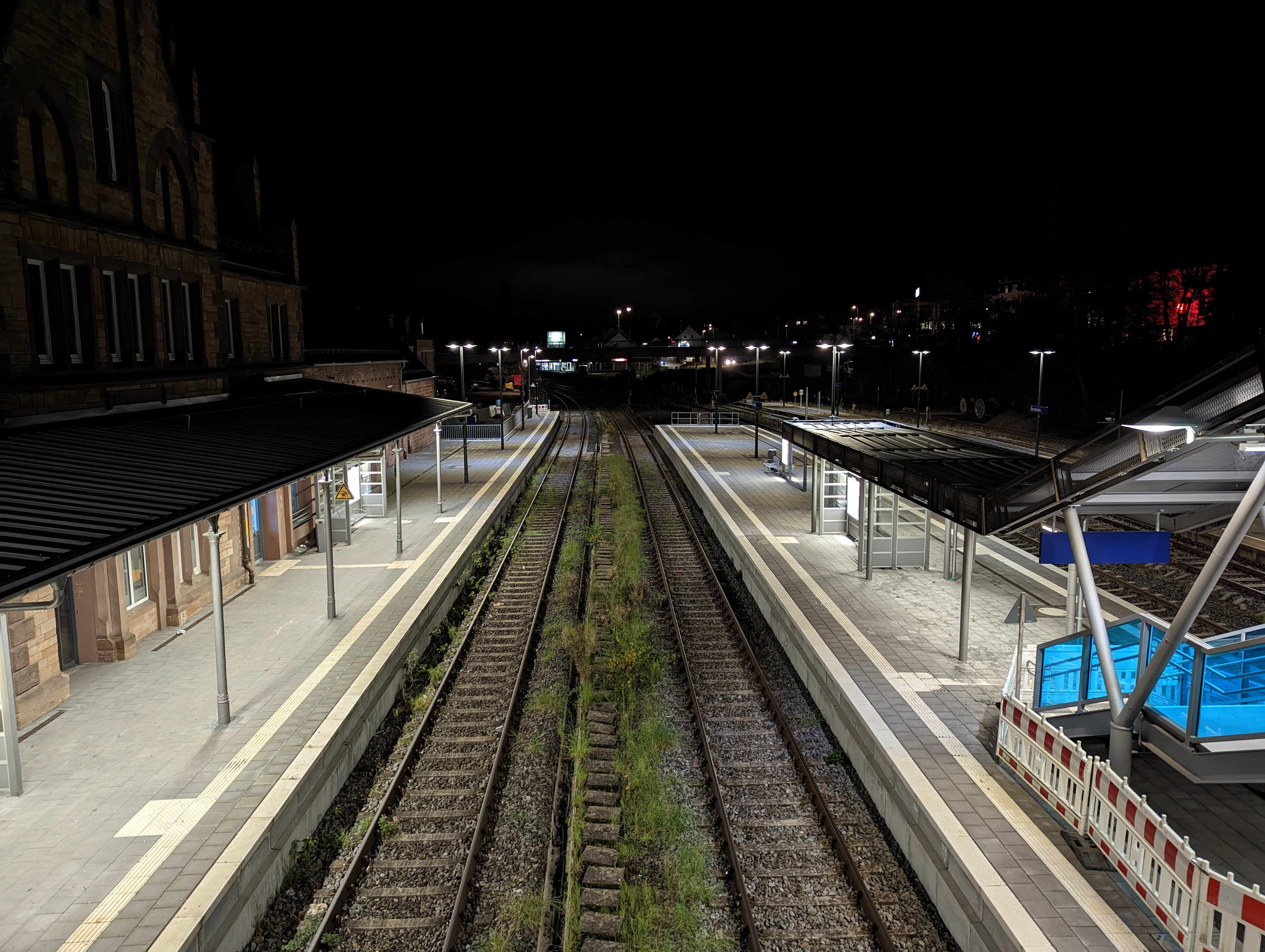
Bahnhof Gerolstein bei Nacht (November 2022 – ohne Bahnbetrieb wegen Hochwasserschäden) mit Blick von der neuen Fußgängerüberführung Richtung Trier

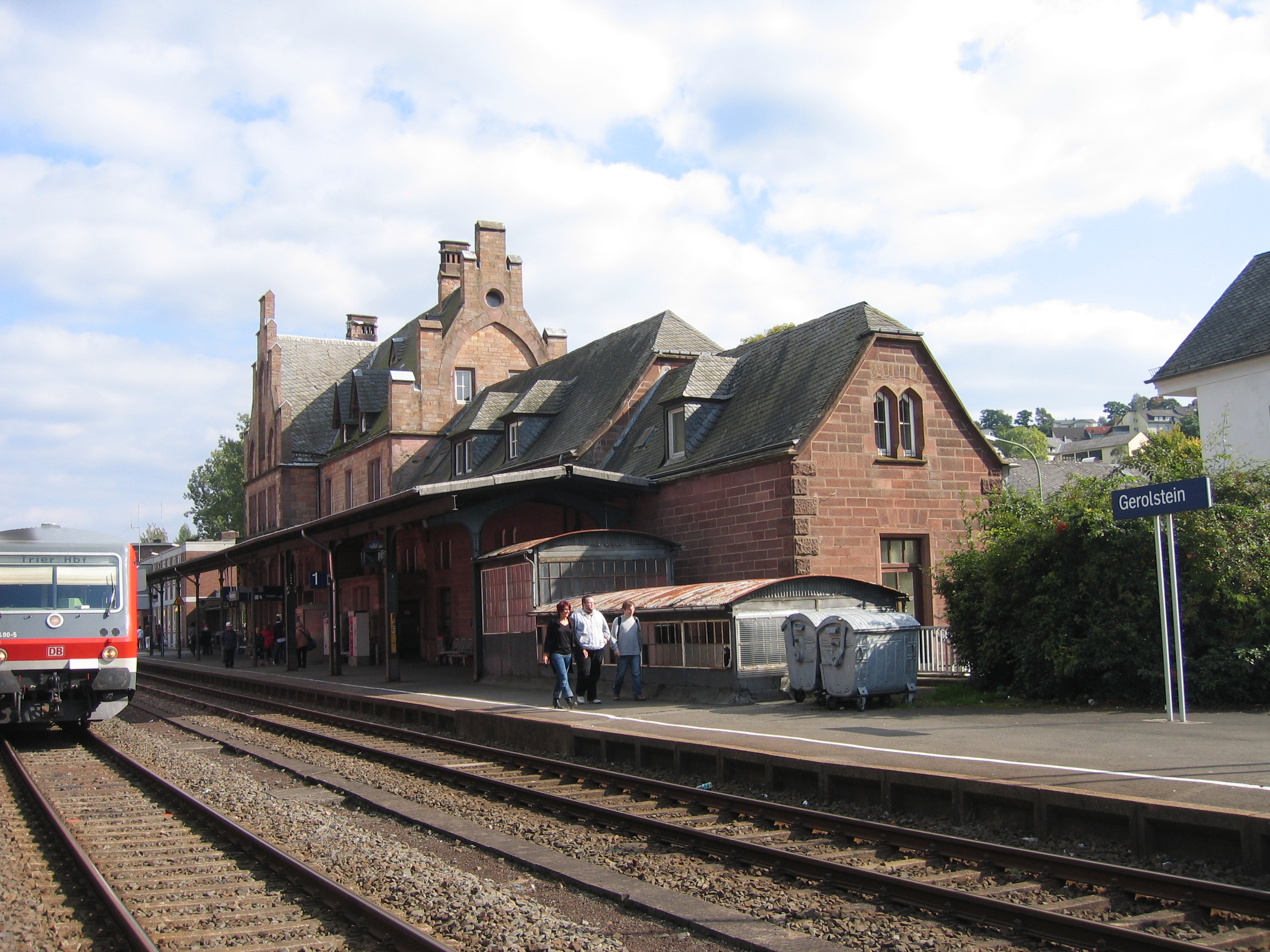
Bahnhof Gerolstein (2008) – vor der Modernisierung

Der Bahnhof Gerolstein wurde im November 1870 am Streckenkilometer 101,4 in Betrieb genommen. Die Stadt ist einer der wichtigsten Knotenpunkte auf der Eifelstrecke, hier enden und beginnen eine Vielzahl von Zügen. Nördlich zweigt die bis Kaisersesch stillgelegte Eifelquerbahn über Daun und Kaisersesch nach Andernach (Kursbuchstrecke 478) ab, ferner begann hier die stillgelegte Westeifelbahn, die früher über Prüm nach Sankt Vith führte und beim Eisenbahnknotenpunkt Pronsfeld nach Waxweiler und Neuerburg verzweigte.
Zwischen Gerolstein und Birresborn, der zweiten Sprudelstadt an der Eifelstrecke, liegt das Basaltwerk der Rheinischen Provinzial-Basaltwerke. Hier wird eine Kleinlokomotive der Baureihe 323 (Köf II) zum Rangieren der unregelmäßig eintreffenden Güterwagen vorgehalten. Vom ehemals bedeutenden Bahnbetriebswerk Gerolstein sind u. a. Ringlokschuppen und Drehscheibe betriebsfertig erhalten.

#### Bahnhöfe und Haltepunkte von Birresborn bis Kyllburg

Ostportal des Kyllburger Tunnels (2003)

Nordportal des Wilsecker Tunnels (2008)

Die Stationen Birresborn, Mürlenbach, Densborn, Usch-Zendscheid, St. Thomas und Kyllburg befinden sich seit Juni 1871 an den Streckenkilometern 108,4 / 112,4 / 115,4 / 117,4 / 121,4 / 125,4. Dabei sind alle außer St. Thomas und Kyllburg Bedarfshalte.
Zwischen den Bahnhöfen Birresborn und Densborn ist die Strecke zweigleisig. Zwischen diesen beiden Orten liegt der Haltepunkt Mürlenbach. Ab Densborn verläuft die Eifelstrecke eingleisig entlang der Kyll. Dies ist auch der kurvenreichste Abschnitt. Nach Densborn wird der Haltepunkt Usch-Zendscheid und anschließend St. Thomas passiert.
Auf diesem Streckenabschnitt gibt es drei Tunnel:
Am Streckenkilometer 124,4 in der Nähe des Bahnhofes St. Thomas befindet sich der 181 Meter lange Dechen-Tunnel, einer der kürzesten auf der Eifelstrecke. Die beiden Portale weisen zum Teil noch Einschusslöcher aus dem Zweiten Weltkrieg auf. Durch den Tunnel führt der Kyll-Radweg, weswegen der Tunnel tagsüber innen beleuchtet wird. Der asphaltierte Weg verläuft an Stelle des ehemaligen zweiten Streckengleises. Dechen- und Kyller Tunnel (138 m) wurden für Fußgänger und Radfahrer umgebaut; ein Zaun schirmt gegen den Schienenverkehr ab.
Es folgen hinter dem Bahnhof Kyllburg der 218 Meter lange Kyllburger Tunnel am Streckenkilometer 125,7, welcher die Stadt Kyllburg unterquert. Das Westportal ist eher unauffällig, es befindet sich in der Nähe eines alten Bahnwohnhauses.
Der mit 1268 Metern längste Tunnel der Eifelstrecke ist der zwischen Kyllburg und Bitburg-Erdorf liegende Wilsecker Tunnel.

#### Bahnhof Bitburg-Erdorf

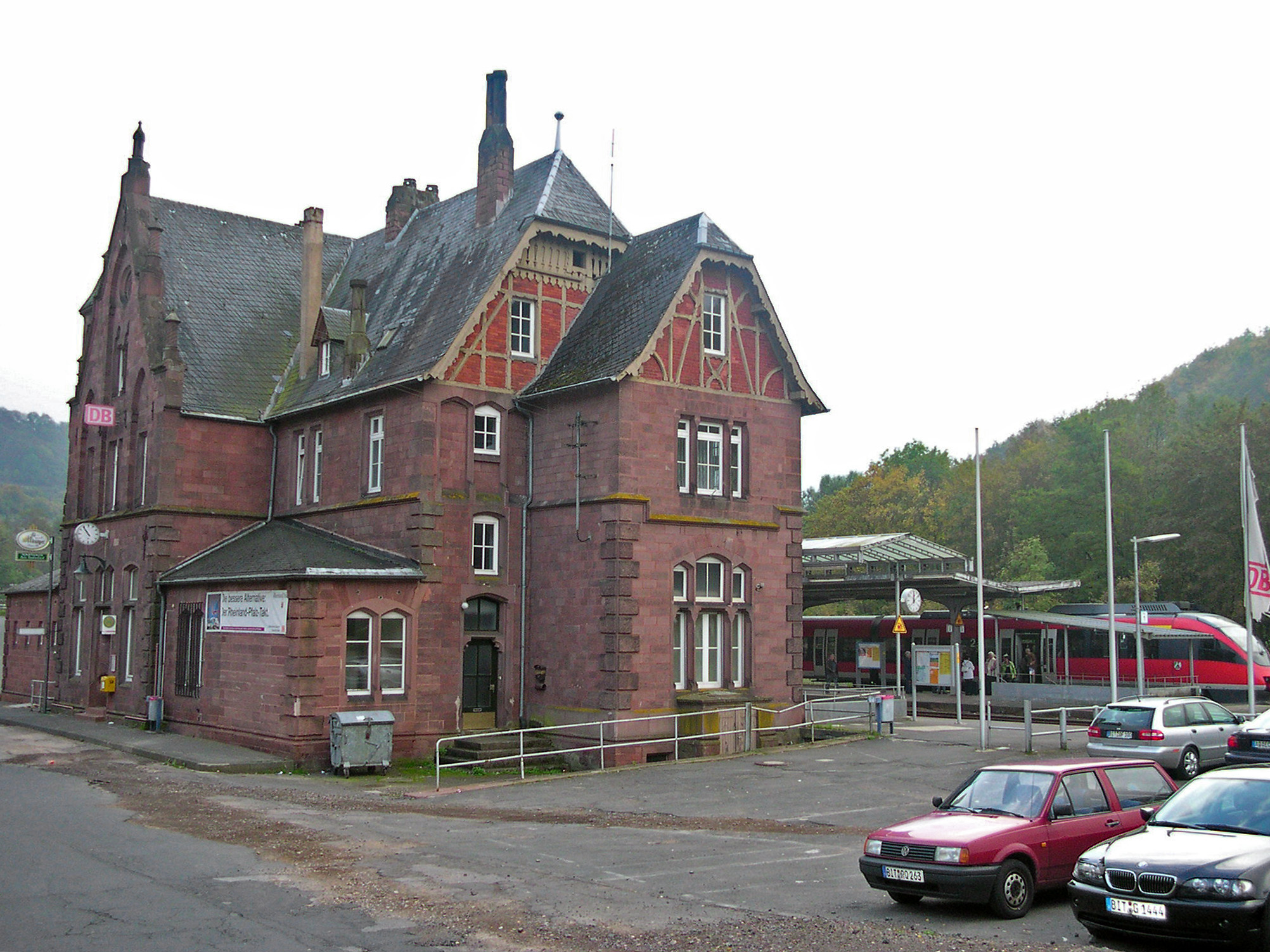
Bahnhof in Bitburg-Erdorf

Der Bahnhof Bitburg-Erdorf wurde im Juni 1871 am Streckenkilometer 131,4 in Betrieb genommen.
Von dort führte die Nims-Sauertalbahn über Bitburg (Stadt) und Irrel bis nach Igel. Die Nebenbahn wurde 1910 als eingleisige Strecke erbaut und nach Rückgang des Personen- und Güterverkehrs in den 1960er Jahren abschnittsweise stillgelegt und abgebaut. Der Personenverkehr im Bahnhof Bitburg (Stadt) wurde 1970 eingestellt. Der letzte Abschnitt Wolsfeld – Bitburg folgte 1997. Auf dem verbliebenen sechs Kilometer langen Reststück Bitburg-Erdorf – Bitburg Stadt findet seit der Einstellung der Malz-Transporte zur örtlichen Brauerei im Jahr 2004 kein regelmäßiger Güterverkehr mehr statt. Der Stromnetzbetreiber Amprion hat die Strecke zwischenzeitlich gekauft, saniert und nutzt sie gelegentlich für Trafo-Transporte zum Umspannwerk in Niederstedem. Die Trafos werden dafür am Ende der verbliebenen Strecke in Bitburg-Stadt auf Spezial-LKW umgeladen, weswegen der Bahnhof Bitburg noch über mehrere Gleise verfügt. Gelegentlich wird Bitburg-Stadt im Rahmen von Sonderfahrten mit Schienenbussen angefahren.

#### Bahnhöfe und Haltepunkte von Hüttingen bis Speicher

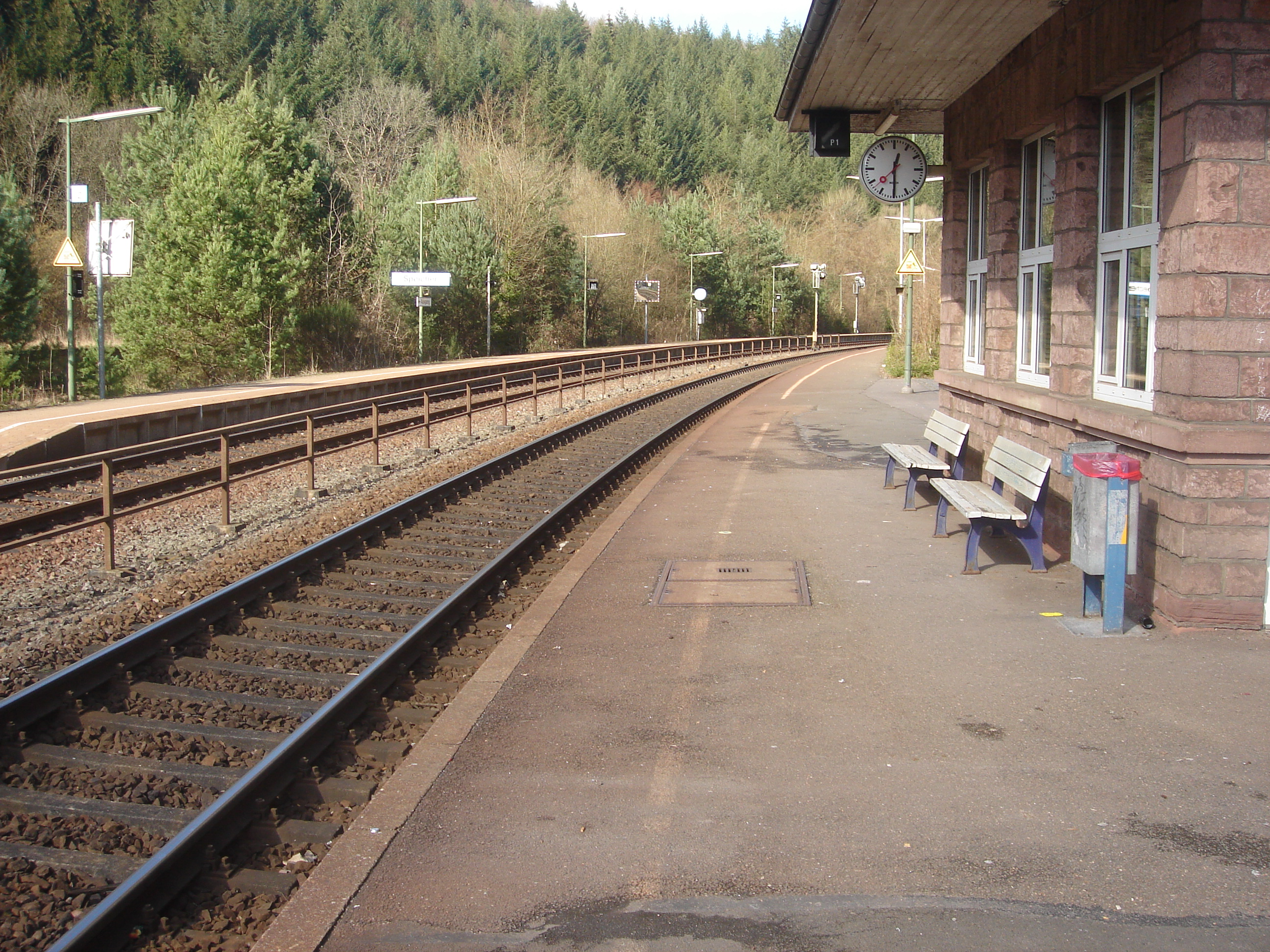
Bahnhof Speicher

Der Haltepunkt Hüttingen und die Bahnhöfe Philippsheim und Speicher wurden im Juni 1871 an den Streckenkilometern 135,4 / 139,2 / 142,4 in Betrieb genommen.
Von 1900 bis 1965 war Philippsheim der Ausgangspunkt einer Schmalspurbahn, die den Ort Binsfeld mit der Eifelstrecke verband.
Am Streckenkilometer 133,3 befindet sich der 426 Meter lange Mettericher Tunnel, der den auf einem Berg gelegenen gleichnamigen Ort unterfährt.
Hinter dem Bahnhof Philippsheim folgen zwei weitere Tunnel: Am Streckenkilometer 140,1 der 268 Meter lange Philippsheimer Tunnel. Das nördliche Tunnelportal des Philippsheimer Tunnels stellt mit der über dem Portal sitzenden Steineule eine Besonderheit dar, diese Figur ist circa drei Meter hoch. Das Südportal ist in der Nähe der Speicherer Mühle zu finden.
Nur wenige hundert Meter nach dem Verlassen des Philippsheimer Tunnels wird der Friedrich-Wilhelm-Tunnel erreicht. Er liegt am Streckenkilometer 140,9 und hat eine Länge von 333 Metern.
Hinter Speicher am Streckenkilometer 142,7 folgt der 294 Meter lange Loskyller Tunnel. Auch dieser Tunnel hat wie alle anderen der Eifelstrecke Platz für ein zweites Streckengleis. Er wird aber nur von einem Gleis durchzogen. Eine Straßenbrücke überspannt direkt das Südportal.
Auf etwa halbem Weg zwischen Speicher und Auw an der Kyll liegt der 202 m lange Heinzkyller Tunnel am Streckenkilometer 143,9.

#### Bahnhof Auw an der Kyll

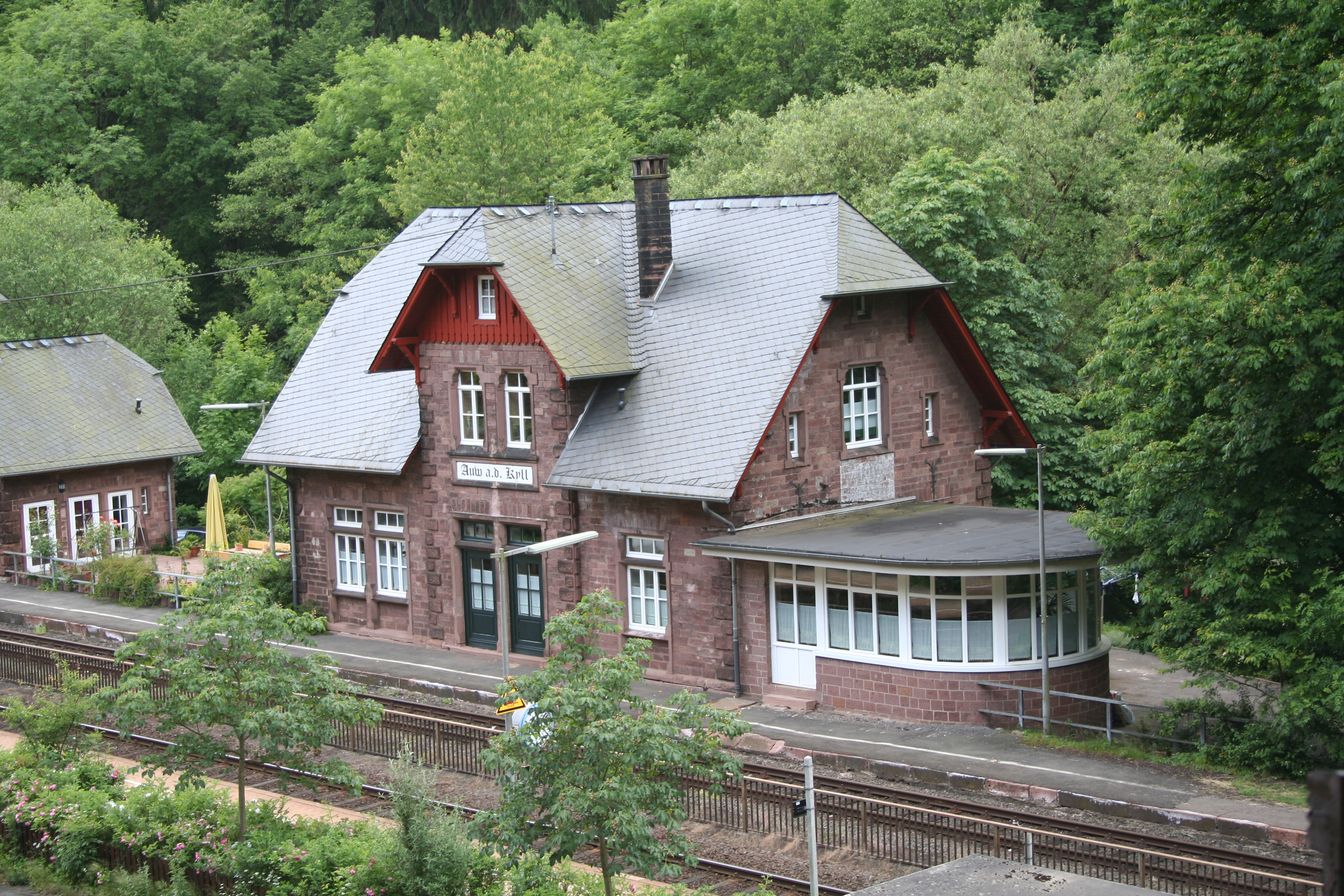
Bahnhof Auw an der Kyll: ehemaliges Empfangs-, Stellwerks- und Nebengebäude

Der Bahnhof Auw an der Kyll wurde am Streckenkilometer 145,4 im Juni 1871 in Betrieb genommen. Sein Empfangsgebäude wurde 1870 gebaut und steht heute unter Denkmalschutz. Ein benachbartes Nebengebäude hatte die Funktion als Abort und Stall und liegt zwischen dem Fluss Kyll und der Bahnstrecke jenseits der Gleiskörper, erreichbar bis 1985 über einen Bahnübergang. Das Empfangsgebäude des Bahnhofs hat als besonderes Merkmal an der Strecke einen eingeschossigen Anbau für ein Stellwerk. Nach der Aufgabe der Gebäude 1985 durch die Deutsche Bundesbahn verfielen diese langsam. Ende der 1990er Jahre wurden die Gebäude entkernt, saniert und werden seitdem als Einfamilienhäuser genutzt. Zwischen Philippsheim und Daufenbach ist der Abschnitt mit den meisten Kunstbauten, wie Brücken und Tunnel.

#### Bahnhöfe und Haltepunkte von Ittel (Kyll) bis Burg Ramstein

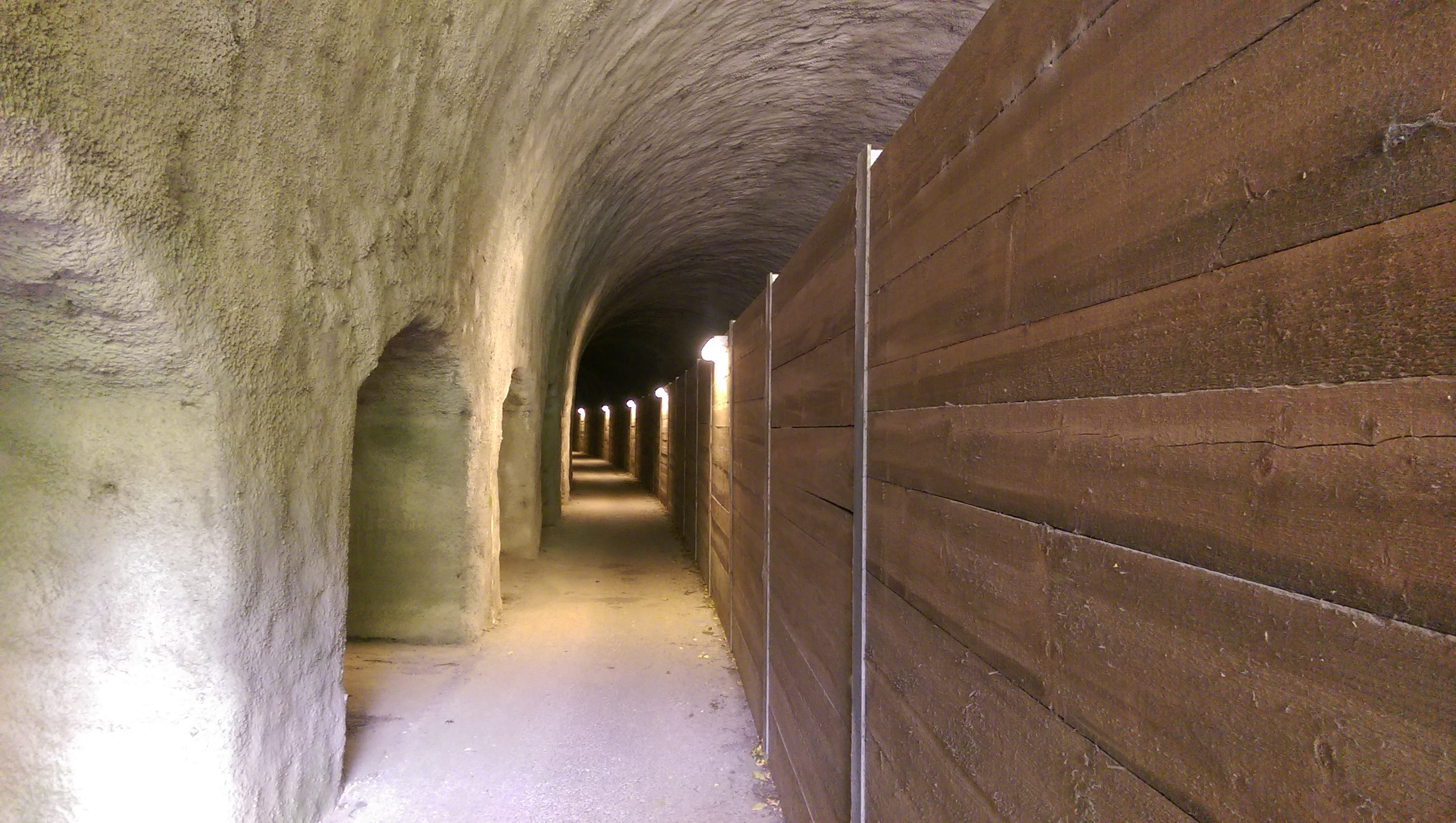
Radweg im Kyller Tunnel

Am Streckenkilometer 148,9 liegt der 1870 gebaute und im Juni 1871 in Betrieb genommene Haltepunkt Ittel (Kyll) (auf der angrenzenden Gemarkung von Hosten). Er ist inzwischen aufgegeben worden. 200 Meter weiter folgt zwischen den Bahnhöfen Auw an der Kyll und Daufenbach der Kyller Tunnel mit einer Länge von 138 Metern. Er ist der kürzeste der Eifel-Tunnel. Auch hier ist neben dem Streckengleis ein mit Holzwänden abgetrennter Radweg (Kyll-Radweg) zu finden.
Im Juni 1871 wurden an den Streckenkilometern 157,5 und 159,7 der Bahnhof Kordel und der Haltepunkt Burg Ramstein in Betrieb genommen. Auch Burg Ramstein ist nicht mehr in Betrieb.
Am Streckenkilometer 160,8 befindet sich der 450 Meter lange und zweigleisige Kuckuckslay-Tunnel, der letzte Tunnel der Eifelstrecke zwischen Kordel und Trier-Ehrang. Ab Kordel verläuft die Strecke zweigleisig.

#### Bahnhof Ehrang

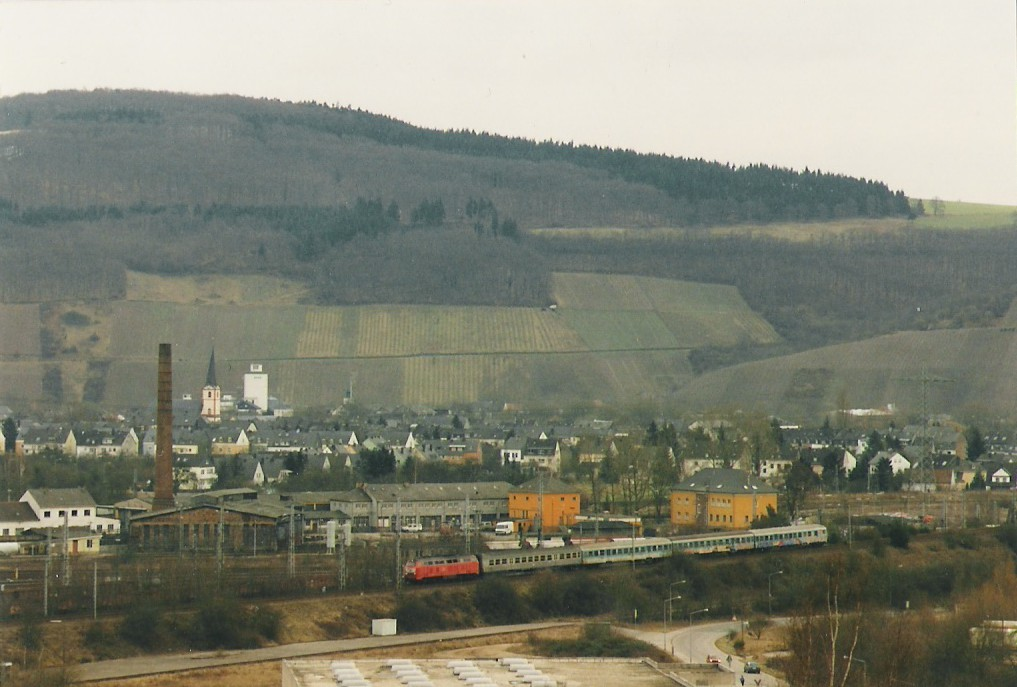
Ehemaliges Bahnbetriebswerk Ehrang (1996); die letzten Reste wurden 2011 abgerissen

Der Bahnhof Ehrang wurde 1870 am Streckenkilometer 163,5 gebaut und im Juni 1871 in Betrieb genommen. An diesem Bahnknotenpunkt mündet die Eifelstrecke in die Moselstrecke. Hier befindet sich ein ehemaliger Rangierbahnhof, der teilweise noch von der Deutschen Bahn AG als Güterbahnhof genutzt wird.
Zwischen dem Trierer Hauptbahnhof und dem Bahnhof Trier-Pfalzel liegt die etwa 250 m lange gleichnamige Eisenbahnbrücke. Gestützt wird sie durch drei Pfeiler. Neben den zwei Streckengleisen verläuft ein Fuß- und Radweg. Über diese Brücke fahren neben der Eifelstrecke auch die Züge Richtung Mosel und die Güterzüge aus dem Saargebiet, Luxemburg und Frankreich, die kurz nach der Brücke den Ehranger Rangierbahnhof erreichen.

## Denkmalschutz
In Rheinland-Pfalz stehen Teile der Eifelstrecke als Kulturdenkmal unter Denkmalschutz.
Im Stadtgebiet von Trier ist der Bahnhof Ehrang einschließlich der Nebengebäude und des Wasserturms als Kulturdenkmal ausgewiesen, im Landkreis Trier-Saarburg stehen der Bahnhof und die Eisenbahnersiedlung in Kordel unter Denkmalschutz. Geschützt sind im Eifelkreis Bitburg-Prüm unter anderem die Bahnhöfe Auw an der Kyll, Bitburg-Erdorf, Kyllburg, Philippsheim und Speicher, der Dechentunnel, der Friedrich-Wilhelm-Tunnel, der Kyllburger Tunnel, der Kyller Tunnel, der Loskyller Tunnel, der Mettericher Tunnel, der Philippsheimer Tunnel und der Wilsecker-Tunnel jeweils mit ihrem Nord- und Südportal, das Südportal des Heinzkyller Tunnels, das Stellwerk zwischen Streckenkilometer 132 und 133 und die Bahnwärterhäuser in Auw an der Kyll und Philippsheim, gegenüber von Wellkyll, beim Nordportal des Loskyller Tunnels und beim Nordportal des Wilsecker-Tunnels. Geschützte Objekte im benachbarten Landkreis Vulkaneifel sind das Bahnbetriebswerk Gerolstein, die Bahnhöfe in Densborn, Gerolstein, Jünkerath, Oberbettingen-Hillesheim und Stadtkyll und das Stellwerk Lf in Lissendorf.